# Bahnstrecke Chemnitz–Adorf
| Ausschnitt der Streckenkarte Sachsens 1902 | |                                                       |                                                       |
| Streckennummer (DB): | 6645 / 6663; sä. CA |                                                       |                                                       |
| Kursbuchstrecke (DB): | 524, 539 |                                                       |                                                       |
| Kursbuchstrecke: | 142 (Gesamt) 141f (Chemnitz Hbf – Chemnitz Süd) 142g (Muldenberg – Zwotental) 142e (Markneukirchen-Siebenbrunn – Adorf (Vogtl)) jeweils 1934 171k (Gesamt) 168, 168c, 170f (Chemnitz Hbf – Chemnitz Süd) 171n (Muldenberg – Zwotental) 171m (Siebenbrunn – Adorf (Vogtl)) jeweils 1946 440 (1990/1991) |                                                       |                                                       |
| Streckenlänge: | 114,363 km |                                                       |                                                       |
| Spurweite: | 1435 mm (Normalspur) |                                                       |                                                       |
| Streckenklasse: | CE (Chemnitz–Aue) CM4 (Muldenberg–Adorf) |                                                       |                                                       |
| Maximale Neigung: | 26 ‰ |                                                       |                                                       |
| Minimaler Radius: | 193 m |                                                       |                                                       |
| Streckengeschwindigkeit: | 80 km/h |                                                       |                                                       |
| Zweigleisigkeit: | Chemn Süd Strab–Chemn-Reichenh |                                                       |                                                       |
| | |                                                       |                                                       |
| \| \| \| von Neukieritzsch, von Riesa und von Dresden Hbf \| \| \| \| −0,120 \| Chemnitz Hbf \| 302 m \| \| \| \| nach Werdau Bogendreieck \| \| \| \| 1,095 \| Infrastrukturgrenze DB Netz – DB Regionetz \| Infrastrukturgrenze DB Netz – DB Regionetz \| \| \| 2,080 \| Chemnitz Süd (Keilbahnhof) \| 312 m \| \| \| 2,470 \| Chemnitz Süd Gbf \| 312 m \| \| \| \| nach Zwönitz \| \| \| \| 3,600 \| von Chemnitz Technopark (Straßenbahn) \| von Chemnitz Technopark (Straßenbahn) \| \| \| 3,680 \| Bft Chemnitz Süd Straßenbahn \| Bft Chemnitz Süd Straßenbahn \| \| \| \| Anst Scholz Recycling GmbH \| \| \| \| 4,400 \| Anst Rohr- und Kaltwalzwerk und Stadtwerke (bis 2015) \| Anst Rohr- und Kaltwalzwerk und Stadtwerke (bis 2015) \| \| \| 5,635 \| Anst Chemnitz dpl GmbH \| Anst Chemnitz dpl GmbH \| \| \| 6,060 \| Chemnitz-Reichenhain \| 321 m \| \| \| 6,428 \| Üst Chemnitz-Reichenhain \| Üst Chemnitz-Reichenhain \| \| \| 7,190 \| Chemnitz-Erfenschlag \| 329 m \| \| \| 7,440 \| Chemnitz-Erfenschlag Mitte \| 329 m \| \| \| 7,806 \| Zwönitzbrücke (28 m) \| Zwönitzbrücke (28 m) \| \| \| 8,630 \| Chemnitz-Erfenschlag Ost \| Chemnitz-Erfenschlag Ost \| \| \| 8,910 \| Einsiedel Hp \| 336 m \| \| \| 9,040 \| Einsiedel Gymnasium (bis Ende 2019) \| Einsiedel Gymnasium (bis Ende 2019) \| \| \| 9,395 \| Einsiedel Gymnasium (seit 2022) \| Einsiedel Gymnasium (seit 2022) \| \| \| 10,379 \| Einsiedel \| 344 m \| \| \| 10,594 \| Zwönitzbrücke (71 m) \| Zwönitzbrücke (71 m) \| \| \| 11,100 \| Einsiedel August-Bebel-Platz \| Einsiedel August-Bebel-Platz \| \| \| 11,30 \| Zwönitzbrücke (45 m) \| Zwönitzbrücke (45 m) \| \| \| 11,400 \| Einsiedel Brauerei \| Einsiedel Brauerei \| \| \| 11,806 \| Zwönitzbrücke (42 m) \| Zwönitzbrücke (42 m) \| \| \| 12,484 \| Zwönitzbrücke (26,6 m) \| Zwönitzbrücke (26,6 m) \| \| \| 12,912 \| Zwönitzbrücke (29,5 m) \| Zwönitzbrücke (29,5 m) \| \| \| 13,111 \| Dittersdorf (b Chemnitz) \| 360 m \| \| \| 13,210 \| Zwönitzbrücke (42 m) \| Zwönitzbrücke (42 m) \| \| \| 13,958 \| Zwönitzbrücke (44,7 m) \| Zwönitzbrücke (44,7 m) \| \| \| 14,271 \| Zwönitzbrücke (50 m) \| Zwönitzbrücke (50 m) \| \| \| 14,872 \| Zwönitzbrücke (34 m) \| Zwönitzbrücke (34 m) \| \| \| 16,265 \| Zwönitzbrücke (38 m) \| Zwönitzbrücke (38 m) \| \| \| 17,390 \| Kemtau \| 388 m \| \| \| 18,212 \| Zwönitzbrücke (57 m) \| Zwönitzbrücke (57 m) \| \| \| 19,456 \| Burkhardtsdorf \| 402 m \| \| \| 20,617 \| Burkhardtsdorf Mitte \| Burkhardtsdorf Mitte \| \| \| 20,70 \| Zwönitzbrücke (20,8 m) \| Zwönitzbrücke (20,8 m) \| \| \| 23,057 \| Meinersdorf (Erzgeb) \| 418 m \| \| \| \| Schmalspurbahn nach Schönfeld-Wiesa \| \| \| \| 23,415 \| EÜ Bundesstraße 180 (10,1 m) \| EÜ Bundesstraße 180 (10,1 m) \| \| \| 23,554 \| Zwönitzbrücke (32,5 m) \| Zwönitzbrücke (32,5 m) \| \| \| 23,746 \| EÜ Meinersdorfer Straße (17 m) \| EÜ Meinersdorfer Straße (17 m) \| \| \| 26,600 \| Thalheim (Erzgeb) Mitte \| Thalheim (Erzgeb) Mitte \| \| \| 27,289 \| Thalheim (Erzgeb) \| 451 m \| \| \| 28,564 \| Zwönitzbrücke (14,4 m) \| Zwönitzbrücke (14,4 m) \| \| \| 30,920 \| Dorfchemnitz (b Zwönitz) \| 476 m \| \| \| 31,00731,000 \| Kilometersprung +0,007 km \| Kilometersprung +0,007 km \| \| \| 33,625 \| Niederzwönitz seit 2006 \| Niederzwönitz seit 2006 \| \| \| 33,751 \| EÜ Stollberger Straße (12,8 m) \| EÜ Stollberger Straße (12,8 m) \| \| \| 33,893 \| Brücke Oberer Halsbach (10,5 m) \| Brücke Oberer Halsbach (10,5 m) \| \| \| \| Chemnitz Süd–Zwönitz \| \| \| \| \| von Chemnitz Süd \| \| \| \| 36,250 \| Zwönitz (ehem. Inselbahnhof) \| 548 m \| \| \| \| nach Scheibenberg \| \| \| \| 37,148 \| (Scheitelpunkt) \| 552 m \| \| \| 41,892 \| Lößnitz ob Bf (ehem. Bf) \| 483 m \| \| \| 43,224 \| EÜ Kühnhaider Straße (20 m) \| EÜ Kühnhaider Straße (20 m) \| \| \| 43,487 \| Brücke Dittersdorf (41,35 m) \| Brücke Dittersdorf (41,35 m) \| \| \| 46,636 \| Lößnitz unt Bf (ehem. Bf) \| 413 m \| \| \| 48,760 \| Aue (Sachs) Erzgebirgsstadion \| Aue (Sachs) Erzgebirgsstadion \| \| \| 49,040 \| Brücke Lößnitzbach (21,1 m) \| Brücke Lößnitzbach (21,1 m) \| \| \| \| von Zwickau (Sachs) Hbf \| \| \| \| 50,810 \| Aue (Sachs) (ehem. Inselbahnhof) \| 349 m \| \| \| \| nach Schwarzenberg (Erzgeb) \| \| \| \| 51,573 \| Brücke Schwarzwasser (52 m) \| Brücke Schwarzwasser (52 m) \| \| \| 52,574 \| EÜ Bundesstraße 283 (17,5 m) \| EÜ Bundesstraße 283 (17,5 m) \| \| \| 52,815 \| Auerhammer \| 360 m \| \| \| 56,138 \| Brücke Zwickauer Mulde (40 m) \| Brücke Zwickauer Mulde (40 m) \| \| \| 56,180 \| Tunnel Bockau (308 m) \| Tunnel Bockau (308 m) \| \| \| 56,513 \| Brücke Zwickauer Mulde (43,5 m) \| Brücke Zwickauer Mulde (43,5 m) \| \| \| 57,750 \| Bockau (Erzgeb) Ost nur 1954 \| 428 m \| \| \| 58,901 \| Bockau (Erzgeb) \| 434 m \| \| \| 59,928 \| Brücke Zwickauer Mulde (58 m) \| Brücke Zwickauer Mulde (58 m) \| \| \| 61,631 \| Brücke Zwickauer Mulde (46 m) \| Brücke Zwickauer Mulde (46 m) \| \| \| 61,849 \| Brücke Zwickauer Mulde (39,5 m) \| Brücke Zwickauer Mulde (39,5 m) \| \| \| 63,012 \| Blauenthal \| 471 m \| \| \| 63,227 \| Brücke Zwickauer Mulde (46,5 m) \| Brücke Zwickauer Mulde (46,5 m) \| \| \| 63,672 \| Brücke Zwickauer Mulde (73 m) \| Brücke Zwickauer Mulde (73 m) \| \| \| 64,186 \| Brücke Zwickauer Mulde (32 m) \| Brücke Zwickauer Mulde (32 m) \| \| \| 64,445 \| Wolfsgrün \| 482 m \| \| \| \| von Eibenstock ob Bf \| \| \| \| 68,717 \| Eibenstock unt Bf \| 513 m \| \| \| 70,10 \| Brücke Zwickauer Mulde (40 m) \| Brücke Zwickauer Mulde (40 m) \| \| \| 70,30 \| Tunnel Schönheiderhammer (102 m) \| Tunnel Schönheiderhammer (102 m) \| \| \| 71,206 \| Brücke Zwickauer Mulde (26,5 m) \| Brücke Zwickauer Mulde (26,5 m) \| \| \| \| \| \| \| \| 71,360 \| Schönheide Ost (früher Schönheiderhammer) \| 543 m \| \| \| \| \| \| \| \| 75,175 \| Brücke Zwickauer Mulde (36 m) \| Brücke Zwickauer Mulde (36 m) \| \| \| \| Schmalspurbahn Wilkau-Haßlau–Carlsfeld \| \| \| \| 76,486 \| Brücke Zwickauer Mulde (29 m) \| Brücke Zwickauer Mulde (29 m) \| \| \| \| Schmalspurbahn von Wilkau-Haßlau \| \| \| \| 76,842 \| Schönheide Süd (früher Wilzschhaus) \| 596 m \| \| \| \| Schmalspurbahn nach Carlsfeld \| \| \| \| 77,537 \| Brücke Zwickauer Mulde (44 m) \| Brücke Zwickauer Mulde (44 m) \| \| \| 79,657 \| Rautenkranz \| 614 m \| \| \| 82,106 \| Tannenbergsthal (Vogtl) \| 628 m \| \| \| 84,632 \| Brücke Zwickauer Mulde (33 m) \| Brücke Zwickauer Mulde (33 m) \| \| \| 87,705 \| Hammerbrücke \| 680 m \| \| \| \| Infrastrukturgrenze FHWE – DB Netz \| \| \| \| \| von Falkenstein (Vogtl) \| \| \| \| 89,128 \| Muldenberg (ehem. PV-Halt) \| 692 m \| \| \| 90,630 \| Muldenberg Floßplatz seit 2001 \| Muldenberg Floßplatz seit 2001 \| \| \| 95,50 \| (Scheitelpunkt) \| 772 m \| \| \| 96,272 \| Schöneck (Vogtl) \| 768 m \| \| \| 97,110 \| Schöneck (Vogtl) Ferienpark \| Schöneck (Vogtl) Ferienpark \| \| \| 101,568 \| Zwotental (ehem. Inselbahnhof) \| 673 m \| \| \| \| nach Klingenthal \| \| \| \| 102,296 \| Infrastrukturgrenze DB Netz – RISS \| Infrastrukturgrenze DB Netz – RISS \| \| \| 104,573 \| Gunzen \| 615 m \| \| \| \| von Erlbach \| \| \| \| 110,163 \| Siebenbrunn (zuletzt Hp) \| 471 m \| \| \| 113,309 \| Adorf Haltestelle \| Adorf Haltestelle \| \| \| 113,810 \| Infrastrukturgrenze RISS – DB Netz \| Infrastrukturgrenze RISS – DB Netz \| \| \| \| von Cheb \| \| \| \| 114,243 \| Adorf (Vogtl) \| 444 m \| \| \| \| nach Aš \| \| \| \| \| nach Plauen (Vogtl) ob Bf \| \| | |                                                       |                                                       |
| Strecke | | von Neukieritzsch, von Riesa und von Dresden Hbf      | von Neukieritzsch, von Riesa und von Dresden Hbf      |
| Bahnhof | −0,120 | Chemnitz Hbf                                          | 302 m                                                 |
| Abzweig geradeaus und nach rechts | | nach Werdau Bogendreieck                              | nach Werdau Bogendreieck                              |
| Wechsel des Eisenbahninfrastrukturunternehmens | 1,095 | Infrastrukturgrenze DB Netz – DB Regionetz            | Infrastrukturgrenze DB Netz – DB Regionetz            |
| Bahnhof | 2,080 | Chemnitz Süd (Keilbahnhof)                            | 312 m                                                 |
| ehemaliger Dienststation / Betriebs- oder Güterbahnhof | 2,470 | Chemnitz Süd Gbf                                      | 312 m                                                 |
| Abzweig geradeaus und nach rechts | | nach Zwönitz                                          | nach Zwönitz                                          |
| Abzweig geradeaus und von links | 3,600 | von Chemnitz Technopark (Straßenbahn)                 | von Chemnitz Technopark (Straßenbahn)                 |
| Blockstelle | 3,680 | Bft Chemnitz Süd Straßenbahn                          | Bft Chemnitz Süd Straßenbahn                          |
| Abzweig geradeaus und nach rechts | | Anst Scholz Recycling GmbH                            | Anst Scholz Recycling GmbH                            |
| Abzweig geradeaus und ehemals nach links | 4,400 | Anst Rohr- und Kaltwalzwerk und Stadtwerke (bis 2015) | Anst Rohr- und Kaltwalzwerk und Stadtwerke (bis 2015) |
| Abzweig geradeaus und nach rechts | 5,635 | Anst Chemnitz dpl GmbH                                | Anst Chemnitz dpl GmbH                                |
| Haltepunkt / Haltestelle | 6,060 | Chemnitz-Reichenhain                                  | 321 m                                                 |
| Überleitstelle / Spurwechsel | 6,428 | Üst Chemnitz-Reichenhain                              | Üst Chemnitz-Reichenhain                              |
| ehemaliger Bahnhof | 7,190 | Chemnitz-Erfenschlag                                  | 329 m                                                 |
| Haltepunkt / Haltestelle | 7,440 | Chemnitz-Erfenschlag Mitte                            | 329 m                                                 |
| Brücke | 7,806 | Zwönitzbrücke (28 m)                                  | Zwönitzbrücke (28 m)                                  |
| Haltepunkt / Haltestelle | 8,630 | Chemnitz-Erfenschlag Ost                              | Chemnitz-Erfenschlag Ost                              |
| ehemaliger Haltepunkt / Haltestelle | 8,910 | Einsiedel Hp                                          | 336 m                                                 |
| ehemaliger Haltepunkt / Haltestelle | 9,040 | Einsiedel Gymnasium (bis Ende 2019)                   | Einsiedel Gymnasium (bis Ende 2019)                   |
| Haltepunkt / Haltestelle | 9,395 | Einsiedel Gymnasium (seit 2022)                       | Einsiedel Gymnasium (seit 2022)                       |
| Bahnhof | 10,379 | Einsiedel                                             | 344 m                                                 |
| Brücke | 10,594 | Zwönitzbrücke (71 m)                                  | Zwönitzbrücke (71 m)                                  |
| Haltepunkt / Haltestelle | 11,100 | Einsiedel August-Bebel-Platz                          | Einsiedel August-Bebel-Platz                          |
| Brücke | 11,30 | Zwönitzbrücke (45 m)                                  | Zwönitzbrücke (45 m)                                  |
| Haltepunkt / Haltestelle | 11,400 | Einsiedel Brauerei                                    | Einsiedel Brauerei                                    |
| Brücke | 11,806 | Zwönitzbrücke (42 m)                                  | Zwönitzbrücke (42 m)                                  |
| Brücke | 12,484 | Zwönitzbrücke (26,6 m)                                | Zwönitzbrücke (26,6 m)                                |
| Brücke | 12,912 | Zwönitzbrücke (29,5 m)                                | Zwönitzbrücke (29,5 m)                                |
| Bahnhof | 13,111 | Dittersdorf (b Chemnitz)                              | 360 m                                                 |
| Brücke | 13,210 | Zwönitzbrücke (42 m)                                  | Zwönitzbrücke (42 m)                                  |
| Brücke | 13,958 | Zwönitzbrücke (44,7 m)                                | Zwönitzbrücke (44,7 m)                                |
| Brücke | 14,271 | Zwönitzbrücke (50 m)                                  | Zwönitzbrücke (50 m)                                  |
| Brücke | 14,872 | Zwönitzbrücke (34 m)                                  | Zwönitzbrücke (34 m)                                  |
| Brücke | 16,265 | Zwönitzbrücke (38 m)                                  | Zwönitzbrücke (38 m)                                  |
| Haltepunkt / Haltestelle | 17,390 | Kemtau                                                | 388 m                                                 |
| Brücke | 18,212 | Zwönitzbrücke (57 m)                                  | Zwönitzbrücke (57 m)                                  |
| Bahnhof | 19,456 | Burkhardtsdorf                                        | 402 m                                                 |
| Haltepunkt / Haltestelle | 20,617 | Burkhardtsdorf Mitte                                  | Burkhardtsdorf Mitte                                  |
| Brücke | 20,70 | Zwönitzbrücke (20,8 m)                                | Zwönitzbrücke (20,8 m)                                |
| Bahnhof | 23,057 | Meinersdorf (Erzgeb)                                  | 418 m                                                 |
| Abzweig geradeaus und ehemals nach links | | Schmalspurbahn nach Schönfeld-Wiesa                   | Schmalspurbahn nach Schönfeld-Wiesa                   |
| Brücke | 23,415 | EÜ Bundesstraße 180 (10,1 m)                          | EÜ Bundesstraße 180 (10,1 m)                          |
| Brücke | 23,554 | Zwönitzbrücke (32,5 m)                                | Zwönitzbrücke (32,5 m)                                |
| Brücke | 23,746 | EÜ Meinersdorfer Straße (17 m)                        | EÜ Meinersdorfer Straße (17 m)                        |
| Haltepunkt / Haltestelle | 26,600 | Thalheim (Erzgeb) Mitte                               | Thalheim (Erzgeb) Mitte                               |
| Bahnhof | 27,289 | Thalheim (Erzgeb)                                     | 451 m                                                 |
| Brücke | 28,564 | Zwönitzbrücke (14,4 m)                                | Zwönitzbrücke (14,4 m)                                |
| Haltepunkt / Haltestelle | 30,920 | Dorfchemnitz (b Zwönitz)                              | 476 m                                                 |
| Kilometer-Wechsel | 31,00731,000 | Kilometersprung +0,007 km                             | Kilometersprung +0,007 km                             |
| Haltepunkt / Haltestelle | 33,625 | Niederzwönitz seit 2006                               | Niederzwönitz seit 2006                               |
| Brücke | 33,751 | EÜ Stollberger Straße (12,8 m)                        | EÜ Stollberger Straße (12,8 m)                        |
| Brücke | 33,893 | Brücke Oberer Halsbach (10,5 m)                       | Brücke Oberer Halsbach (10,5 m)                       |
| Kreuzung geradeaus unten (Querstrecke außer Betrieb) | | Chemnitz Süd–Zwönitz                                  | Chemnitz Süd–Zwönitz                                  |
| Abzweig geradeaus und ehemals von links | | von Chemnitz Süd                                      | von Chemnitz Süd                                      |
| Bahnhof | 36,250 | Zwönitz (ehem. Inselbahnhof)                          | 548 m                                                 |
| Abzweig geradeaus und ehemals nach links | | nach Scheibenberg                                     | nach Scheibenberg                                     |
| Kulminations-/Scheitelpunkt | 37,148 | (Scheitelpunkt)                                       | 552 m                                                 |
| Haltepunkt / Haltestelle | 41,892 | Lößnitz ob Bf (ehem. Bf)                              | 483 m                                                 |
| Brücke | 43,224 | EÜ Kühnhaider Straße (20 m)                           | EÜ Kühnhaider Straße (20 m)                           |
| Brücke | 43,487 | Brücke Dittersdorf (41,35 m)                          | Brücke Dittersdorf (41,35 m)                          |
| Haltepunkt / Haltestelle | 46,636 | Lößnitz unt Bf (ehem. Bf)                             | 413 m                                                 |
| Haltepunkt / Haltestelle | 48,760 | Aue (Sachs) Erzgebirgsstadion                         | Aue (Sachs) Erzgebirgsstadion                         |
| Brücke | 49,040 | Brücke Lößnitzbach (21,1 m)                           | Brücke Lößnitzbach (21,1 m)                           |
| Abzweig geradeaus und von rechts | | von Zwickau (Sachs) Hbf                               | von Zwickau (Sachs) Hbf                               |
| Bahnhof | 50,810 | Aue (Sachs) (ehem. Inselbahnhof)                      | 349 m                                                 |
| Abzweig ehemals geradeaus und nach links | | nach Schwarzenberg (Erzgeb)                           | nach Schwarzenberg (Erzgeb)                           |
| Brücke (Strecke außer Betrieb) | 51,573 | Brücke Schwarzwasser (52 m)                           | Brücke Schwarzwasser (52 m)                           |
| Brücke (Strecke außer Betrieb) | 52,574 | EÜ Bundesstraße 283 (17,5 m)                          | EÜ Bundesstraße 283 (17,5 m)                          |
| Dienststation / Betriebs- oder Güterbahnhof (Strecke außer Betrieb) | 52,815 | Auerhammer                                            | 360 m                                                 |
| Brücke (Strecke außer Betrieb) | 56,138 | Brücke Zwickauer Mulde (40 m)                         | Brücke Zwickauer Mulde (40 m)                         |
| Tunnel (Strecke außer Betrieb) | 56,180 | Tunnel Bockau (308 m)                                 | Tunnel Bockau (308 m)                                 |
| Brücke (Strecke außer Betrieb) | 56,513 | Brücke Zwickauer Mulde (43,5 m)                       | Brücke Zwickauer Mulde (43,5 m)                       |
| Haltepunkt / Haltestelle (Strecke außer Betrieb) | 57,750 | Bockau (Erzgeb) Ost nur 1954                          | 428 m                                                 |
| Haltepunkt / Haltestelle (Strecke außer Betrieb) | 58,901 | Bockau (Erzgeb)                                       | 434 m                                                 |
| Brücke (Strecke außer Betrieb) | 59,928 | Brücke Zwickauer Mulde (58 m)                         | Brücke Zwickauer Mulde (58 m)                         |
| Brücke (Strecke außer Betrieb) | 61,631 | Brücke Zwickauer Mulde (46 m)                         | Brücke Zwickauer Mulde (46 m)                         |
| Brücke (Strecke außer Betrieb) | 61,849 | Brücke Zwickauer Mulde (39,5 m)                       | Brücke Zwickauer Mulde (39,5 m)                       |
| Bahnhof (Strecke außer Betrieb) | 63,012 | Blauenthal                                            | 471 m                                                 |
| Brücke (Strecke außer Betrieb) | 63,227 | Brücke Zwickauer Mulde (46,5 m)                       | Brücke Zwickauer Mulde (46,5 m)                       |
| Brücke (Strecke außer Betrieb) | 63,672 | Brücke Zwickauer Mulde (73 m)                         | Brücke Zwickauer Mulde (73 m)                         |
| Brücke (Strecke außer Betrieb) | 64,186 | Brücke Zwickauer Mulde (32 m)                         | Brücke Zwickauer Mulde (32 m)                         |
| Bahnhof (Strecke außer Betrieb) | 64,445 | Wolfsgrün                                             | 482 m                                                 |
| Abzweig geradeaus und von links (Strecke außer Betrieb) | | von Eibenstock ob Bf                                  | von Eibenstock ob Bf                                  |
| Bahnhof (Strecke außer Betrieb) | 68,717 | Eibenstock unt Bf                                     | 513 m                                                 |
| Brücke (Strecke außer Betrieb) | 70,10 | Brücke Zwickauer Mulde (40 m)                         | Brücke Zwickauer Mulde (40 m)                         |
| Tunnel (Strecke außer Betrieb) | 70,30 | Tunnel Schönheiderhammer (102 m)                      | Tunnel Schönheiderhammer (102 m)                      |
| Brücke (Strecke außer Betrieb) | 71,206 | Brücke Zwickauer Mulde (26,5 m)                       | Brücke Zwickauer Mulde (26,5 m)                       |
| | |                                                       |                                                       |
| Bahnhof (Strecke außer Betrieb) | 71,360 | Schönheide Ost (früher Schönheiderhammer)             | 543 m                                                 |
| | |                                                       |                                                       |
| Brücke (Strecke außer Betrieb) | 75,175 | Brücke Zwickauer Mulde (36 m)                         | Brücke Zwickauer Mulde (36 m)                         |
| Kreuzung geradeaus unten (Strecken außer Betrieb) | | Schmalspurbahn Wilkau-Haßlau–Carlsfeld                | Schmalspurbahn Wilkau-Haßlau–Carlsfeld                |
| Brücke (Strecke außer Betrieb) | 76,486 | Brücke Zwickauer Mulde (29 m)                         | Brücke Zwickauer Mulde (29 m)                         |
| Abzweig geradeaus und von links (Strecke außer Betrieb) | | Schmalspurbahn von Wilkau-Haßlau                      | Schmalspurbahn von Wilkau-Haßlau                      |
| Kopfbahnhof Strecke bis hier außer Betrieb | 76,842 | Schönheide Süd (früher Wilzschhaus)                   | 596 m                                                 |
| Abzweig geradeaus und ehemals nach links | | Schmalspurbahn nach Carlsfeld                         | Schmalspurbahn nach Carlsfeld                         |
| Brücke | 77,537 | Brücke Zwickauer Mulde (44 m)                         | Brücke Zwickauer Mulde (44 m)                         |
| Haltepunkt / Haltestelle | 79,657 | Rautenkranz                                           | 614 m                                                 |
| Bahnhof | 82,106 | Tannenbergsthal (Vogtl)                               | 628 m                                                 |
| Brücke | 84,632 | Brücke Zwickauer Mulde (33 m)                         | Brücke Zwickauer Mulde (33 m)                         |
| Haltepunkt / Haltestelle Strecke ab hier außer Betrieb | 87,705 | Hammerbrücke                                          | 680 m                                                 |
| Wechsel des Eisenbahninfrastrukturunternehmens (Strecke außer Betrieb) | | Infrastrukturgrenze FHWE – DB Netz                    | Infrastrukturgrenze FHWE – DB Netz                    |
| Abzweig ehemals geradeaus und von rechts | | von Falkenstein (Vogtl)                               | von Falkenstein (Vogtl)                               |
| Dienststation / Betriebs- oder Güterbahnhof | 89,128 | Muldenberg (ehem. PV-Halt)                            | 692 m                                                 |
| Haltepunkt / Haltestelle | 90,630 | Muldenberg Floßplatz seit 2001                        | Muldenberg Floßplatz seit 2001                        |
| Kulminations-/Scheitelpunkt | 95,50 | (Scheitelpunkt)                                       | 772 m                                                 |
| Haltepunkt / Haltestelle | 96,272 | Schöneck (Vogtl)                                      | 768 m                                                 |
| Haltepunkt / Haltestelle | 97,110 | Schöneck (Vogtl) Ferienpark                           | Schöneck (Vogtl) Ferienpark                           |
| Bahnhof | 101,568 | Zwotental (ehem. Inselbahnhof)                        | 673 m                                                 |
| Abzweig geradeaus und nach links | | nach Klingenthal                                      | nach Klingenthal                                      |
| Wechsel des Eisenbahninfrastrukturunternehmens | 102,296 | Infrastrukturgrenze DB Netz – RISS                    | Infrastrukturgrenze DB Netz – RISS                    |
| Haltepunkt / Haltestelle | 104,573 | Gunzen                                                | 615 m                                                 |
| Abzweig geradeaus und ehemals von links | | von Erlbach                                           | von Erlbach                                           |
| ehemaliger Bahnhof | 110,163 | Siebenbrunn (zuletzt Hp)                              | 471 m                                                 |
| ehemaliger Bahnhof | 113,309 | Adorf Haltestelle                                     | Adorf Haltestelle                                     |
| Wechsel des Eisenbahninfrastrukturunternehmens | 113,810 | Infrastrukturgrenze RISS – DB Netz                    | Infrastrukturgrenze RISS – DB Netz                    |
| Abzweig geradeaus und von links | | von Cheb                                              | von Cheb                                              |
| Bahnhof | 114,243 | Adorf (Vogtl)                                         | 444 m                                                 |
| Abzweig geradeaus und ehemals nach links | | nach Aš                                               | nach Aš                                               |
| Strecke | | nach Plauen (Vogtl) ob Bf                             | nach Plauen (Vogtl) ob Bf                             |

Die Bahnstrecke Chemnitz–Adorf ist eine Nebenbahn in Sachsen, die einst von der Chemnitz-Aue-Adorfer Eisenbahn-Gesellschaft (CAAE) erbaut und betrieben wurde. Die 115 km lange Strecke führte von Chemnitz in südwestlicher Richtung im Zwönitztal aufwärts in Richtung Aue, dann entlang der Zwickauer Mulde nach Muldenberg und weiter über Schöneck bis Adorf im Vogtland. Infolge des Baus der Talsperre Eibenstock ist sie seit 1975 auf einem Teilstück unterbrochen.

## Geschichte

### Vorgeschichte und Bau
Eine Reihe von Veröffentlichungen befassten sich um die Mitte des 19. Jahrhunderts mit der Anbindung und Erschließung insbesondere auch des Erzgebirges mit der Eisenbahn. Dabei wurden für die Notwendigkeit und die Rentabilität die große Zahl von Einwohnern, die Erzvorkommen, die industrielle Produktion und die Hölzer aus den Wäldern geltend gemacht. Auch der königlich-sächsische Oberberghauptmann Friedrich Constantin von Beust veröffentlichte mehrere Werke über die Eisenbahnfrage, so 1852, 1854 und 1855.
Schon zu Beginn der 1850er Jahre wurde der Bau einer Bahnstrecke durch das obere Muldental gewünscht, die von Aue aus im Muldental verlaufen und in Falkenstein in die Strecke der Voigtländischen Staatseisenbahn einmünden sollte. Im Jahr 1857 hatte der Kottenheider Forstinspektor Emil Roch eine Denkschrift veröffentlicht, in der er von Aue aus eine Bahnlinie im Muldental aufwärts beschreibt, diese habe für die in diesem Bereich bestehende Industrie, für den Abtransport des Holzes aus den Staatswäldern und für die dortige große Bevölkerung Vorteile. Am Ende der 1850er Jahre gab es erste Überlegungen für eine Anbindung Aues aus Richtung Norden, hier wurden zahlreiche verschiedene Streckenführungen gefordert. In den 1860er Jahren untersuchte die sächsische Regierung die Vorhaben, als Folge daraus wurde eine durchgehende Strecke von Chemnitz über Aue nach Adorf bevorzugt. Unklar war aber noch, ob die Strecke durch das Würschnitz- oder das Zwönitztal gebaut werden sollte. Ab 1868 sollte eine Privatbahn die Strecke erbauen, zuvor war die Strecke noch als Staatsbahn geplant. Da nicht genügend Kapital für die Gründung einer Privatbahn aufgetrieben werden konnte, geschah vorerst nichts, selbst der „Eisenbahnkönig“ Bethel Strousberg wollte das Projekt nicht unterstützen. Erst als das Königreich Sachsen nach dem Deutsch-Französischen Krieg mit ersten Vorarbeiten im oberen Muldental begann, fanden sich wieder Interessenten für eine Privatbahngesellschaft.
Am 2. Juli 1872 wurde die Chemnitz-Aue-Adorfer Eisenbahn-Gesellschaft (CAAE) gegründet, die am 7. Dezember 1872 die Konzession zum Bau und Betrieb der Eisenbahnstrecke von Chemnitz über Aue und Schöneck nach Adorf erhielt. Da die Stadt Markneukirchen 150 000 Mark in die CAAE eingebracht hatte, wurde nun das Ebersbachtal anstatt des bisher geplanten Eisenbachtals für die Streckenführung gewählt. Zwar wäre letzte Variante kürzer gewesen, die erste führte aber näher an Markneukirchen vorbei. Auch wurde die Bahnstrecke nun nicht mehr wie in den ersten Projekten vorgesehen über Falkenstein gebaut, sondern man nutzte zwischen Hammerbrücke und Schöneck eine wesentlich kürzere Streckenführung. Darüber hinaus erhielt die CAAE die Konzession für zwei Zweigstrecken – die eine von Zwönitz nach Lugau mit Anschluss an die Lugauer Kohlenbahn, die andere von Zwota nach Klingenthal.
Die Sächsische Eisenbahnbaugesellschaft erhielt den Auftrag zum Bau der Strecken. Sie geriet wegen des Gründerkrachs jedoch in finanzielle Schwierigkeiten, sodass der Bau schließlich von der Chemnitz–Aue–Adorfer Eisenbahngesellschaft ab 1874 selbst ausgeführt wurde. Trotz der schwierigen Topografie der Strecke konnte der Bau schon am 15. November 1875 vollendet werden. Der im Tal der Zwickauer Mulde verlaufende Abschnitt Aue–Eibenstock–Schöneck/Vogtl. war bereits am 7. September 1875 eröffnet worden. Ergänzend kam am 24. Dezember 1875 noch die 8 km lange Zweigbahn von Zwotental zur Landesgrenze bei Klingenthal hinzu, wo der Anschluss an die Bahnstrecke Falkenau–Graslitz(–Grenze) der Buschtěhrader Eisenbahn hergestellt wurde. Der Bau der zweiten Zweigbahn wurde abgebrochen.
Da schon im ersten Betriebsjahr die Erlöse hinter den Erwartungen zurückblieben, veräußerte die Gesellschaft ihre Bahn am 15. Juli 1876 an den sächsischen Staat.

### Betrieb ab 1876

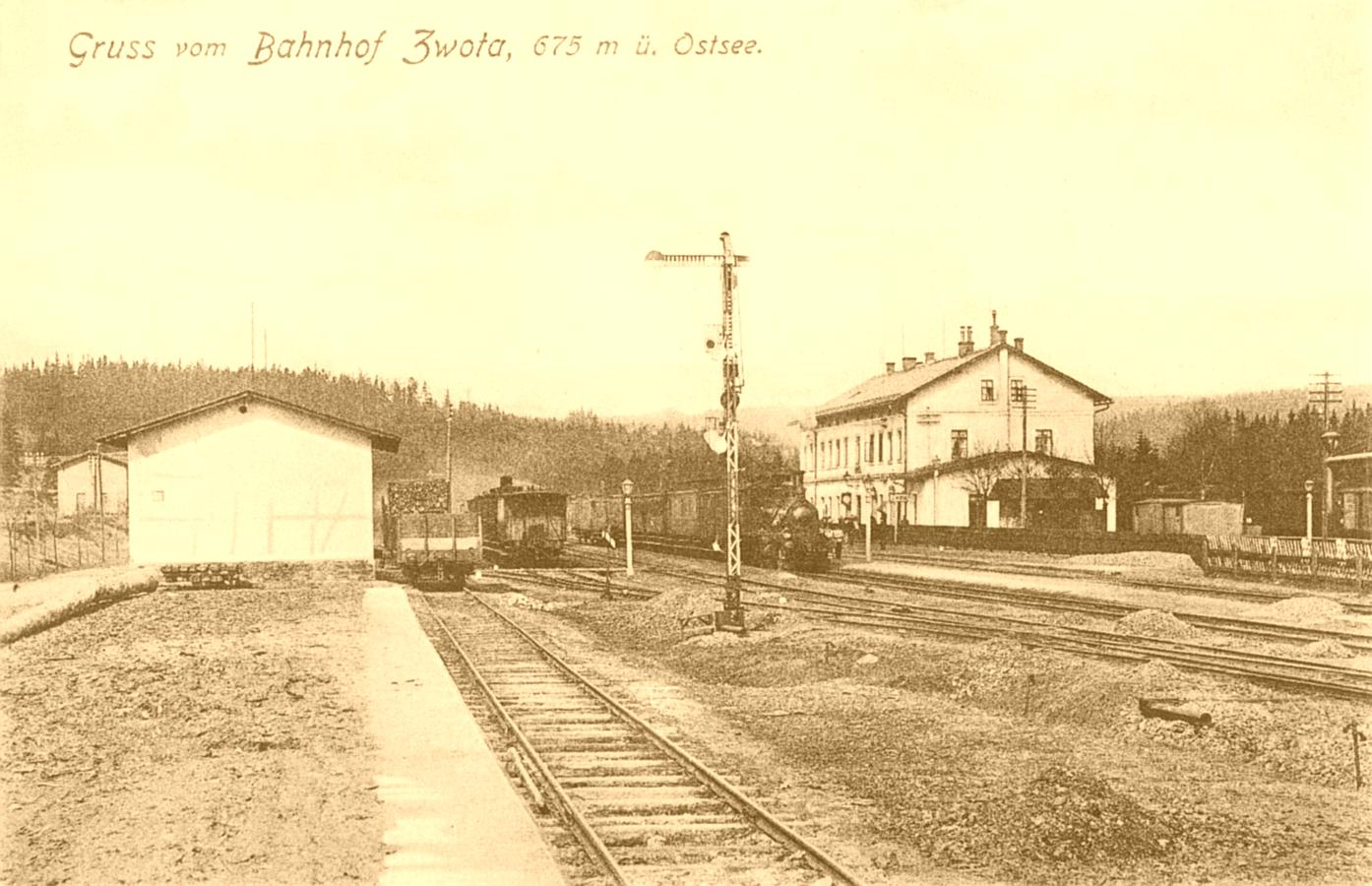
Bahnhof Zwota (heute Bahnhof Zwotental) um 1905

Die Königlich Sächsischen Staatseisenbahnen betrieben die Strecke fortan unter der Streckenbezeichnung CA (für die Anfangsbuchstaben der Endbahnhöfe). Ein ab den 1880er Jahren geplanter Weiterbau bis Hof unterblieb, zudem war eine direkte Bahnstrecke von der Strecke nach Stollberg noch nicht vorhanden, da nach dem Konkurs der Sächsischen Eisenbahngesellschaft die schon im Bau begriffene Strecke der CAAE nach Stollberg nicht fertiggestellt wurde. Da somit keine direkte Verbindung zum Lugau-Oelsnitzer Steinkohlenrevier bestand, wäre auch kein nennenswertes Verkehrsaufkommen – Bezug von Grubenholz und Abfuhr von Steinkohlen – zu erwarten. Letzte Bestrebungen zum Weiterbau bis Hof scheiterten trotz der mittlerweile vorhandenen Verbindung Zwönitz–Stollberg in den 1930er Jahren. Auch nach der 1878 erfolgten Unterscheidung zwischen Haupt- und Nebenbahnen erhielt die Bahnstrecke vorerst den Status einer Hauptbahn. 1884 wurde zwar das Teilstück von Tannenbergsthal bis Adorf zur Nebenbahn heruntergestuft, doch schon 1892 wurde der Abschnitt Muldenberg–Zwota und 1893 der Abschnitt Tannenbergsthal–Muldenberg wieder als Hauptbahn eingestuft. Ursache war das gestiegene Verkehrsaufkommen nach der Eröffnung der Bahnstrecke Falkenstein–Muldenberg. Noch vor der Jahrhundertwende wurden auf den Bahnstationen Bahnsteigsperren eingeführt.
Im Zusammenhang mit der im Bau befindlichen Stichbahn Siebenbrunn–Markneukirchen wurde 1908/09 der Abschnitt Siebenbrunn–Adorf zweigleisig ausgebaut.
Im Jahre 1917 unter Betriebsführung der Königlich Sächsischen Staatseisenbahnen umfasste die Betriebslänge der gesamten, damals durchgängig als Hauptbahn klassifizierten Strecke 114,56 km, davon waren 100,37 km ein- und 14,19 km zweigleisig ausgebaut. Dies umfasste die Streckenabschnitte Chemnitz–Einsiedel und Siebenbrunn–Adorf.
Am Ende des Zweiten Weltkriegs wurde der untere Streckenabschnitt durch alliierte Luftangriffe schwer beschädigt, der obere blieb bis auf einen Luftangriff auf den Bahnhof Zwotental nahezu unbeschädigt. Nach dem Zweiten Weltkrieg verkehrten für einige Jahre auf der Strecke auch Eilzüge von Chemnitz nach Adorf, in denen auch Kurswagen von Dresden mitgeführt wurden. Die Kriegsschäden im Abschnitt zwischen Aue und Wilzschhaus konnten „nach wochenlanger angestrengter Arbeit“ Ende Mai 1945 behoben werden. Der Zugbetrieb wurde am 28. Mai 1945 mit zunächst zwei Zugpaaren täglich in jede Richtung wieder begonnen.
Am 1. März 1967 wurde die bisherige Hauptbahn zur Nebenbahn abgestuft. Ursache waren die Elektrifizierung zwischen Karl-Marx-Stadt und Zwickau und die Verlagerung des Durchgangsgüterverkehrs über Zwickau.
Im September 1975 fand eine Festwoche anlässlich des 100. Jahres der Eröffnung statt. Da die Streckenunterbrechung durch den Talsperrenbau bereits beschlossen war, durfte nur für den Abschnitt Karl-Marx-Stadt–Aue das Betriebsjubiläum gefeiert werden; dass die Strecke weiter bis nach Adorf führte, war kein Thema. Neben mehreren Sonderzügen wurde auch eine Fahrzeugausstellung im Bahnhof Zwönitz – welcher das Zentrum der Feierlichkeiten bildete – organisiert. Über 40 000 Personen nahmen an der Festwoche teil, neben einer Broschüre entstand auch ein Bericht für die Aktuelle Kamera.
Wegen mangelnder Instandhaltung verschlechterte sich der Streckenzustand in den 1980er Jahren rapide. So betrug die Fahrzeit zwischen Chemnitz und Aue Ende der 1980er Jahre wegen zahlreicher Langsamfahrstellen fast 2 Stunden.

### Unterbrechung durch Talsperrenbau 1975 und daraus resultierende Betriebseinstellungen

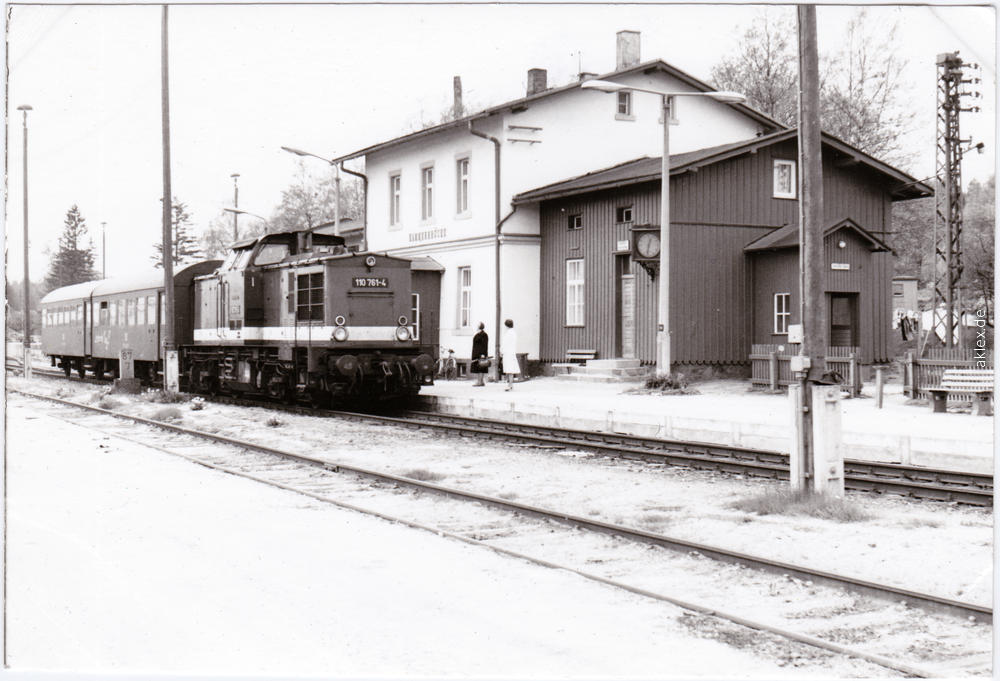
Letzter Personenzug zwischen Schönheide Süd und Muldenberg (Bahnhof Hammerbrücke; 22. Mai 1982)

1975 musste die Strecke für den Bau der bereits in den 1880er Jahren geplanten Talsperre Eibenstock zwischen Wolfsgrün und Schönheide Ost unterbrochen werden, eine zunächst projektierte Streckenverlegung wurde nicht umgesetzt. Am 27. September 1975 verkehrten letztmals durchgehende Reisezüge zwischen Karl-Marx-Stadt und Adorf und auch der Verkehr auf der Steilstrecke nach Eibenstock ob Bf wurde eingestellt. Fortan verkehrten Reisezüge nur noch zwischen Karl-Marx-Stadt und Blauenthal sowie zwischen Schönheide Ost und Adorf; der Abschnitt Blauenthal–Wolfsgrün wurde in ein Streckenrangiergleis des Bahnhofs Blauenthal umgewandelt. Zum 1. Januar 1979 endete der Reisezugverkehr auch zwischen Schönheide Ost und Schönheide Süd, am 23. Mai 1982 folgte der gesamte Abschnitt bis Muldenberg. Anschließend wurde der Abschnitt zwischen Schönheide Süd und Schönheide Ost in ein Streckenrangiergleis des Bahnhofs Schönheide Süd umgewandelt.

### Entwicklung ab den 1990er Jahren
Am 31. Dezember 1993 endete der Güterverkehr zwischen Schönheide Ost und Schönheide Süd, der Güterverkehr Aue–Wolfsgrün und Schönheide Süd–Muldenberg wurde am 31. Dezember 1994 eingestellt. Zuletzt wurden die Bedienungsfahrten aber nur noch bei Bedarf durchgeführt. 1995 verkehrten dann nochmals einzelne Güterzüge mit Material für die Museumsbahn Schönheide/Carlsfeld bis Schönheide. Der Personenverkehr von Aue bis Blauenthal war bereits im Dezember 1990 beendet worden, wegen eines Verfahrensfehlers musste aber ab Juni 1991 wieder Personenverkehr angeboten werden. Wegen einer beschädigten Stützmauer wurden diese Fahrten ab dem 22. September 1995 im Schienenersatzverkehr bis zur endgültigen Verkehrseinstellung am 31. Mai 1996 durchgeführt. Die offizielle Streckenstilllegung für den Abschnitt Aue–Blauenthal erfolgte am 31. Dezember 1997 und für Schönheide Süd–Muldenberg am 28. Februar 1998.
Nach dem Gleisabbau wurde auf der Trasse zwischen Aue und Wolfsgrün ein Radweg gebaut und am 3. Mai 2013 eröffnet. Der 11 Kilometer lange Weg ist durchgehend asphaltiert und passiert auch den Bockauer Tunnel. Er ist Bestandteil des Mulderadweges.

#### Abschnittsweise Streckensanierungen

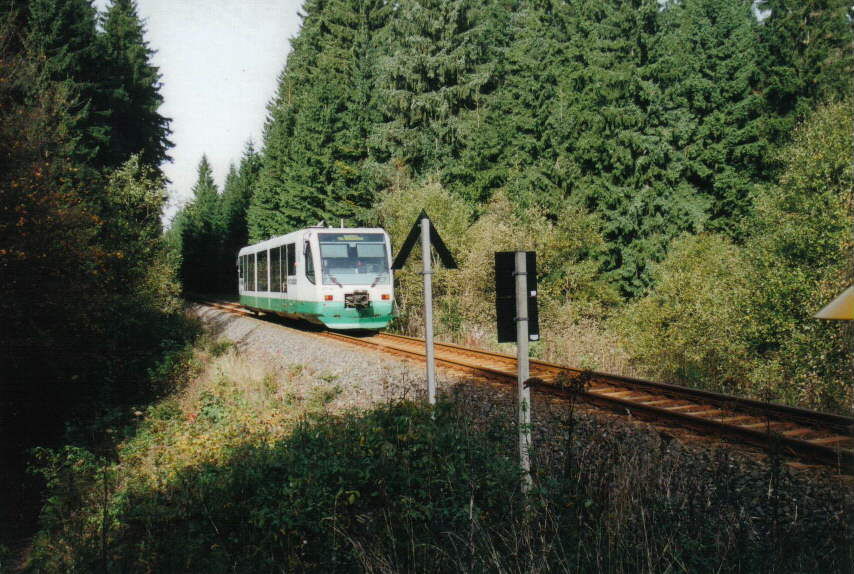
Zug der Vogtlandbahn bei Schöneck (2001)

Ab dem 23. November 1997 verkehrten im Abschnitt zwischen Muldenberg und Adorf Züge der Vogtlandbahn. Als Modellprojekt zur Revitalisierung einer stilllegungsgefährdeten Nebenbahnstrecke in Sachsen wurde dieser Streckenabschnitt ab 1996 für eine Streckenhöchstgeschwindigkeit von 80 km/h ausgebaut.
Seit dem Jahr 2002 wird der Abschnitt von Chemnitz nach Aue von der DB RegioNetz (Erzgebirgsbahn) betrieben. 2003 begannen umfangreiche Sanierungsmaßnahmen, um die Streckengeschwindigkeit auch auf diesem Abschnitt auf 80 km/h anzuheben. Seit 2005 ist die Strecke auf gesamter Länge von Chemnitz bis Aue wieder in Betrieb. Die Bauarbeiten erstreckten sich jedoch auch noch auf die nachfolgenden Jahre, speziell an einzelnen Bahnübergängen. Von 2018 bis 2022 erfolgte ein weiterer Streckenausbau zwischen Chemnitz und Aue zur Einbindung der Strecke ins Chemnitzer Modell.

#### Weiterbetrieb Zwotental–Adorf unter veränderten Randbedingungen
Am 8. Dezember 2012 endete mit dem Fahrplanwechsel der planmäßige Reisezugverkehr zwischen Zwotental und Adorf, der zuletzt nur noch an Wochenenden stattfand.
Am 16. Dezember 2016 genehmigte das Eisenbahn-Bundesamt die von DB Netz beantragte Stilllegung des Streckenabschnitts Zwotental–Adorf zum 9. Dezember 2017. Begründet wurde dies mit den nur unzureichenden Erlösen (900 Euro im Jahr 2015), denen bei der DB Netz AG jährliche Kosten von 26 000 Euro pro Jahr für die Vorhaltung der Strecke entgegenstanden. Dazu kommen notwendige Investitionen in Durchlässe und ein Ersatzneubau für eine Brücke in Höhe von 3,7 Millionen Euro. Auf die Ausschreibung zur Abgabe der Infrastruktur an Dritte im Jahr 2013 gab es als einzigen Interessenten nur die Deutsche Regionaleisenbahn, die ihr Angebot nach Verhandlungen mit DB Netz am 28. Januar 2016 zurückzog.
Am 1. Juli 2017 gründete sich der Förderverein Obervogtländische Eisenbahn e. V. mit Sitz in Schöneck, der mit vielfältigen Aktionen für den Fortbestand des Streckenabschnittes kämpfte. Am Tag vor der angekündigten Stilllegung, dem 9. Dezember 2017, wurden Abschiedsfahrten in Zusammenarbeit mit der Pressnitztalbahn organisiert. Seit Januar 2018 ist die Regio Infra Service Sachsen (RISS) mit Sitz in Chemnitz Pächter der Eisenbahninfrastruktur zwischen Zwotental und Adorf. Die RISS betreibt den 11,514 km langen Abschnitt zwischen den Einfahrsignalen der Bahnhöfe Zwotental und Adorf mit einer Streckenhöchstgeschwindigkeit von 60 km/h als öffentliche Eisenbahninfrastruktur.

#### Reaktivierungsbemühungen Schönheide Ost–Muldenberg

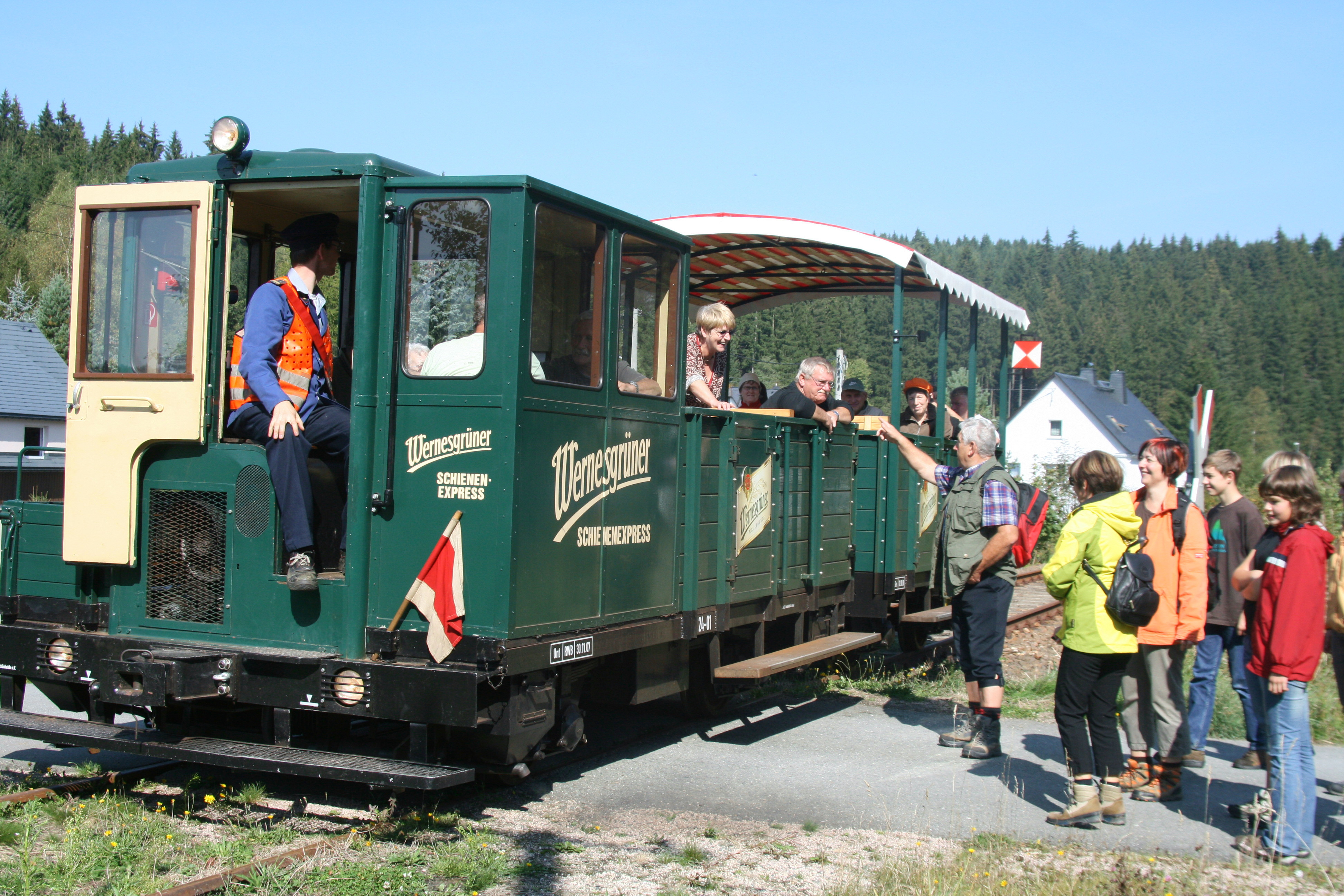
Wernesgrüner Schienenexpress (2010)

Am 6. Oktober 2007 wurde der 2,8 Kilometer lange Streckenabschnitt zwischen Schönheide Süd und Rautenkranz wieder in Betrieb genommen. Der Förderverein Historische Westsächsische Eisenbahnen (FHWE) nahm dort mit dem Wernesgrüner Schienen-Express einen Touristenbahnbetrieb auf. Dieser wird mit einer Motordraisine, die aus einem SKL 24 mit Anhänger umgebaut wurde, durchgeführt. Am 14. April 2008 wurde dieser Verkehr um weitere 8,1 km bis Hammerbrücke ausgeweitet. Der Museumsbahn Schönheide e. V. zeichnet mit seinem Eisenbahnverkehrsunternehmen (EVU) für die Betriebsführung auf diesem Abschnitt verantwortlich.
2009 wurde das Tourismusprojekt Schönheide/Carlsfeld und Umgebung vorgestellt, das sich zum Ziel gesetzt hat, den Abschnitt zwischen Schönheide und Muldenberg wieder für den touristischen Personenverkehr zu nutzen. In Schönheide soll Anschluss an die Schmalspurbahn Wilkau-Haßlau–Carlsfeld hergestellt werden. Zur Unterstützung dieser Initiative gründete sich im Herbst 2010 der Förderverein Via Wilzschhaus e. V. Nachdem die beteiligten Gemeinden im Januar 2014 erklärten, dass das Projekt nicht fortgeführt wird, wurde der Verein wieder aufgelöst.
Die DB Netz AG schrieb den Abschnitt Schönheide Ost–Muldenberg im Jahr 2016 zum Verkauf aus. Neben verschiedenen Verwertungsunternehmen nahm auch der FHWE am Bieterverfahren teil und erhielt schließlich im Februar 2017 den Zuschlag. Mit Inkrafttreten des Kaufvertrages ist der FHWE seit 1. August 2017 Eigentümer der Eisenbahninfrastruktur zwischen Schönheide Ost und Muldenberg.

#### Einbindung in das Chemnitzer Modell

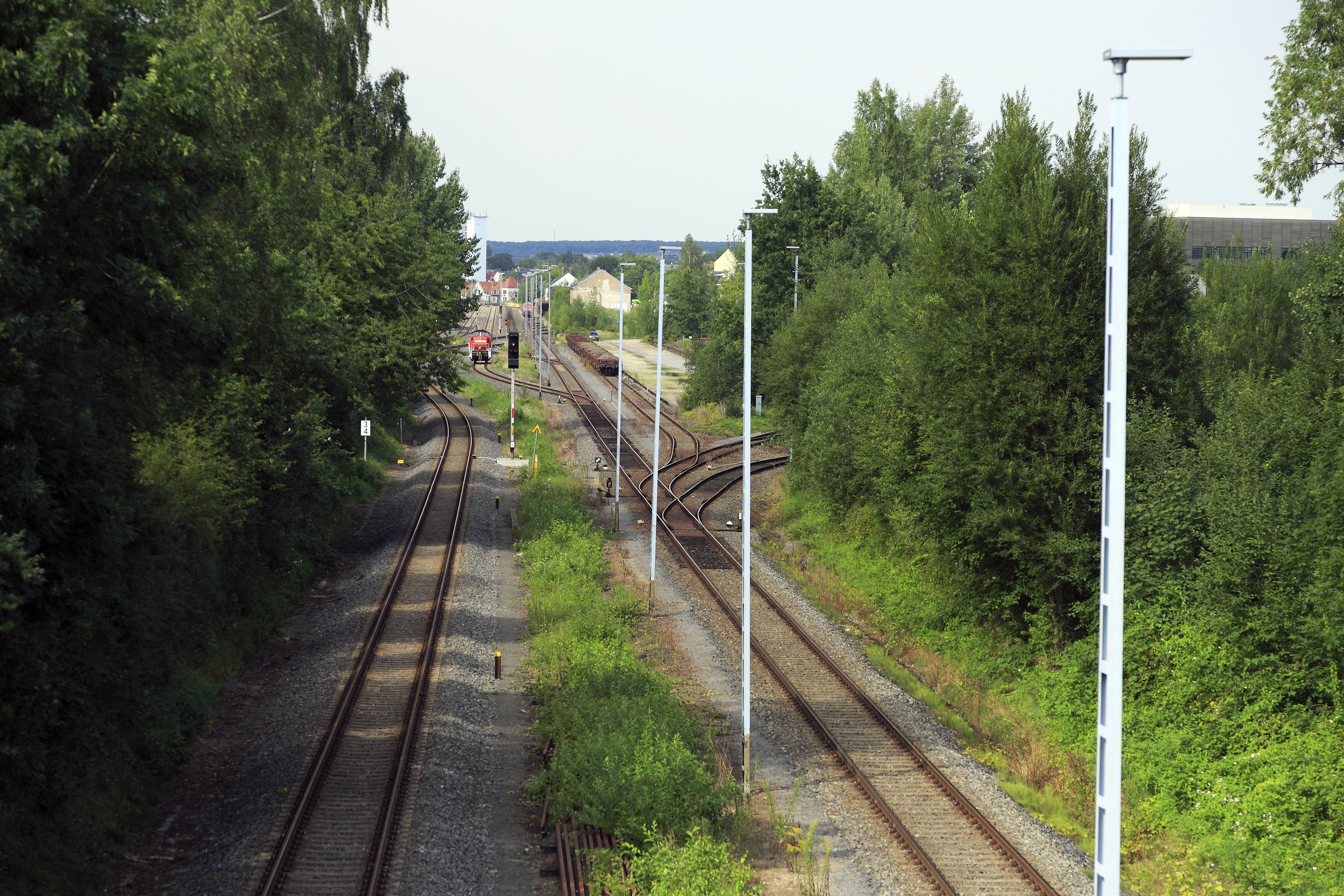
Blick von der Fußgängerüberführung Wolkensteiner Straße in Chemnitz in Richtung Norden, d. h. in Richtung des Güterbahnhofs Chemnitz Süd im August 2017, d. h. vor Beginn der Bauarbeiten.

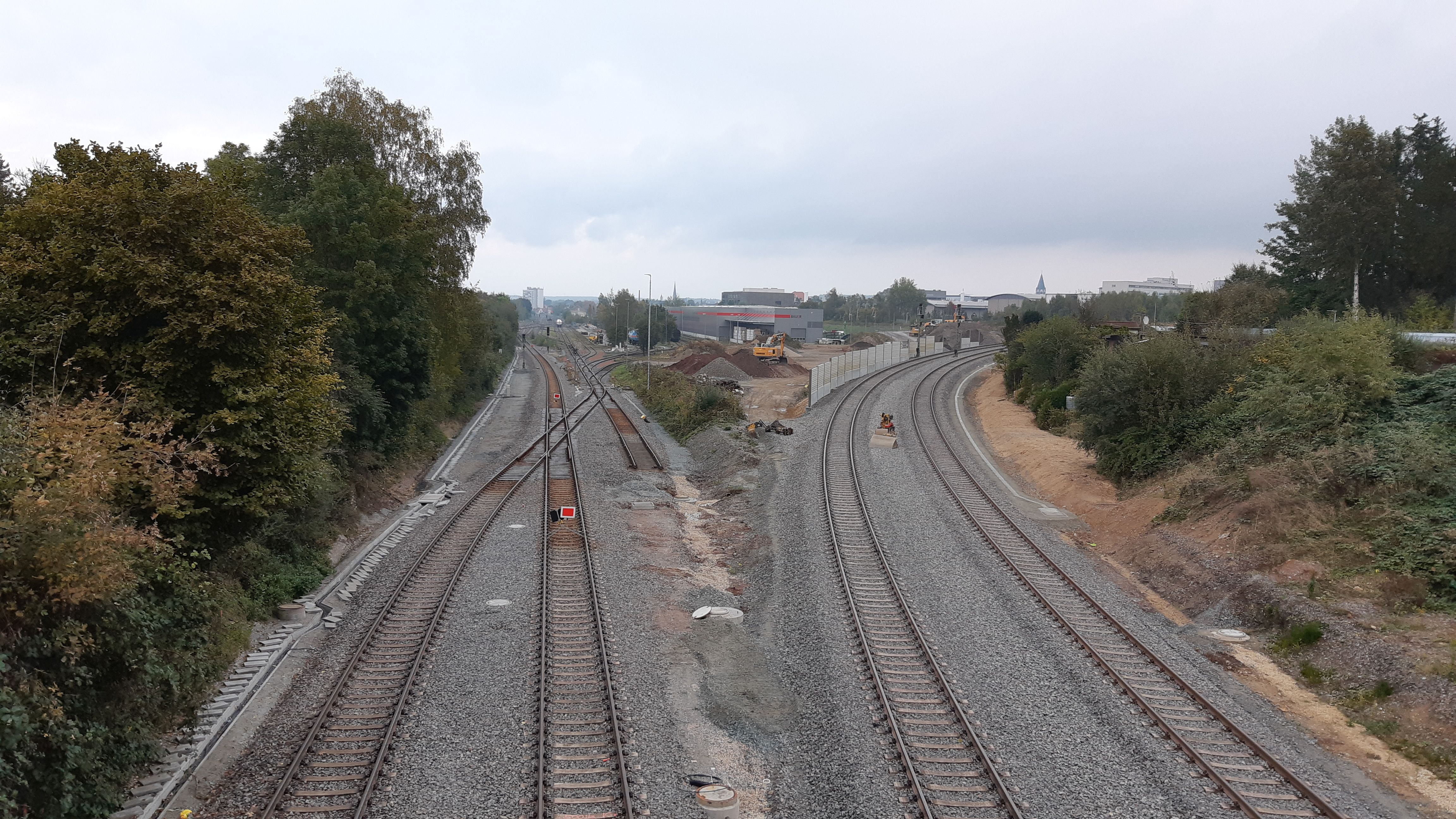
Ähnlicher Blick im Oktober 2021 (allerdings mit weniger Brennweite) nach weitgehender, baulicher Fertigstellung der Verbindungsstrecke zum Straßenbahnnetz. Die Anbindung des „Railports“ im Bildhintergrund ist unverändert geblieben.

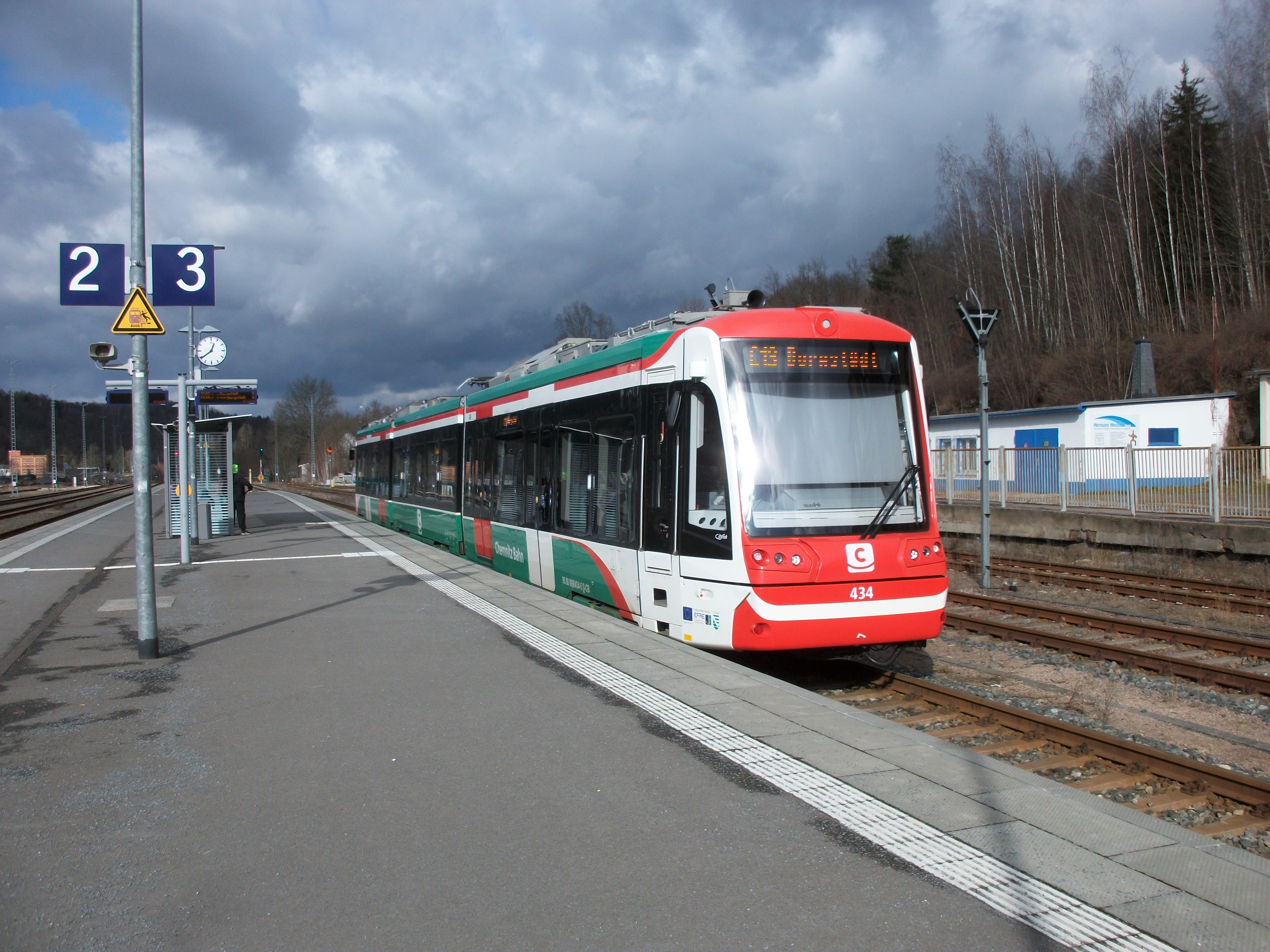
Bahnhof Aue (Sachs), Citybahn nach Burgstädt über Chemnitz Hbf, in der ersten Woche nach Streckenwiedereröffnung (2022)

Mit Stufe 2 des Chemnitzer Modells wurden die Betriebsstellen Dittersdorf, Meinersdorf (Erzgeb) und Zwönitz wieder zu Kreuzungsbahnhöfen ausgebaut. Zudem wurden vier zusätzliche Haltepunkte eingerichtet (davon zwei in Chemnitz-Einsiedel sowie je einer in Chemnitz-Erfenschlag und in Thalheim) sowie der Haltepunkt Einsiedel Gymnasium verlegt. Im Bereich des Bahnhofs Chemnitz Süd wurde nahe der Fußgängerbrücke Wolkensteiner Straße eine zweigleisige, rund 400 Meter lange Verknüpfung zum Netz der Straßenbahn Chemnitz errichtet und die Eisenbahnstrecke in ihrem weiteren Verlauf bis zum Haltepunkt Chemnitz-Reichenhain wieder zweigleisig ausgebaut. Darüber hinaus wurde die Gesamtstrecke bis Aue mit aktueller Leit- und Sicherungstechnik ausgestattet (elektronische Stellwerke), Ingenieurbauwerke wurden saniert bzw. erneuert und Bahnübergangsanlagen ebenfalls modernisiert. Das zugehörige Planfeststellungsverfahren begann im Februar 2017 und sollte ursprünglich im zweiten Halbjahr 2018 abgeschlossen sein. Ab 15. September 2018 bestand Schienenersatzverkehr. Die Bauarbeiten begannen letztlich erst im Juli 2019. Die Kosten für den Streckenausbau wurden im Mai 2020 mit 65 Mio. Euro angegeben, davon sollten auf Grundlage des Gemeindeverkehrsfinanzierungsgesetzes die Bundesrepublik Deutschland 60 Prozent, der Freistaat Sachsen 30 Prozent und der kommunale Zweckverband Verkehrsverbund Mittelsachsen 10 Prozent übernehmen. Im September 2020 gab der Verkehrsverbund die fortgeschriebenen Kosten mit 71,3 Mio. € an. Die Kostentragung solle weiterhin zu 90 Prozent durch den Bund und den Freistaat erfolgen. Die um- und ausgebaute Strecke wurde nach drei Jahren Sperrung am 29. Januar 2022 verkehrlich in Betrieb genommen.
Mit Abschluss der Baumaßnahmen wurde das Verkehrsangebot von Chemnitz bis Thalheim Montag bis Freitag zwischen 5 und 19 Uhr sowie sonnabends zwischen 9 und 15 Uhr auf einen Halbstundentakt verdichtet, weiter bis Aue dann auf einen Stundentakt. Im Schienenpersonennahverkehr werden seither Zweikraftwagen des Typs Citylink eingesetzt, die Verkehrsleistungen erbringt nunmehr die City-Bahn Chemnitz.
Bis 2034 soll die Strecke zwischen Chemnitz Hbf und Aue (Sachs) elektrifiziert werden.

## Streckenbeschreibung

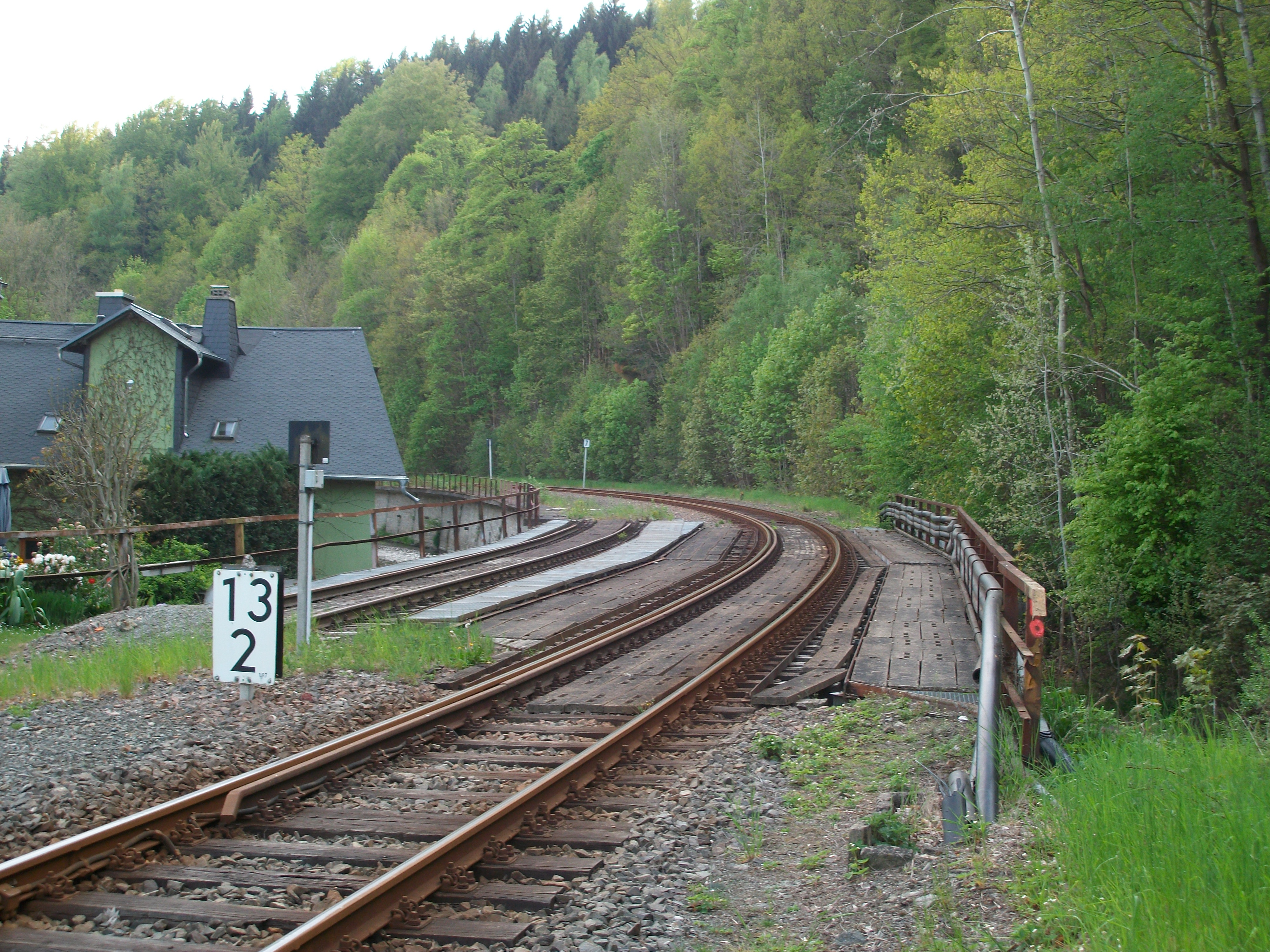
Anlage des zweiten Gleises beim Hp Dittersdorf (b Chemnitz) (2016)

Der vorgesehene durchgängig zweigleisige Ausbau – sämtliche Brückenwiderlager und die beiden Tunnel waren dafür vorbereitet – wurde nie ausgeführt, lediglich die Abschnitte Chemnitz–Einsiedel (ca. 10 km) und Siebenbrunn–Adorf (ca. 4 km) verfügten zwischenzeitlich über ein zweites Gleis. Angesichts der schwierigen Topografie der Strecke mit langanhaltenden Steigungen und engen Radien bei Lößnitz und Schöneck konnten ohnehin keine schweren Güterzüge im Durchgangsverkehr befördert werden. Allein auf der kurzen Strecke zwischen Aue und Zwönitz, dieser Streckenteil wird auch Sächsischer Semmering genannt, hat die Bahn einen Höhenunterschied von 255 m zu überwinden, am Kilometerpunkt 37,148 (großer Einschnitt) liegt dessen höchste Stelle mit 552 m ü. HN.

### Verlauf

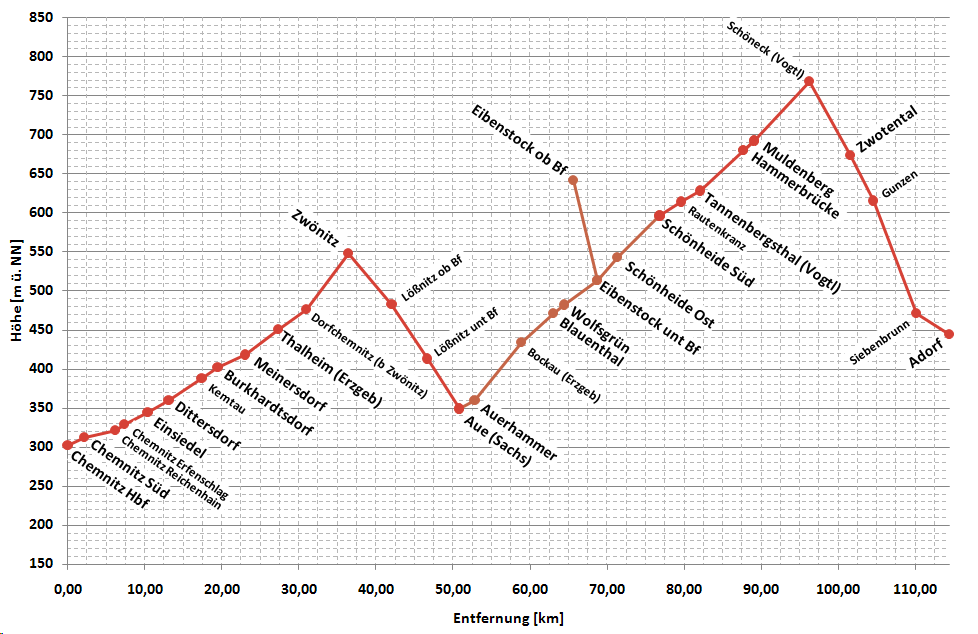
Vereinfachtes Höhenprofil mit der Steilstrecke Eibenstock

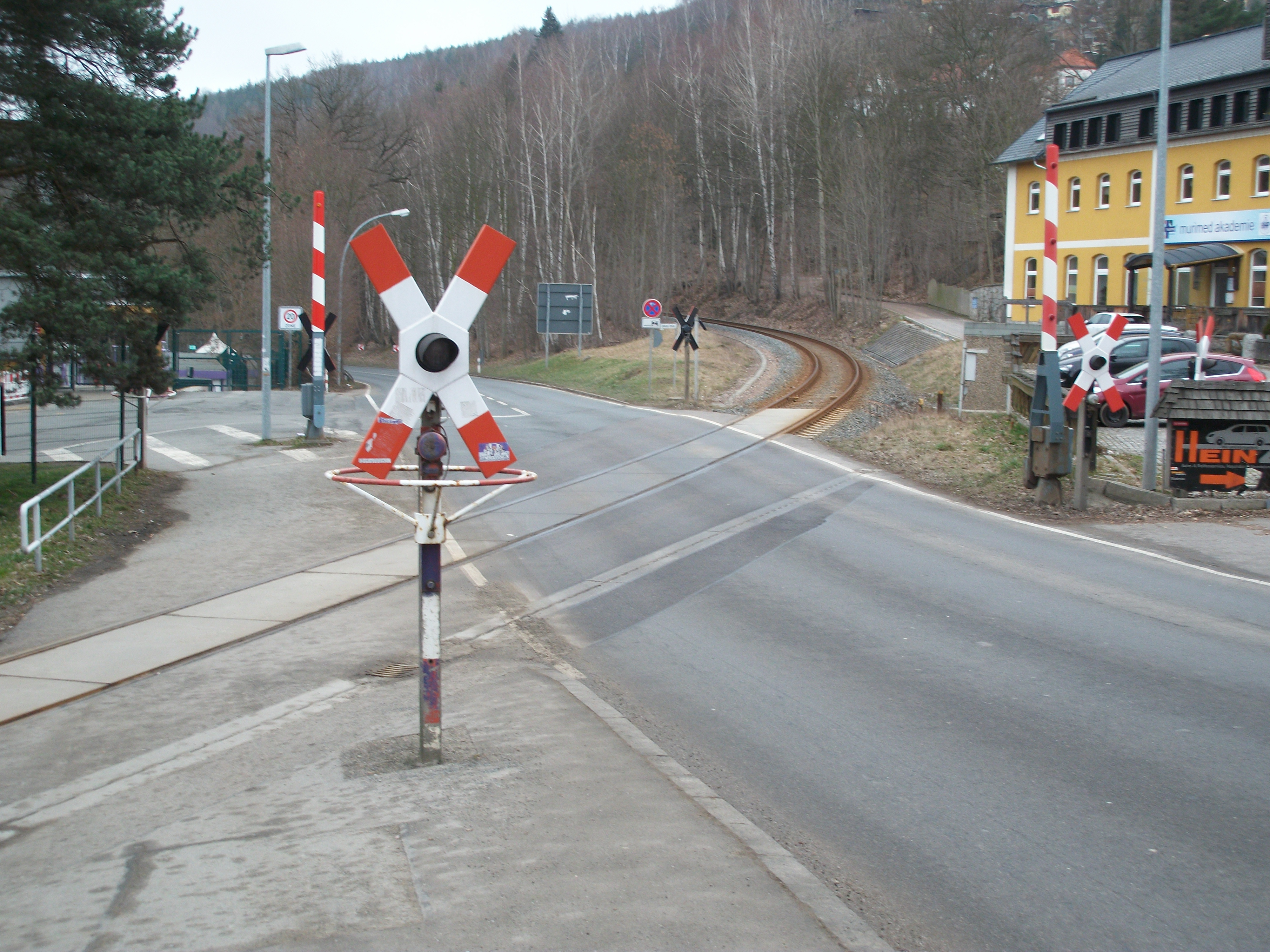
Aue, Bahnübergang Lößnitzer Straße (2016)

Die Bahnstrecke verlässt den Chemnitzer Hauptbahnhof gemeinsam mit den Gleisen der Bahnstrecke Dresden–Werdau auf deren Ostseite in südlicher Richtung. Im Bahnhof Chemnitz Süd zweigt sie dann südwärts ab. Nach dem Abzweig der Strecke nach Zwönitz über Stollberg bahnrechts und der seit 2021 bestehenden Einmündung der zweigleisigen Verbindungsstrecke vom Straßenbahnnetz bahnlinks verläuft die Strecke zweigleisig weiter in Richtung Süden. Ab der Überleitstelle Chemnitz-Reichenhain führt die Strecke eingleisig im Tal der Zwönitz flussaufwärts weiter, folgt ihr für etwa 30 km bis zur gleichnamigen Stadt Zwönitz und wechselt mehrfach deren Seite. Nach dem Chemnitzer Stadtteil Einsiedel erreicht die Strecke etwa beim Streckenkilometer 12 den Erzgebirgskreis und erschließt mit Burkhardtsdorf, Thalheim, Zwönitz und ihren jeweiligen Ortsteilen das vergleichsweise dicht besiedelte und nach wie vor industriell geprägte Zwönitztal. Südlich des Bahnhofs Zwönitz, in dem einst die Strecken von Chemnitz über Stollberg sowie nach Scheibenberg einmündeten, überquert die Trasse die Wasserscheide zur Zwickauer Mulde. In künstlicher Längenentwicklung führt das Gleis nun im Lößnitztal abwärts nach Aue. Der Bahnhof Aue (Sachs) war einst der größte und bedeutsamste Bahnhof an der früheren Bahnstrecke. Heute ist der Bahnhof Aue (Sachs) vor allem durch die Triebwagen der Erzgebirgsbahn geprägt, Güterverkehr findet kaum mehr statt. In Aue besteht Anschluss an die Züge der Strecke Zwickau–Johanngeorgenstadt.
Die weitere Strecke bis Muldenberg ist seit 1997/98 stillgelegt. Nach dem Bahnhof Aue (Sachs) beschrieb das Gleis einen Rechtsbogen um den Stadtkern herum und führte dann im Muldetal wieder aufwärts. Kurz vor Bockau befindet sich einer der beiden Tunnel der Strecke. Kurz nach dem ehemaligen Bahnhof Wolfsgrün liegt die 1982 fertiggestellte Staumauer der Talsperre Eibenstock. Im Talgrund des heutigen Stausees befand sich bis 1975 der Bahnhof Eibenstock unt Bf, welcher Ausgangspunkt der einstigen Steilstrecke nach Eibenstock ob Bf war. Im weiteren Streckenverlauf befand sich der zweite Tunnel, welcher heute ebenfalls im Wasser liegt. Ab dem Bahnhof Schönheide Ost ist das Gleis wieder vorhanden. In Wilzschhaus (ab 1950 Schönheide Süd) bestand Anschluss zur Schmalspurbahn Wilkau-Haßlau–Carlsfeld. Kurz vor dem ehemaligen Bahnhof Rautenkranz wird der Vogtlandkreis erreicht.
In Muldenberg nimmt die Trasse die heute von der Vogtlandbahn bediente Strecke von Falkenstein auf und erreicht bei Schöneck den Kamm des Erzgebirges. Der Bahnhof Schöneck (Vogtl) zählt mit 768 m ü. HN zu den am höchsten gelegenen Regelspurbahnhöfen Deutschlands. Von dort beginnt wieder ein stetiges Gefälle bis zum Bahnhof Zwotental, in welchem der Abzweig nach Klingenthal beginnt. Weiter absteigend über das Ebersbachtal erreicht die Trasse schließlich Adorf im Elstertal und hat dort Anschluss an die Bahnstrecke Plauen–Cheb, der einstigen Vogtländischen Staatseisenbahn Herlasgrün–Eger.

### Betriebsstellen
Chemnitz Hbf    (50° 50′ 25″ N, 12° 55′ 50″ O)

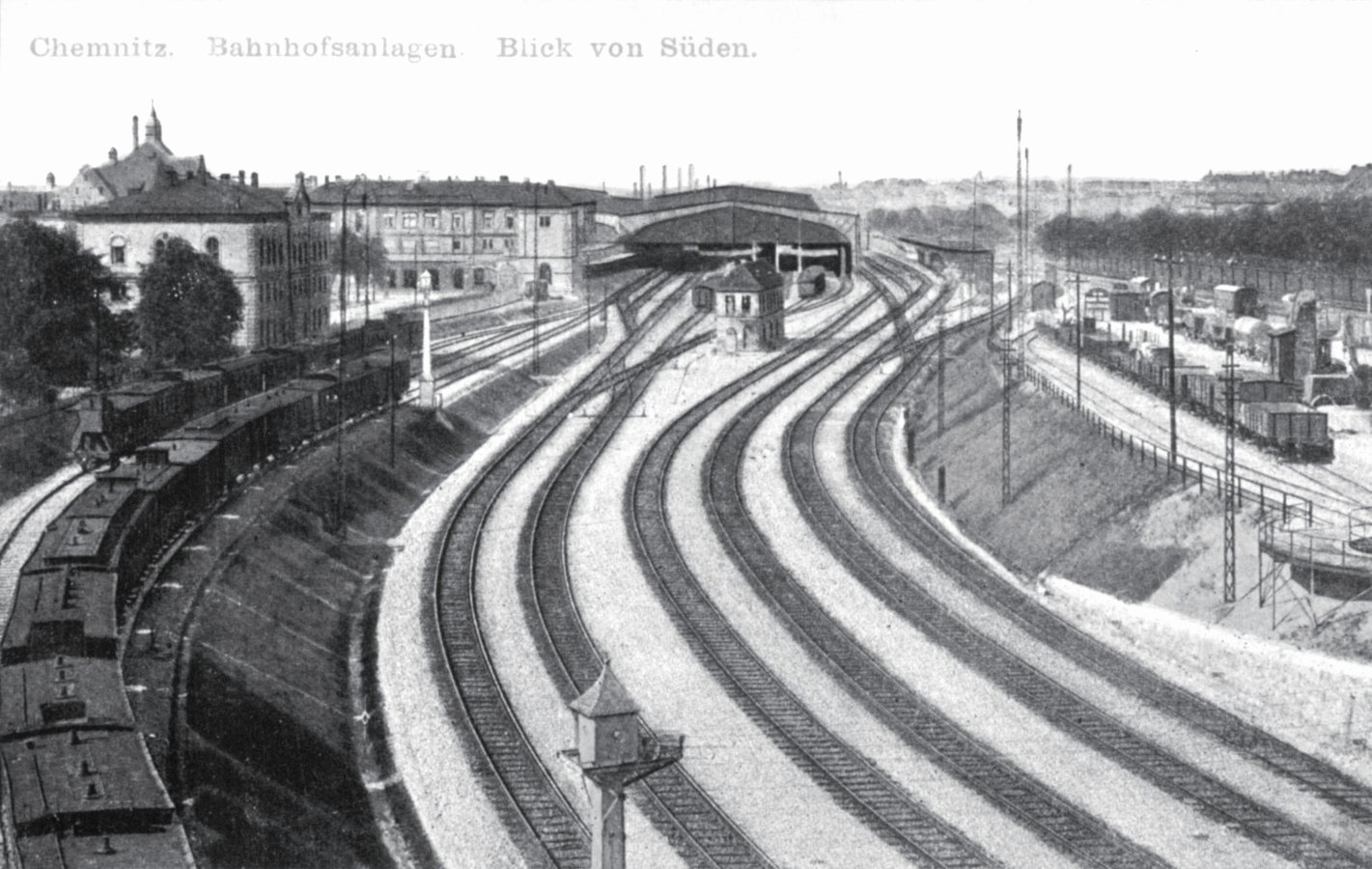
Westkopf des Chemnitzer Hauptbahnhofes um 1910, rechts neben der Bahnsteighalle die Bahnsteiggleise 15/16 für die Strecke nach Adorf, vorne die sechs tiefergelegten Gleise zum Bahnhof Chemnitz Süd

Der Bahnhof wurde im 1852 zusammen mit dem Abschnitt Riesa–Chemnitz der Niedererzgebirgischen Staatsbahn in Betrieb genommen, 1858 wurde die Strecke nach Zwickau verlängert. Die Verbindung nach Dresden war 1869 durchgehend befahrbar.
Nach der Verstaatlichung wurden für die Strecke nach Adorf ein eigener Bahnsteig sowie zwei Gleise errichtet, der an einem Drehwinkel endeten. Die heutige Streckenführung mit der niveaufreien Trasse bis Chemnitz Süd entstand erst zwischen 1903 und 1907. Ursprünglich führten sechs Gleise nach Chemnitz Süd (zwei für die Hauptbahn Dresden–Werdau, zwei für die Linie nach Aue), heute sind es nur noch drei, davon zwei für die Hauptbahn.
Die außerhalb der Bahnhofshalle gelegenen Bahnsteiggleise 15 und 16, die früher hauptsächlich für Züge in Richtung Aue und Stollberg dienten entstanden ebenfalls erst beim Bahnhofsumbau nach 1900. Beim Umbau des Hauptbahnhofs 2011/12 wurden die Gleise entfernt, Züge nach Aue fahren heute auch in der Bahnhofshalle ab.
Chemnitz Süd    (50° 49′ 25″ N, 12° 55′ 37″ O)

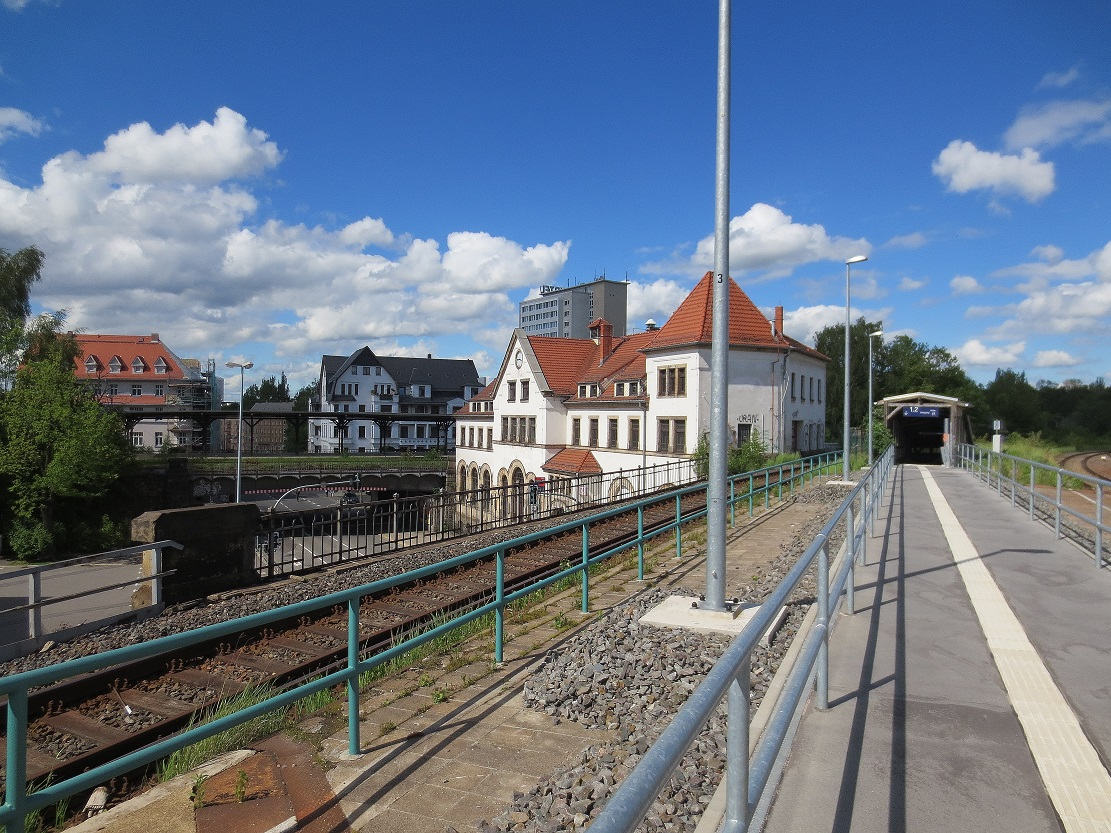
Bahnhof Chemnitz Süd, Gleise 3 und 4 (2013)

Der Bahnhof Chemnitz Süd entstand erst mit dem Bau der Bahnstrecke Chemnitz–Aue–Adorf; an dem im Jahr 1858 eröffneten Streckenabschnitt Chemnitz–Zwickau der durchgehenden Verbindung von Dresden nach Werdau war noch keine Station eingerichtet worden. Da die CAAE ihre Bahnstrecke nicht bis in den Bahnhof Chemnitz führen durfte, entstand ein eigener Bahnhof. Für den Güterverkehr wurde ein Verbindungsgleis eingerichtet, Reisende mussten die Strecke von etwa zwei Kilometern bis zum Bahnhof Chemnitz zu Fuß zurücklegen. Erst nach der Verstaatlichung der CAAE im Sommer 1876 wurden die Personenzüge bis zum Bahnhof Chemnitz weitergeführt.
Der 1895 eröffnete Abschnitt Stollberg–Chemnitz der Bahnstrecke Zwönitz–Chemnitz Süd wurde ebenfalls im Bahnhof eingebunden. Am 16. Dezember 2002 wurde deren Teilstrecke Stollberg–Zwönitzbrücke als Pilotstrecke (Stufe 0) des Chemnitzer Modells für den elektrischen Stadt-Umland-Bahnbetrieb eröffnet. Seitdem verkehren die Züge vom Chemnitzer Hauptbahnhof nach Stollberg nicht mehr über die Gleise 3 und 4 des Bahnhofs Chemnitz Süd, sondern im innerstädtischen Straßenbahnnetz über die Zentralhaltestelle und die Annaberger Straße bis zur Haltestelle Altchemnitz und gehen erst dort ins Eisenbahnnetz über. Im Mai 2016 erfolgte an den Bahnsteigen 3 und 4 der Abriss des Bahnsteigdachs. Da es sich hierbei um ein Baudenkmal handelt, wurde das Dach eingelagert. Im Zuge der Umsetzung der Stufe 2 des Chemnitzer Modells erfolgte im Jahr 2017 der Neubau einer Straßenbahntrasse vom Stadlerplatz in der Nähe des Bahnhofs Chemnitz Süd entlang der Reichenhainer Straße durch das Gelände der TU Chemnitz zum Technopark Chemnitz, über die seit dem 29. Januar 2022 auch die Züge in Richtung Aue unter Umgehung des Bahnhofs Chemnitz Süd verkehren. Als vorbereitende Maßnahme der Einbindung dieser neuen Streckenführung in die bestehende Bahnstrecke nach Aue wurde die Bahnstrecke Chemnitz–Aue ab dem 15. September 2018 zwischen den Bahnhöfen Chemnitz Süd und Aue (Sachs) gesperrt und Schienenersatzverkehr bis zur Wiederinbetriebnahme der ausgebauten Strecke am 29. Januar 2022 eingerichtet. Seitdem sind die Zugänge im Empfangsgebäude des Bahnhofs Chemnitz Süd zu den Gleisen 3 und 4 gesperrt. In der Nähe des Bahnhofs befindet sich seitdem die Straßenbahnhaltestelle „Stadlerpatz“.
Chemnitz Süd Gbf    (50° 48′ 59″ N, 12° 55′ 22″ O)

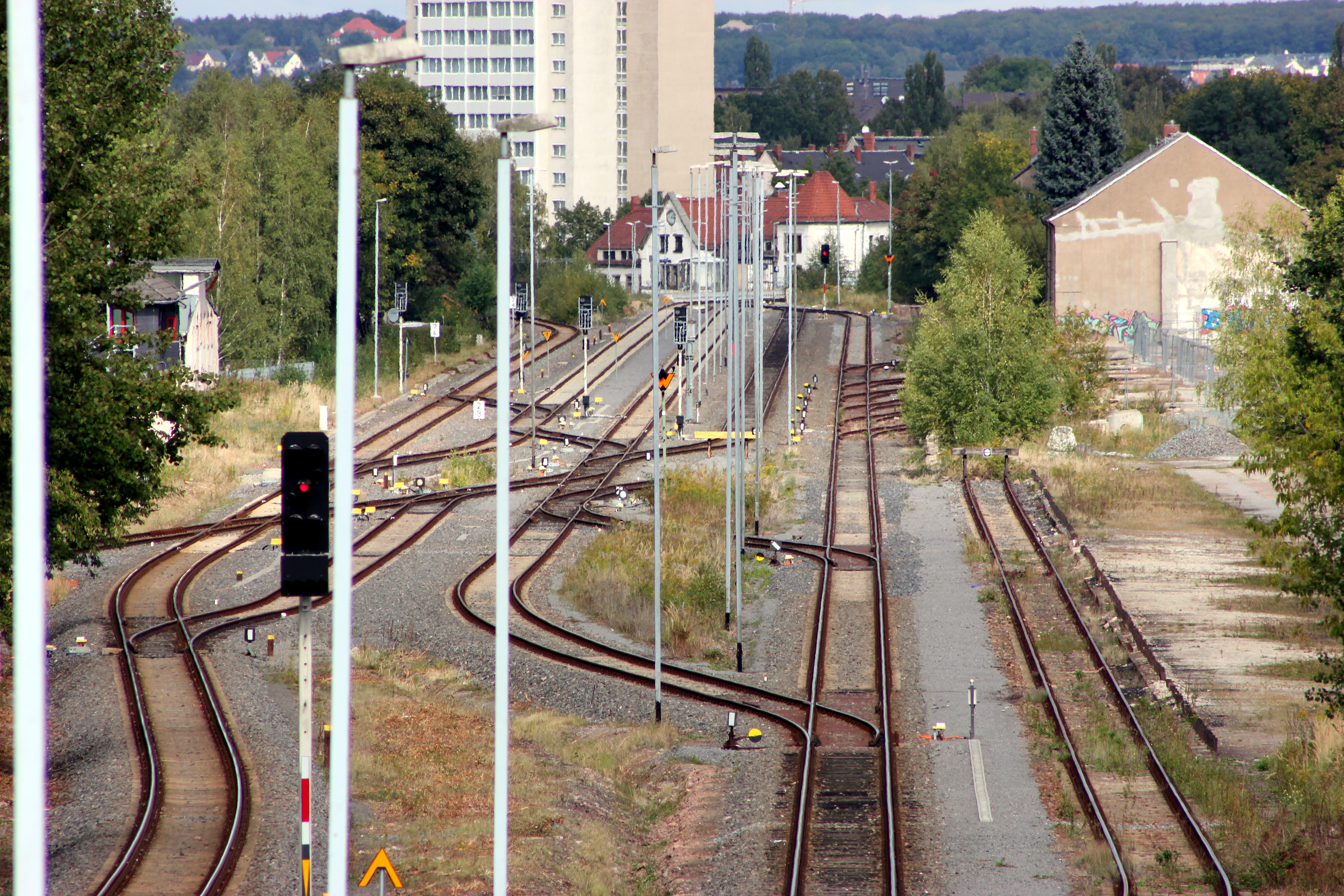
Güterbahnhof Chemnitz Süd (2012)

Diese Betriebsstelle entstand am 1. Juni 1920 durch die Ausgliederung der Güteranlage aus dem Bahnhof Chemnitz Süd, da die Verkehrsleistungen der Station immer weiter angestiegen waren. Nach 40-jähriger Betriebszeit wurden die zwei Dienststellen am 1. Juni 1960 wieder zu Karl-Marx-Stadt Süd zusammengeschlossen.
Chemnitz-Reichenhain    (50° 47′ 42″ N, 12° 56′ 9″ O)

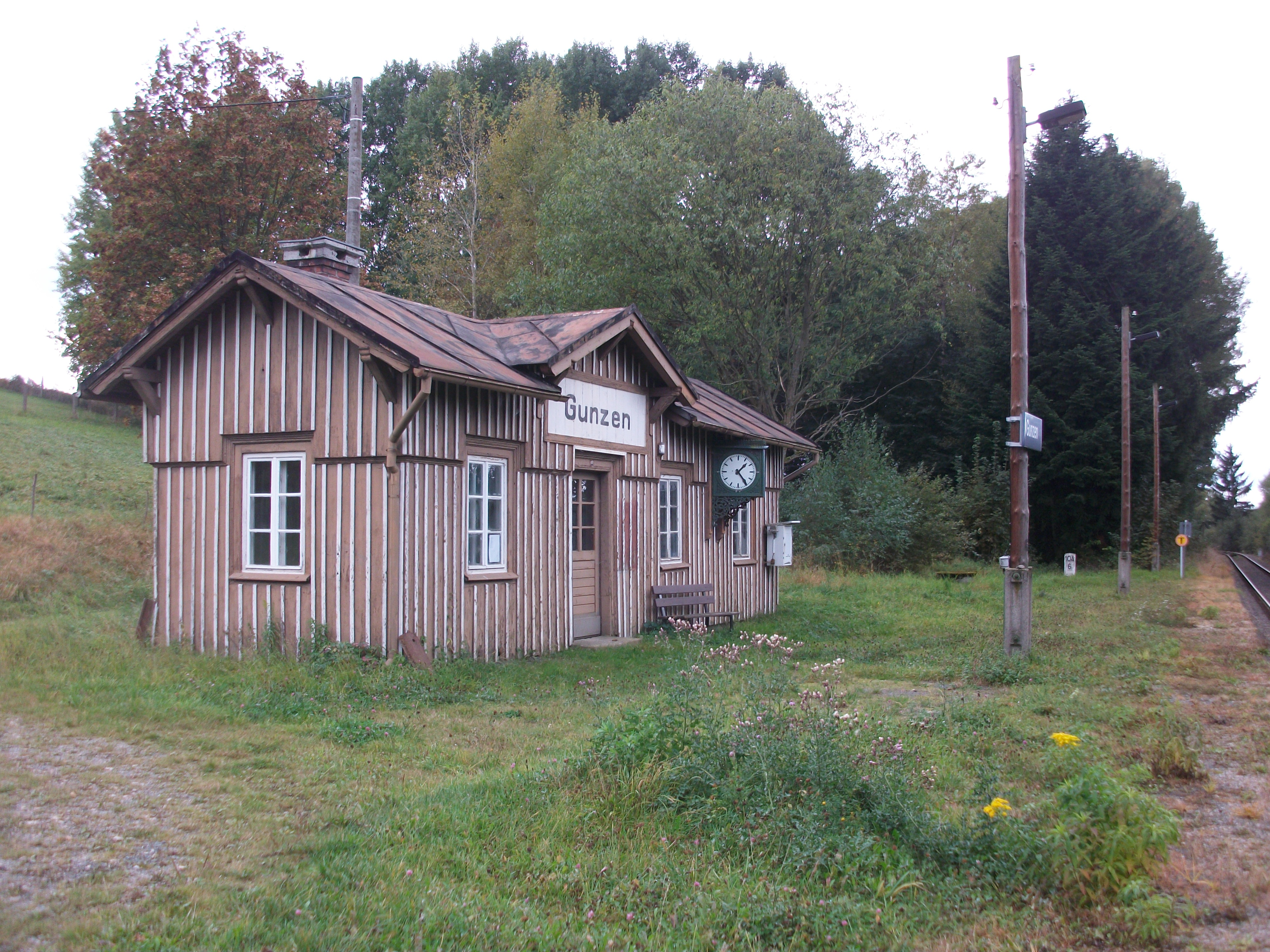
Haltepunkt Gunzen (2016)

Der Haltepunkt wurde am 1. Oktober 1877 unter dem Namen Haltepunkt Erfenschlag dem Verkehr übergeben. 1888 wurde eine Wartehalle gebaut. Ab 1905 wurden für die Aufnahme des zweigleisigen Betriebs die Anlagen erweitert, bis 1907 entstanden neben einem zweiten Bahnsteig eine neue Wartehalle und eine Unterführung. Als 1908 die bisherige Ladestelle Erfenschlag zum Bahnhof hochgestuft wurde, erhielt der Haltepunkt die Bezeichnung Reichenhain; in unmittelbarer Nähe wurde das Barberina als Bahnhofsgaststätte ausgebaut.

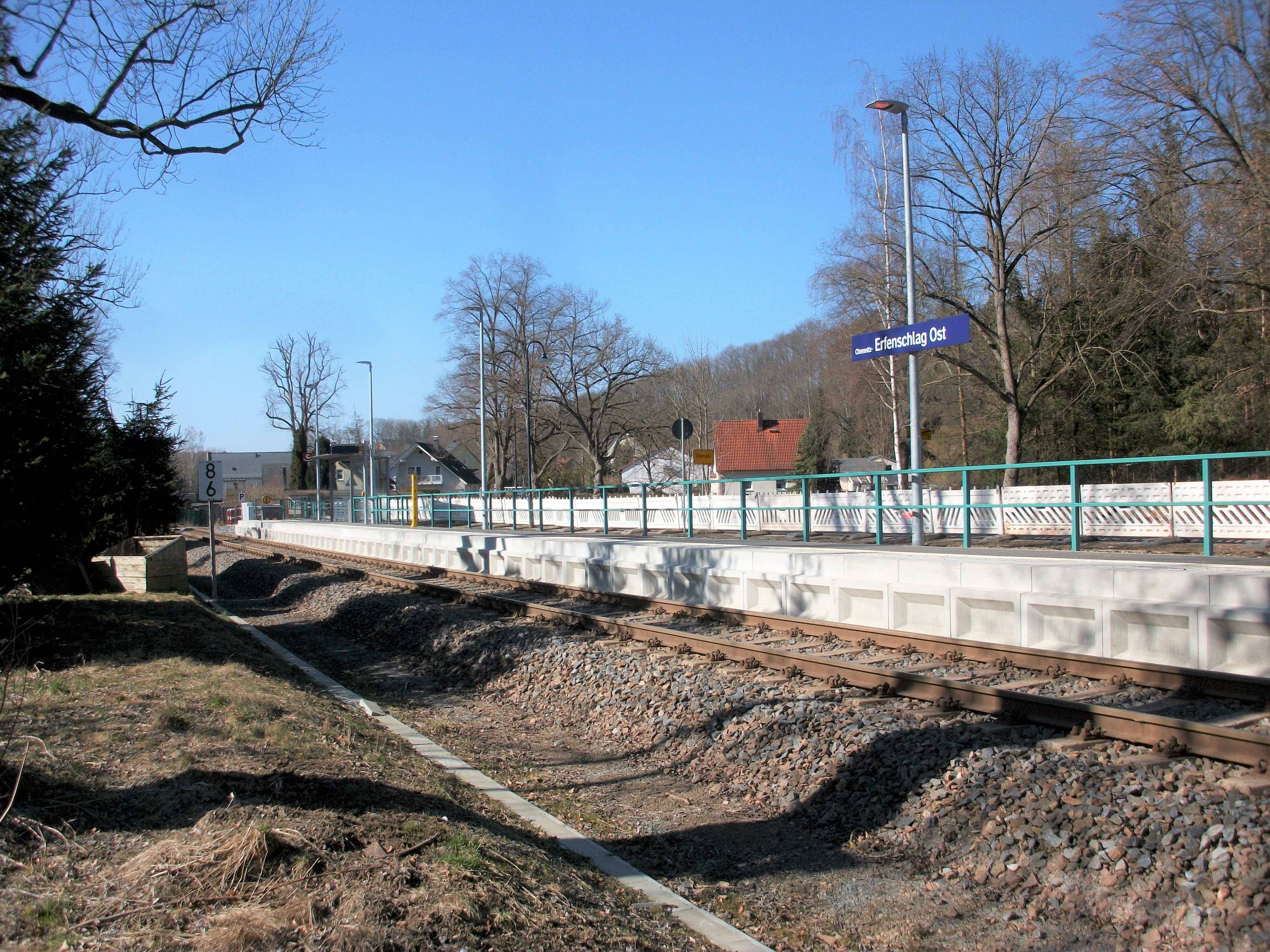
Haltepunkt Chemnitz-Erfenschlag Ost (2022)

Mit der Eingemeindung Reichenhains nach Chemnitz wurde Ende der 1920er Jahre die Station entsprechend in Chemnitz-Reichenhain umbenannt. Das zweite Gleis wurde im Jahr 1946 als Reparationsleistung abgebaut. Zwischen 1953 und 1990 trug die Station den Namen Karl-Marx-Stadt-Reichenhain. Ein neues massives Bahnhofsgebäude wurde 1954 eröffnet. Ende der 1980er Jahre entstand als Ersatz für das geschlossene Bahnhofsgebäude eine kleine Wartehalle, das bisherige Empfangsgebäude wird heute von einer Firma genutzt. Im Rahmen des Chemnitzer Modells, Stufe 2 entstand im Jahr 2021 wieder ein zweites Gleis, an welchem auch ein zweiter Bahnsteig errichtet wurde.

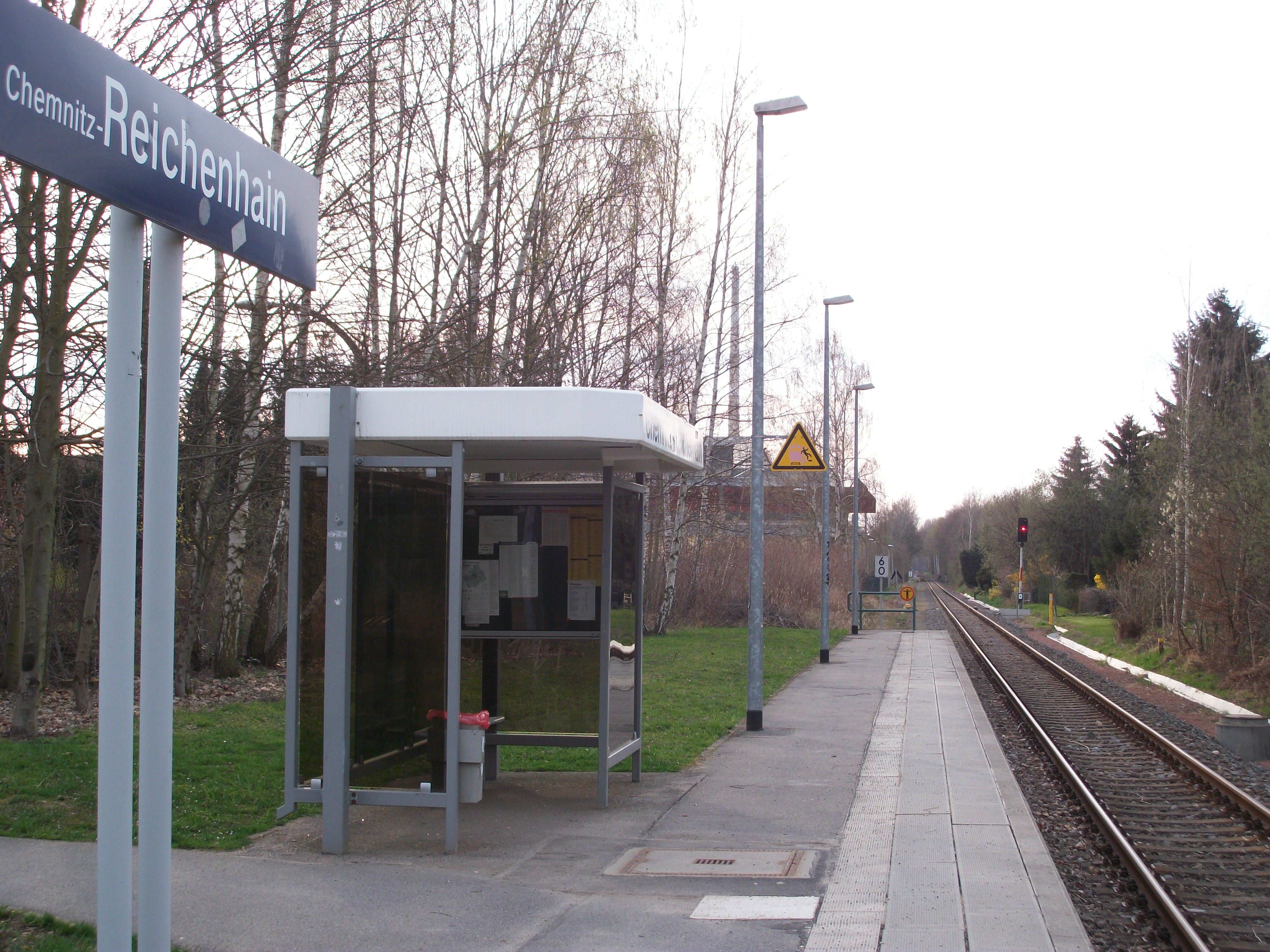
Eingleisiger Haltepunkt Chemnitz-Reichenhain (bis 2018)
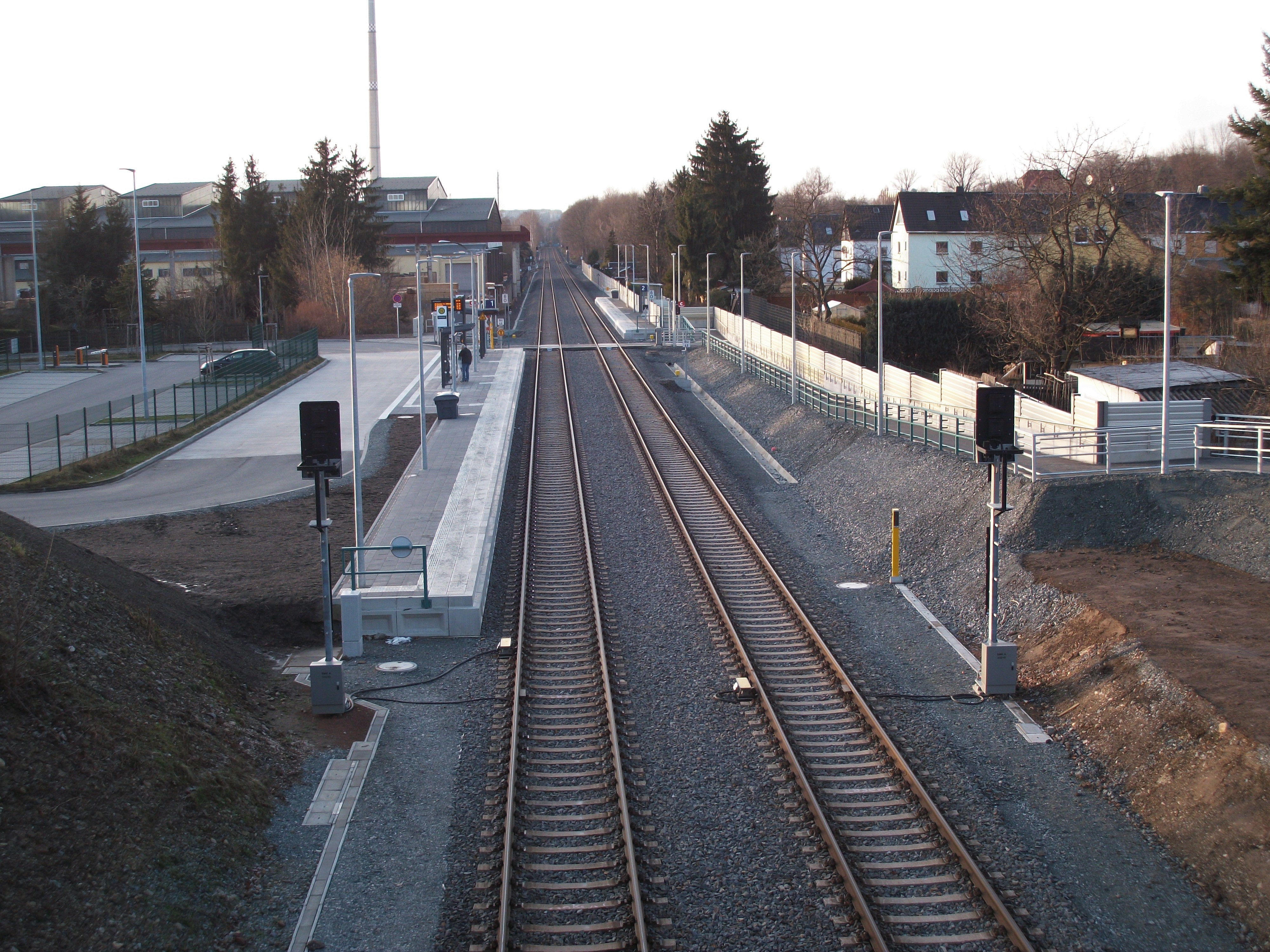
Zweigleisiger Haltepunkt Chemnitz-Reichenhain (seit 2022)

Chemnitz-Erfenschlag Mitte    (50° 47′ 15″ N, 12° 57′ 1″ O)

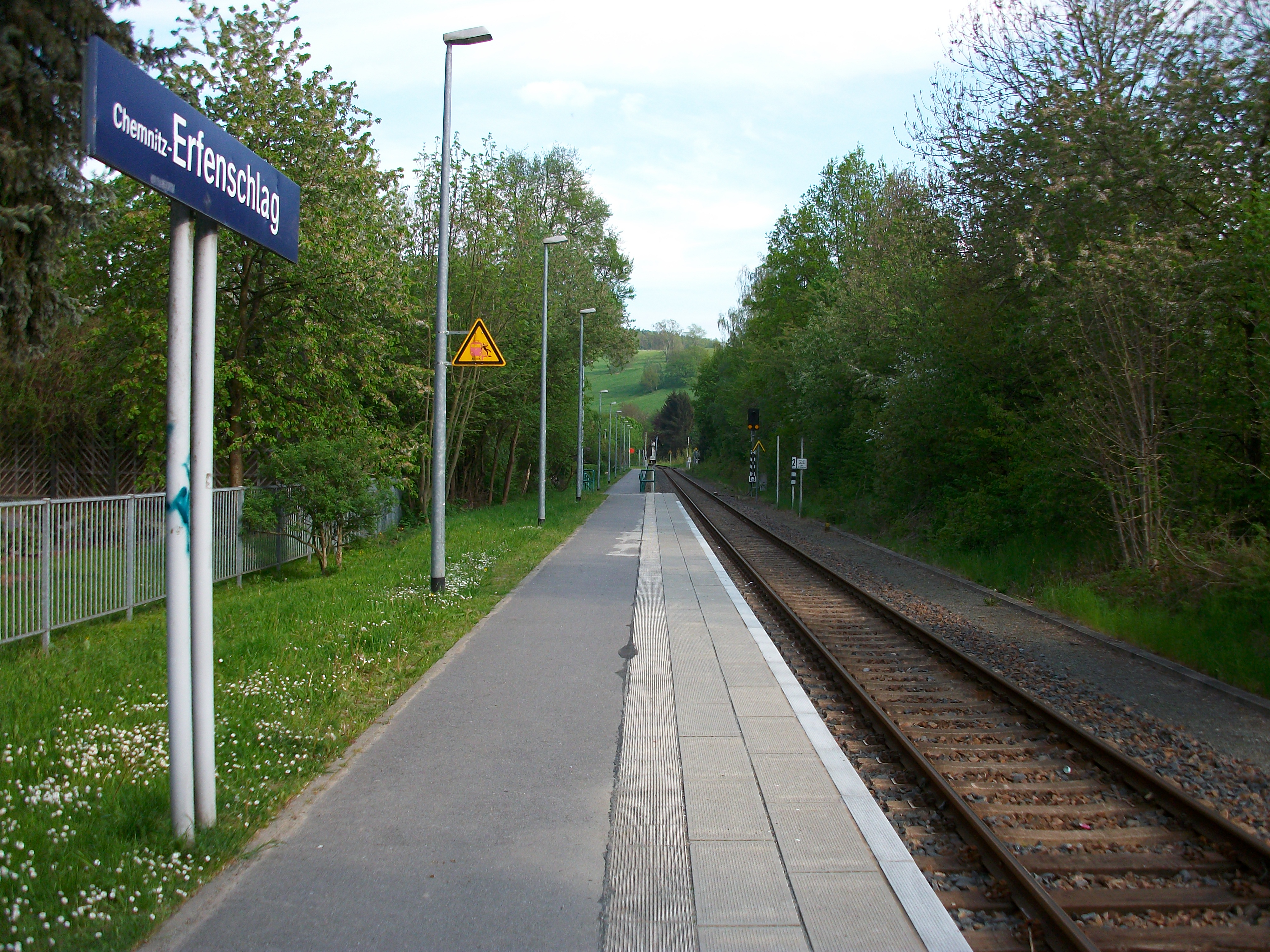
Haltepunkt Chemnitz-Erfenschlag (2016), seit 2022 Chemnitz-Erfenschlag Mitte

Die Eröffnung erfolgte am 1. November 1905 als Ladestelle Erfenschlag ausschließlich für den Güterverkehr, ab 1908 wurde an dieser Station der Personenverkehr aufgenommen. Im Jahr 1907 erfolgte der Einbau eines zweiten Gleises zwischen Chemnitz Hauptbahnhof und dem Bahnhof Einsiedel, welches im Jahr 1946 als Reparationsleistung abgebaut wurde. Mit der Eingemeindung nach Chemnitz im Jahr 1950 wurde die Bezeichnung in Chemnitz-Erfenschlag geändert; diesen Namen trug sie auch seit 1990 wieder, nachdem er zwischenzeitlich mit der Umbenennung von Chemnitz in „Karl-Marx-Stadt“ 1953 ebenfalls geändert worden war. Der ursprüngliche Standort des Haltepunkts befand sich bei Kilometer 7,36; nach der Verlegung befindet er sich bei Kilometer 7,440. Die Station erhielt im Jahr 1993 eine neue Wartehalle.
Im Zuge der Einbindung der Strecke Chemnitz–Aue in das Chemnitzer Modell wurde die örtliche Beschilderung der Zugangsstelle vom Infrastrukturbetreiber in Chemnitz-Erfenschlag Mitte geändert. Die Bezeichnung wird seit Wiederinbetriebnahme am 29. Januar 2022 auch in einigen Fahrplanmedien verwendet.
Chemnitz-Erfenschlag Ost    (50° 47′ 2″ N, 12° 57′ 52″ O)
Im Rahmen des Chemnitzer Modells, Stufe 2 entstand im Jahr 2021 der neue Haltepunkt Chemnitz-Erfenschlag Ost zwischen Erfenschlager Straße und Kurt-Franke-Straße. Sein zwischenzeitlicher Arbeitstitel war Chemnitz Kurt-Franke-Straße. Die Station erhielt eine moderne Wartehalle. Mit der Errichtung der Station erfolgte zwischenzeitlich baubedingt eine Öffnung des bisher nur für Fußgänger nutzbaren Bahnübergangs für Fahrzeuge. Seit der Wiedereröffnung des Streckenabschnitts Chemnitz–Aue wird die Station seit dem 29. Januar 2022 bedient.
Einsiedel Hp    (50° 47′ 1″ N, 12° 58′ 8″ O)

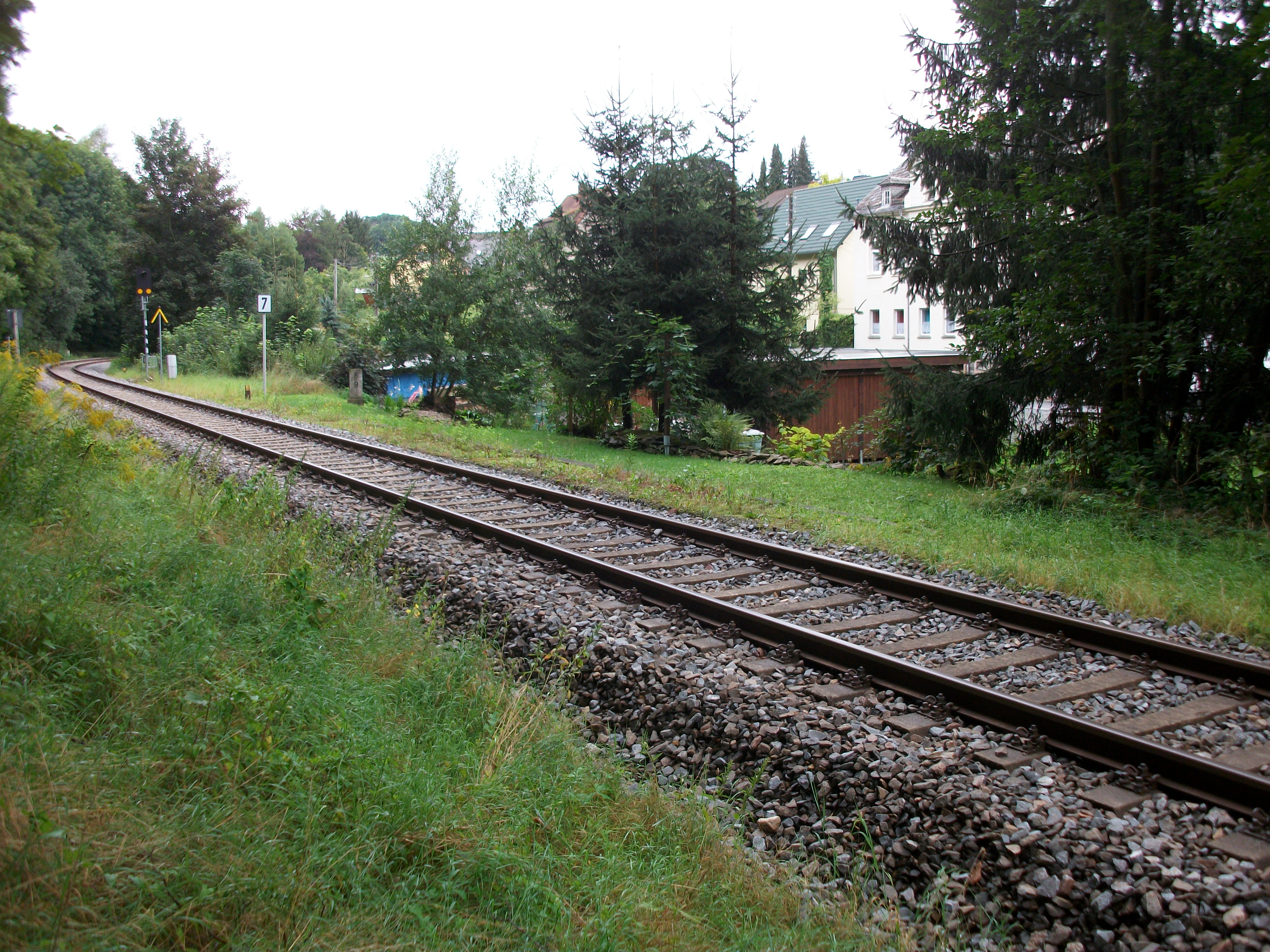
Standort des ehemaligen Haltepunkts Einsiedel Hp bei Kilometer 8,91

Diese Station wurde 1972 für den nichtöffentlichen Verkehr 1972 als Einsiedel Betriebsberufsschule eingerichtet. 1994 wurde die Bezeichnung in Einsiedel Hp geändert, gleichzeitig wurde der Haltepunkt auch für den öffentlichen Personenverkehr zugelassen. 2003 wurde der Haltepunkt durch den südlich und damit ortsnaher gelegenen Haltepunkt Einsiedel Gymnasium ersetzt. Einsiedel Hp befand sich an der Ortsgrenze von Erfenschlag zu Einsiedel bei Kilometer 8,91 zwischen Erfenschlager Straße/Einsiedler Hauptstraße und Kurt-Franke-Straße.
Einsiedel Gymnasium    (50° 46′ 59″ N, 12° 58′ 14″ O)

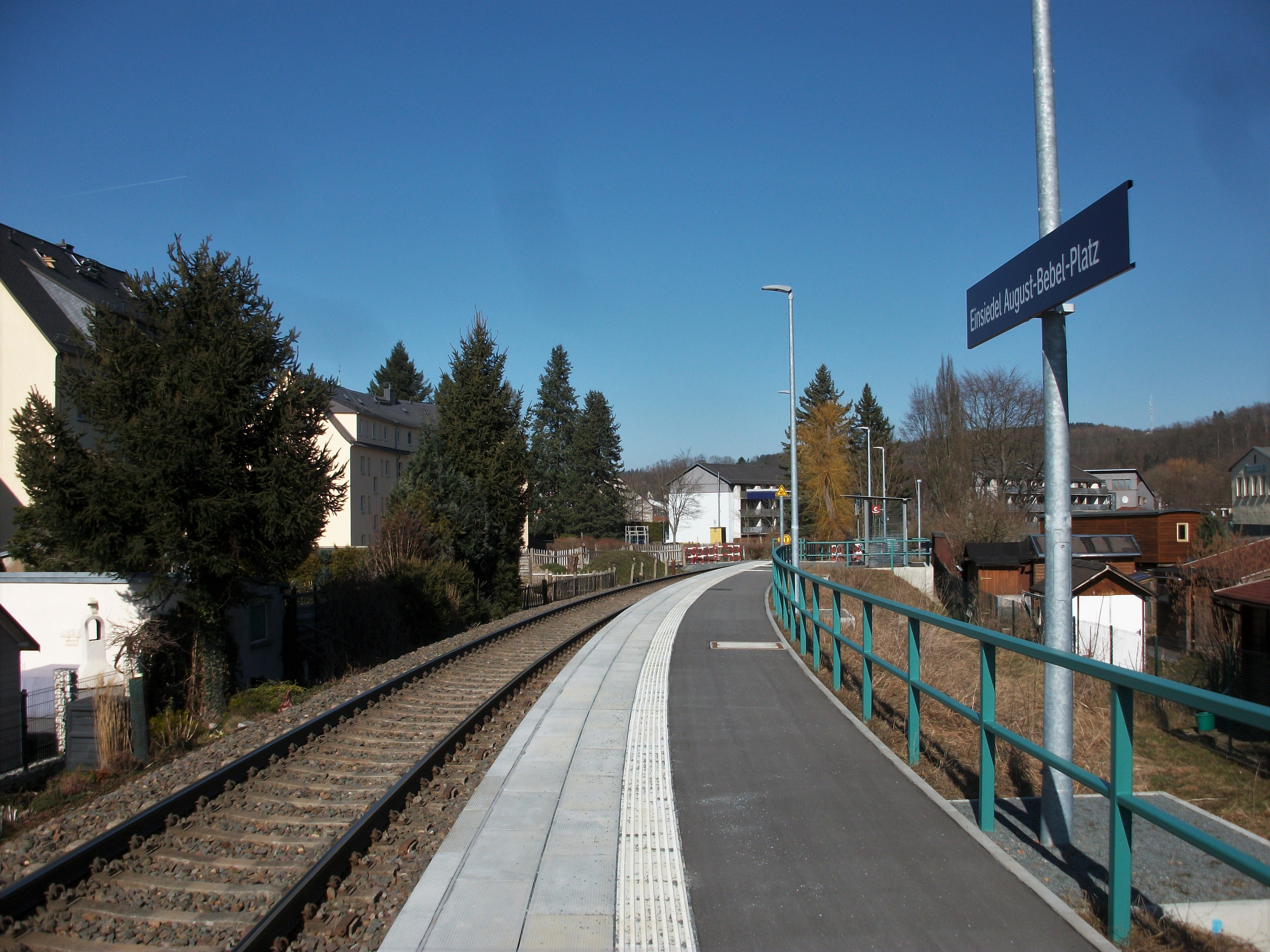
Haltepunkt Einsiedel August-Bebel-Platz (2022)

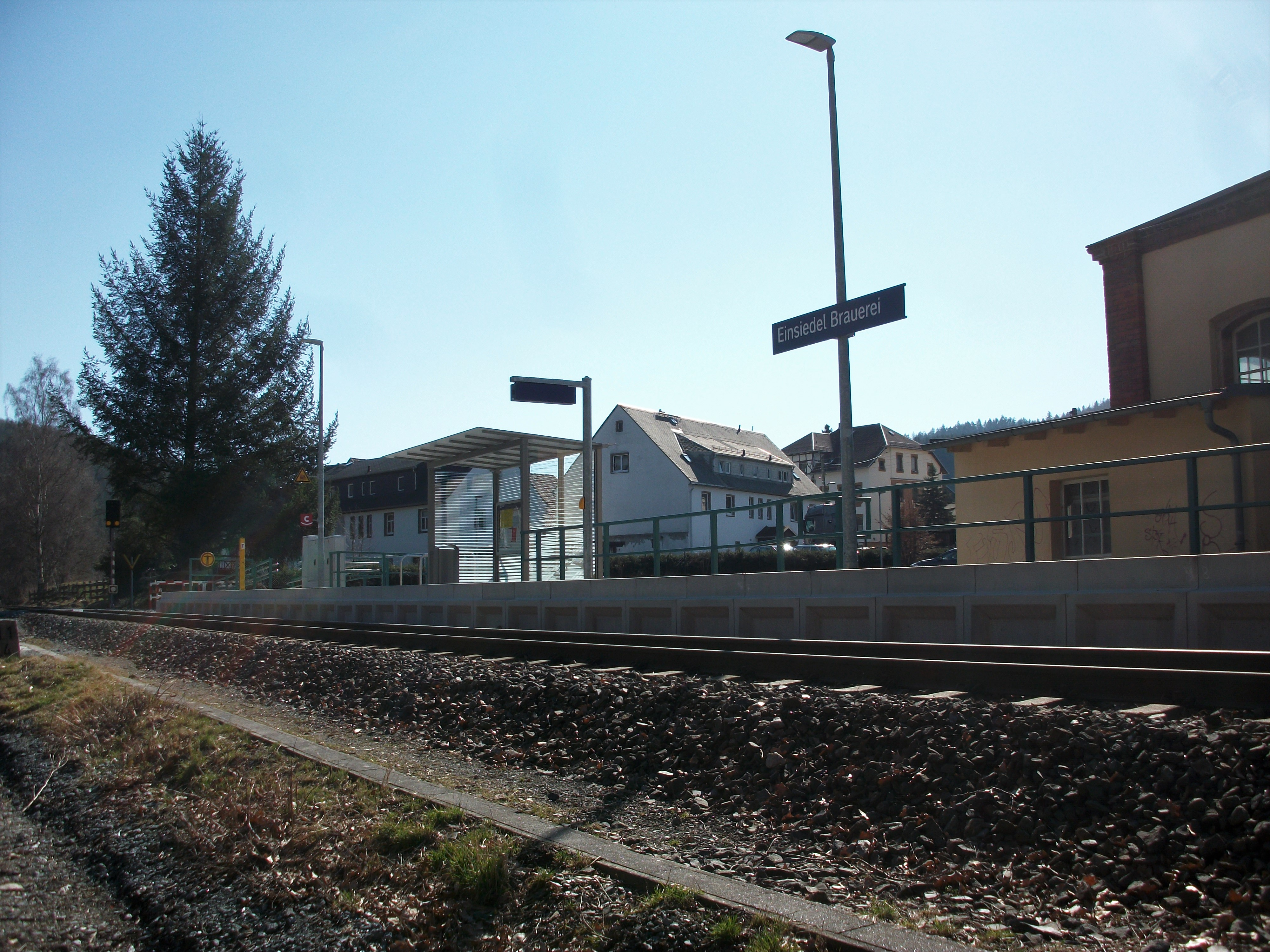
Haltepunkt Einsiedel Brauerei (2022)

Der Haltepunkt Einsiedel Gymnasium wurde im Herbst 2003 als Ersatz für den vorherigen Haltepunkt Einsiedel Hp eröffnet, die Baukosten betrugen 50 000 Euro. Im Zuge der Einführung des Chemnitzer Modells (Stufe 2) wurde der neue Haltepunkt Einsiedel Gymnasium 300 Meter südlich an die Straßenbrücke über die Zwönitz (Einmündung Kurt-Franke-Straße) verlegt.(50° 46′ 50″ N, 12° 58′ 19″ O)

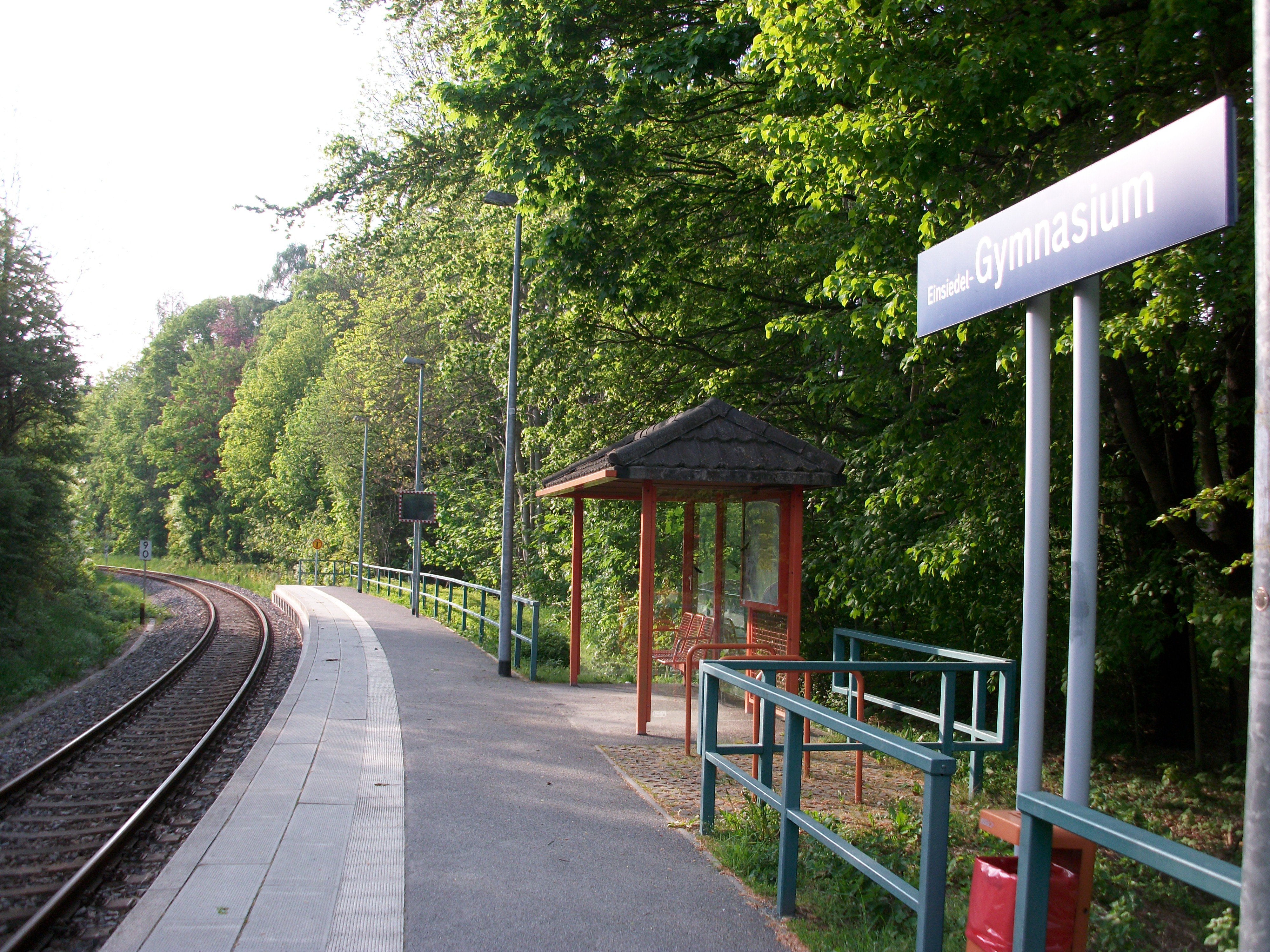
Ehemaliger Haltepunkt Einsiedel Gymnasium bei Kilometer 9,040
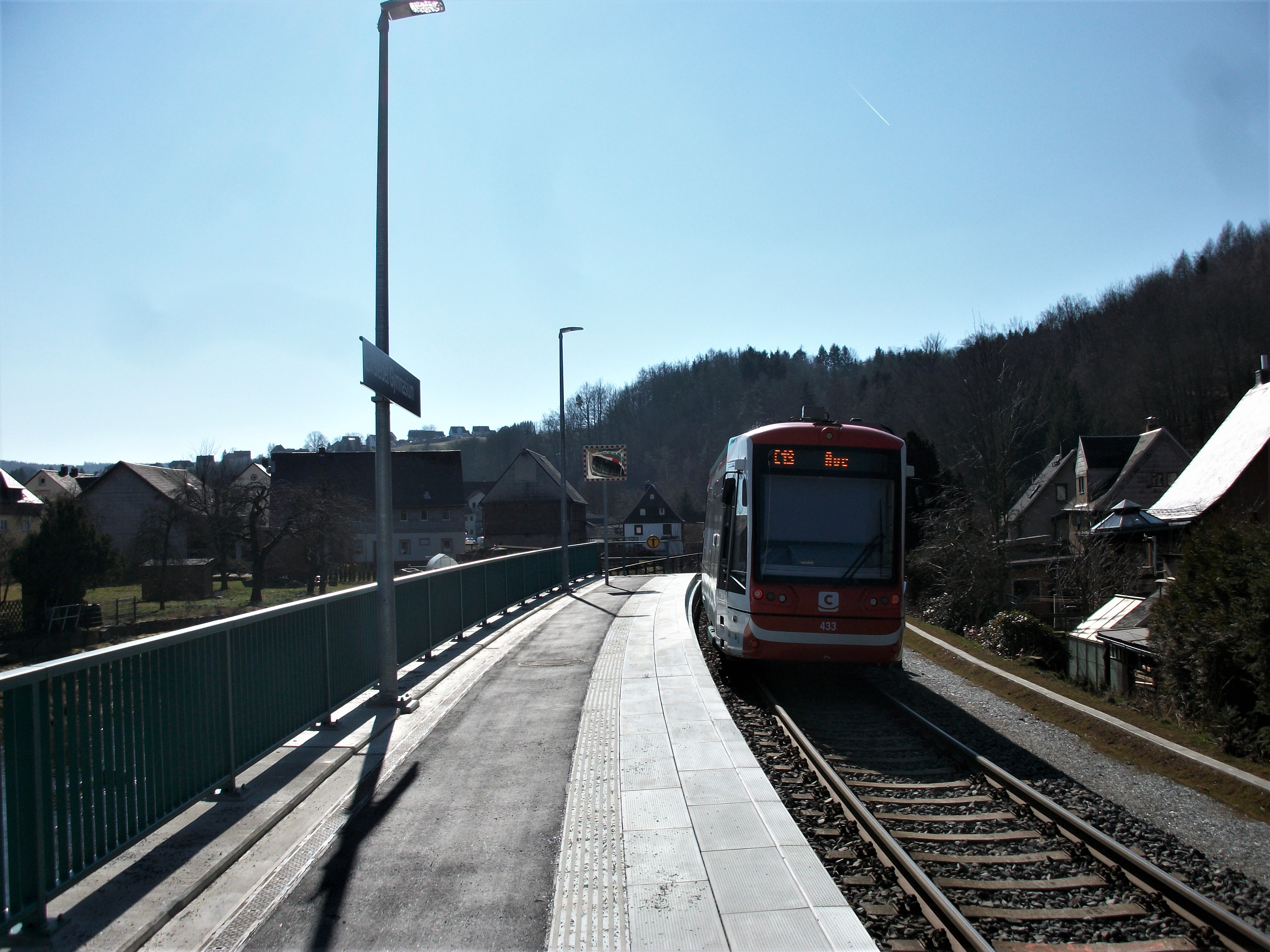
Seit 2022 bestehender Haltepunkt Einsiedel Gymnasium bei Kilometer 9,395

Einsiedel    (50° 46′ 24″ N, 12° 58′ 19″ O)

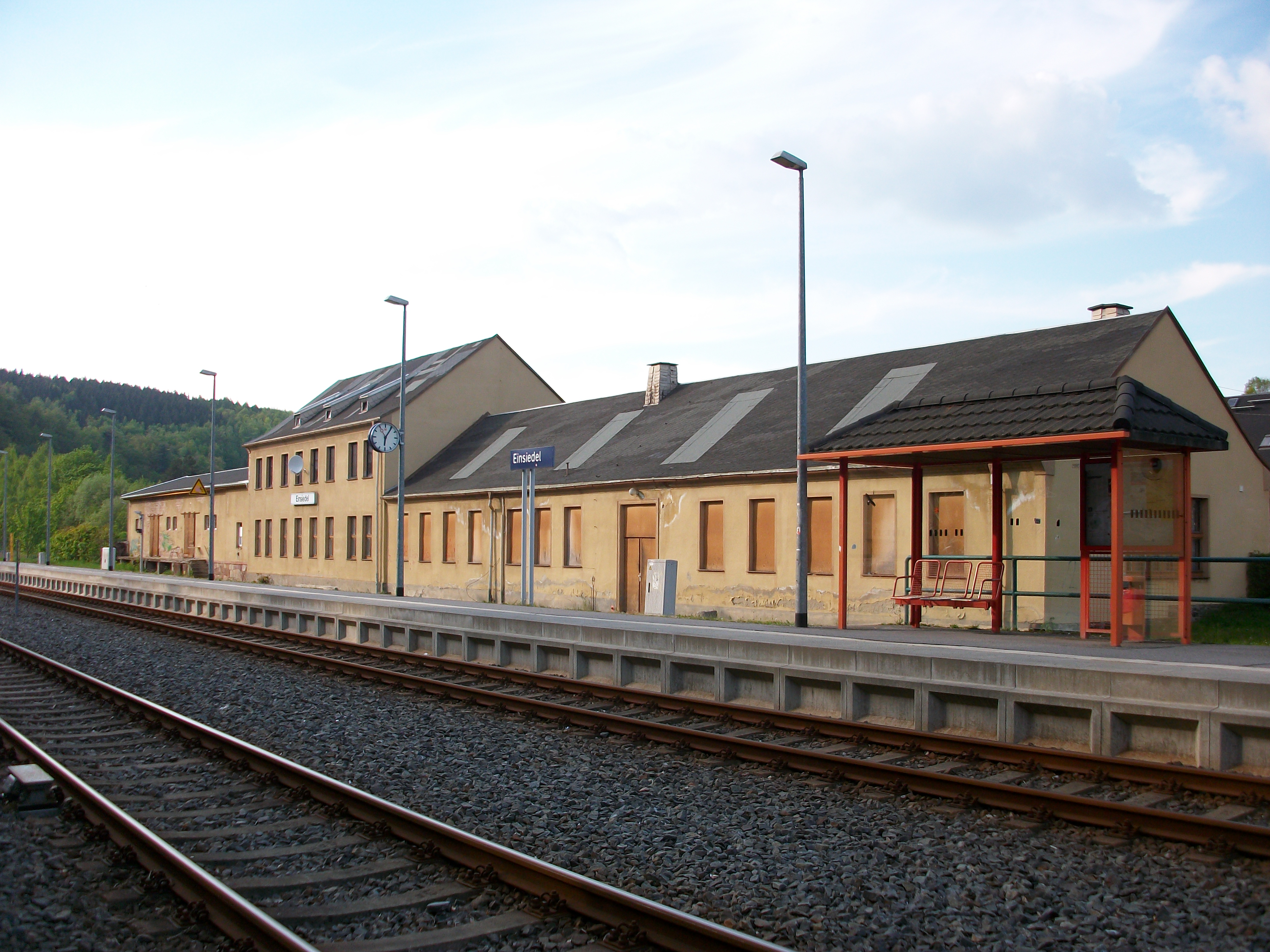
Bahnhof Einsiedel (2016)

Der Bahnhof Einsiedel war bereits zur Streckeneröffnung 1875 vorhanden. 1891 und 1912 waren Erweiterungen notwendig. Während des Zweiten Weltkriegs wurde der Bahnhof ebenso wie die Ortschaft durch Bombenangriffe zerstört. Der Wiederaufbau dauerte bis Mitte der 1950er Jahre. So konnte das neu gebaute Empfangsgebäude mit angebautem Güterschuppen erst 1956 eröffnet werden.
2004 wurde der Bahnhof, der noch heute als Kreuzungsbahnhof dient, vollständig umgebaut, dabei wurde der vorherige Inselbahnsteig abgebrochen und durch zwei Außenbahnsteige ersetzt. Auch die Gleisanlagen wurden mit zwei Bahnsteiggleisen und einem Abstellgleis vollkommen neu gestaltet. Im Zuge der Einführung des Chemnitzer Modells (Stufe 2) entstand ein neuer Reisendenübergang im Bahnhof Einsiedel. Das Abstellgleis im westlichen Bahnhofskopf wurde aus Platzgründen zugunsten der ÖPNV-Verknüpfungsstelle aufgegeben und zur Erhaltung von Abstellkapazitäten in den Bahnhof Burkhardtsdorf verlegt.
Einsiedel August-Bebel-Platz    (50° 46′ 3″ N, 12° 58′ 27″ O)
Der Haltepunkt Einsiedel August-Bebel-Platz entstand bei Kilometer 11,100 im Zuge der Einführung des Chemnitzer Modells (Stufe 2) am Schrebergartenweg im Chemnitzer Stadtteil Einsiedel. Er erhielt einen Bahnsteig mit Wetterschutzhaus.
Einsiedel Brauerei    (50° 45′ 55″ N, 12° 58′ 32″ O)
Der Haltepunkt Einsiedel Brauerei entstand bei Kilometer 11,400 im Zuge der Einführung des Chemnitzer Modells (Stufe 2) beim Einsiedler Brauhaus im Chemnitzer Stadtteil Einsiedel. Er erhielt einen Bahnsteig mit Wetterschutzhaus. Am gleichen Standort wurde im Jahr 2006 unter selbigem Namen bereits ein Behelfsbahnsteig für Feste im Einsiedler Brauhaus betrieben.
Dittersdorf (b Chemnitz)    (50° 45′ 5″ N, 12° 58′ 44″ O)
Die Haltestelle Dittersdorf wurde am 15. November 1875 eröffnet und 1905 zum Bahnhof hochgestuft. Die Station trug folgende Namen:
- bis 1890: Dittersdorf
- bis 1911: Dittersdorf bei Chemnitz
- bis 1933: Dittersdorf b Chemnitz
- seit 1933: Dittersdorf (b Chemnitz)

Mit der Modernisierung der Strecke in den 2000er Jahren wurden alle Gleise bis auf das durchgehende Hauptgleis abgebaut und der Bahnhof zum Haltepunkt zurückgestuft. Das ehemalige Empfangsgebäude mit angebautem Güterschuppen wird heute als Wohnhaus genutzt. Die Station befindet sich im Westen des Orts im Tal der Zwönitz am Ortsausgang nach Einsiedel. Im Zuge der Einführung des Chemnitzer Modells (Stufe 2) wurde die Station wieder als Bahnhof ausgebaut und für Zugkreuzungen mit einem zweiten Gleis und Bahnsteig ausgestattet.

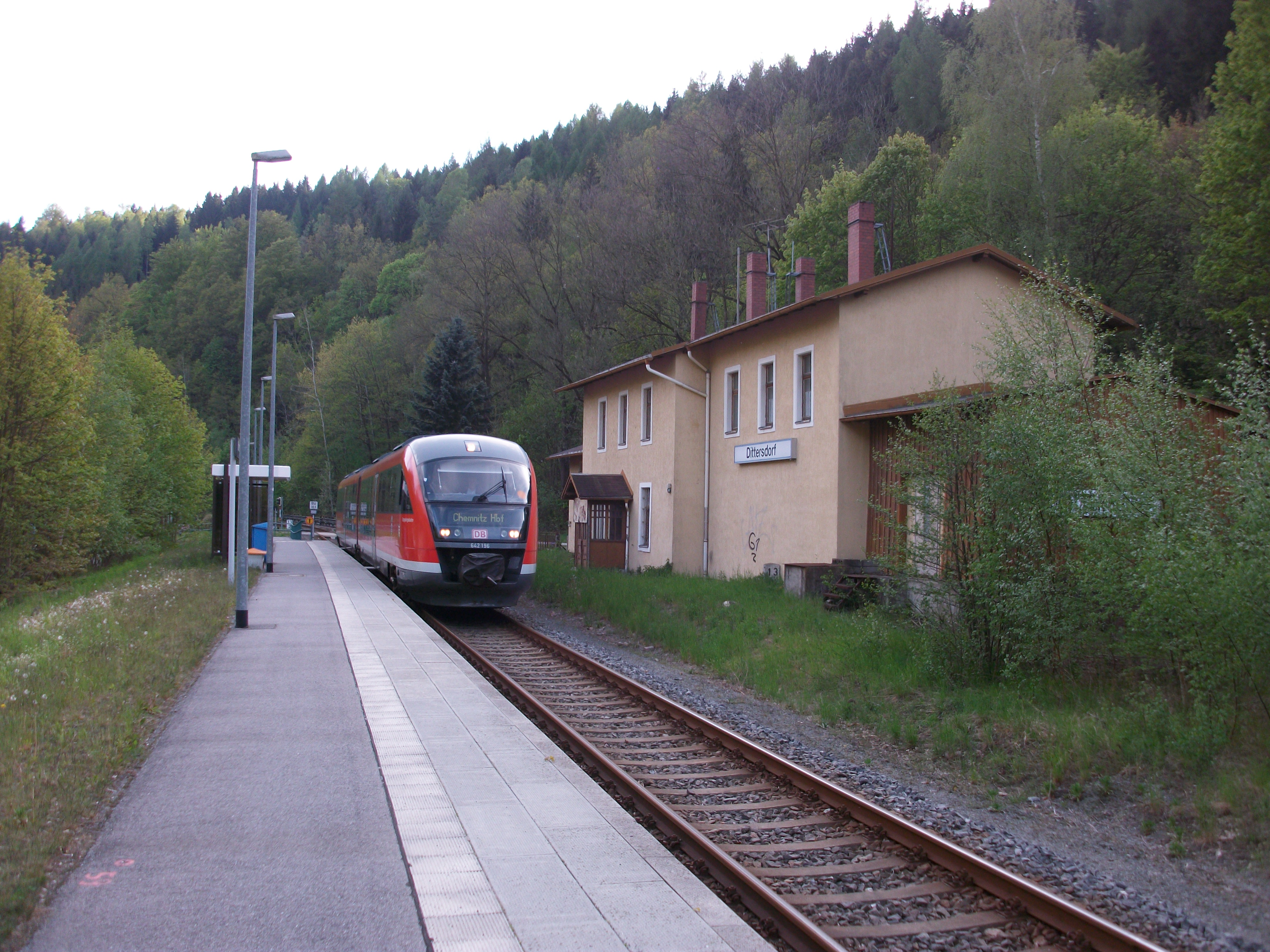
Eingleisiger Haltepunkt Dittersdorf mit Zug der Erzgebirgsbahn (2016)
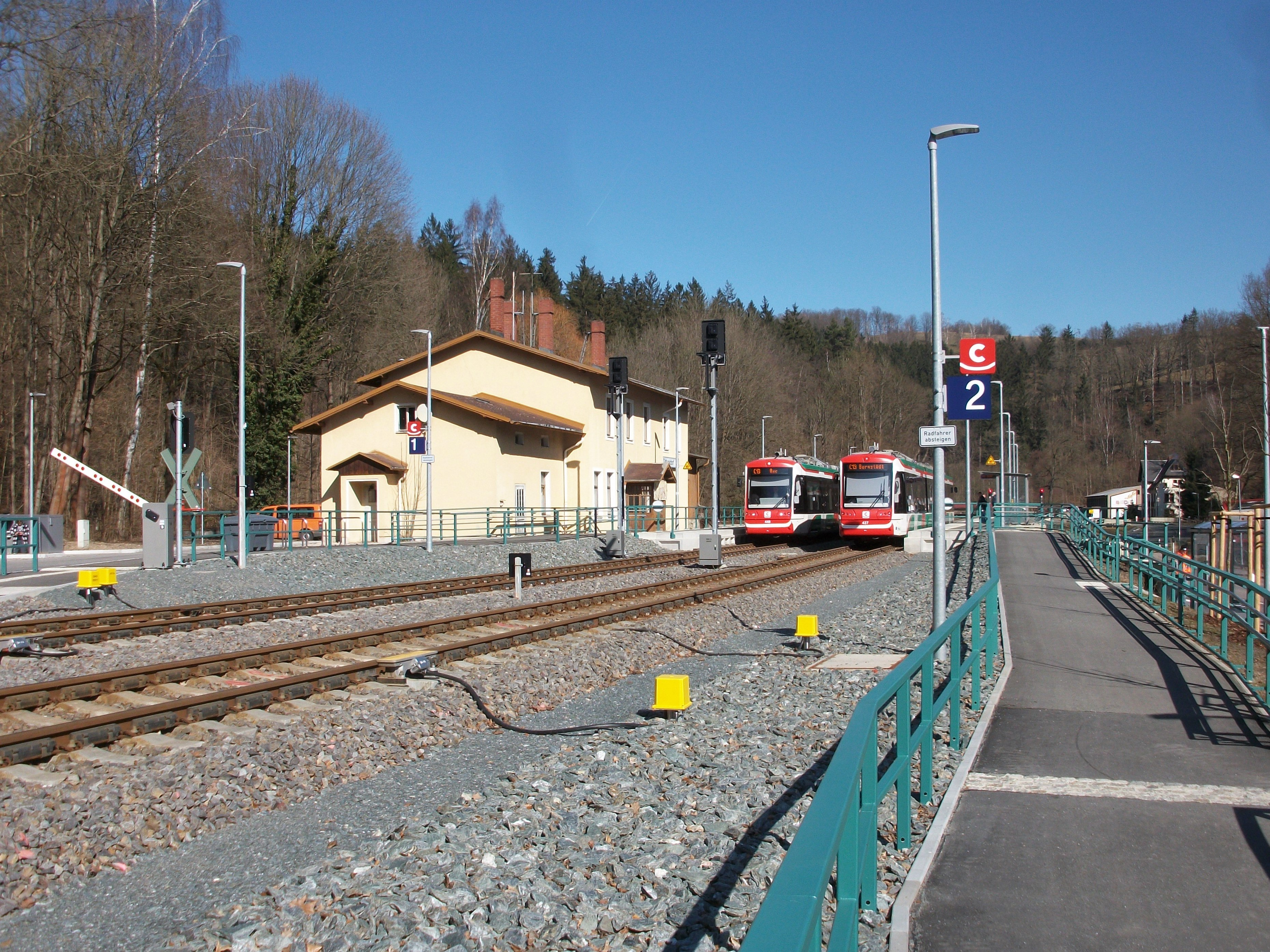
Zweigleisiger Bahnhof Dittersdorf mit Zugkreuzung der Citylinks der City-Bahn (2022)

Kemtau    (50° 44′ 35″ N, 12° 57′ 14″ O)

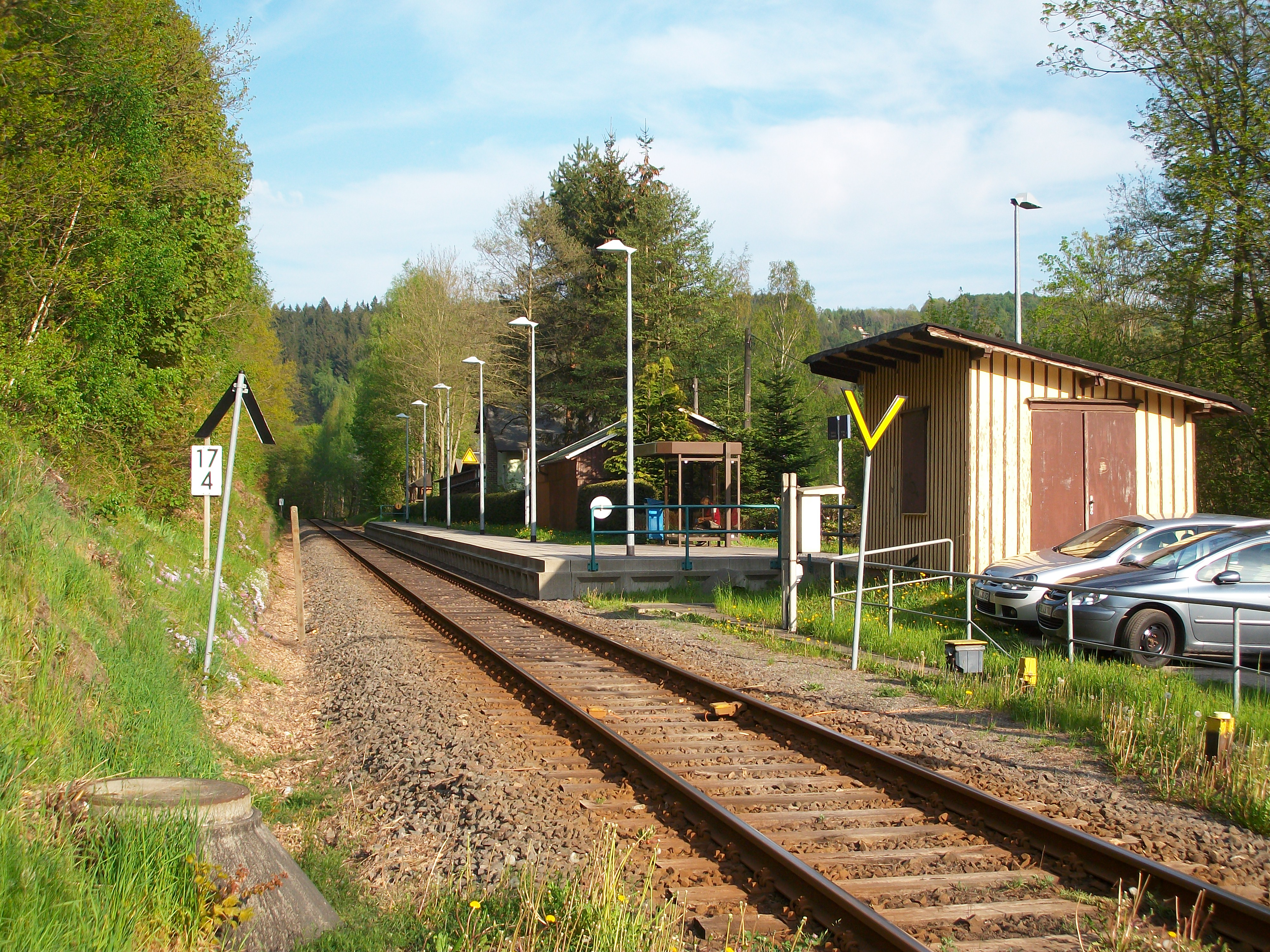
Haltepunkt Kemtau (2016)

Die Station wurde am 1. Mai 1905 oder am 1. Mai 1908 als Eibenberg-Kemtau eröffnet, im Oktober 1939 erfolgte die Umbenennung in Kemtau. Die Wartehalle wurde 1995 abgerissen und durch eine einfache Unterstellmöglichkeit ersetzt. Der Halt befindet sich im Tal der Zwönitz zwischen Neu-Eibenberg im Norden und Kemtau im Süden.
Burkhardtsdorf    (50° 44′ 0″ N, 12° 55′ 57″ O)

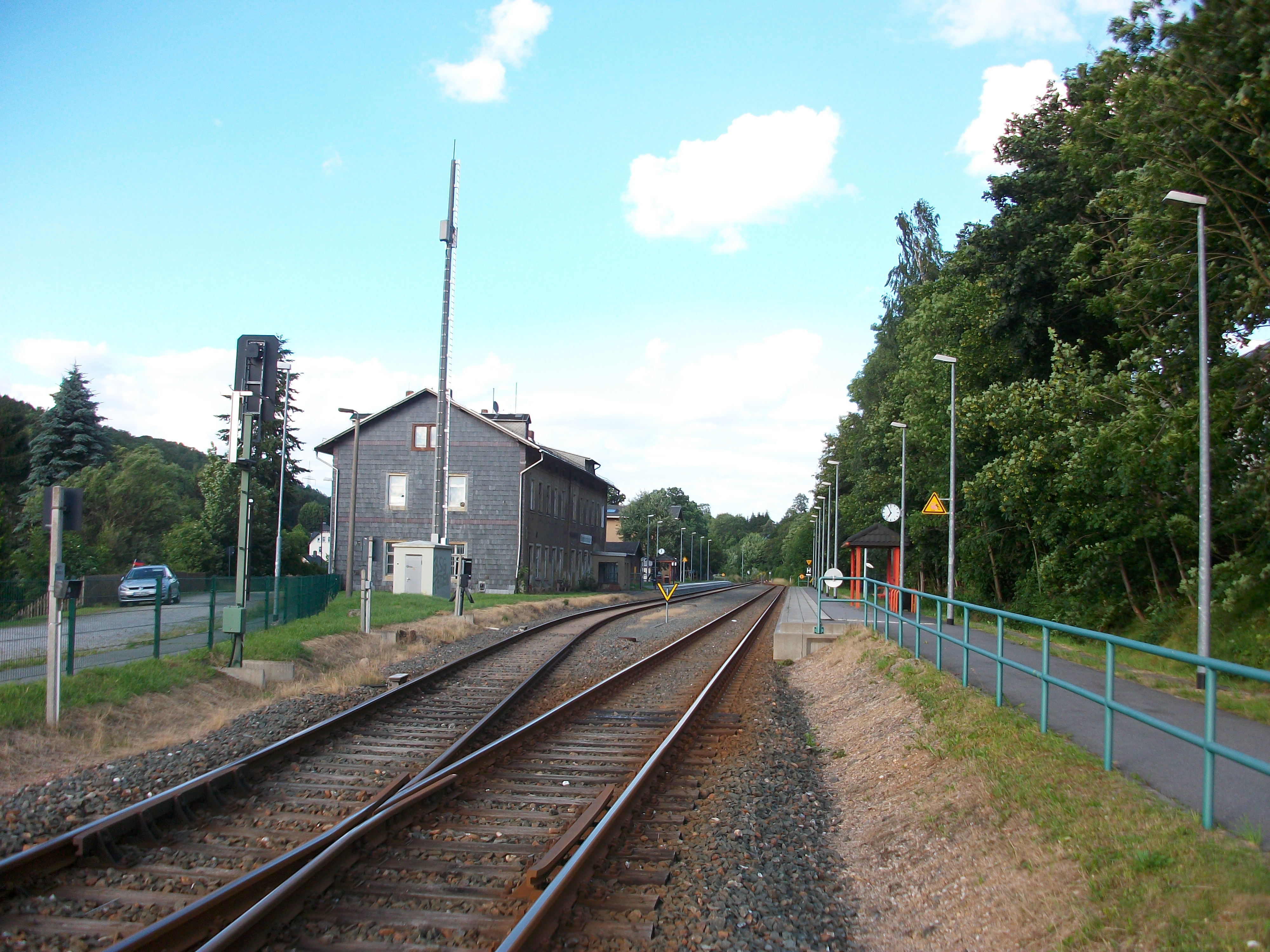
Bahnhof Burkhardtsdorf (2016)

Der bereits zur Streckeneröffnung vorhandene Bahnhof dient auch noch heute als Kreuzungsbahnhof. Im Zusammenhang mit der Einbindung der Strecke ins Chemnitzer Modell wurde 2020/2021 im westlichen Bahnhofskopf ein zusätzliches Abstellgleis errichtet.
Burkhardtsdorf Mitte    (50° 43′ 58″ N, 12° 54′ 59″ O)

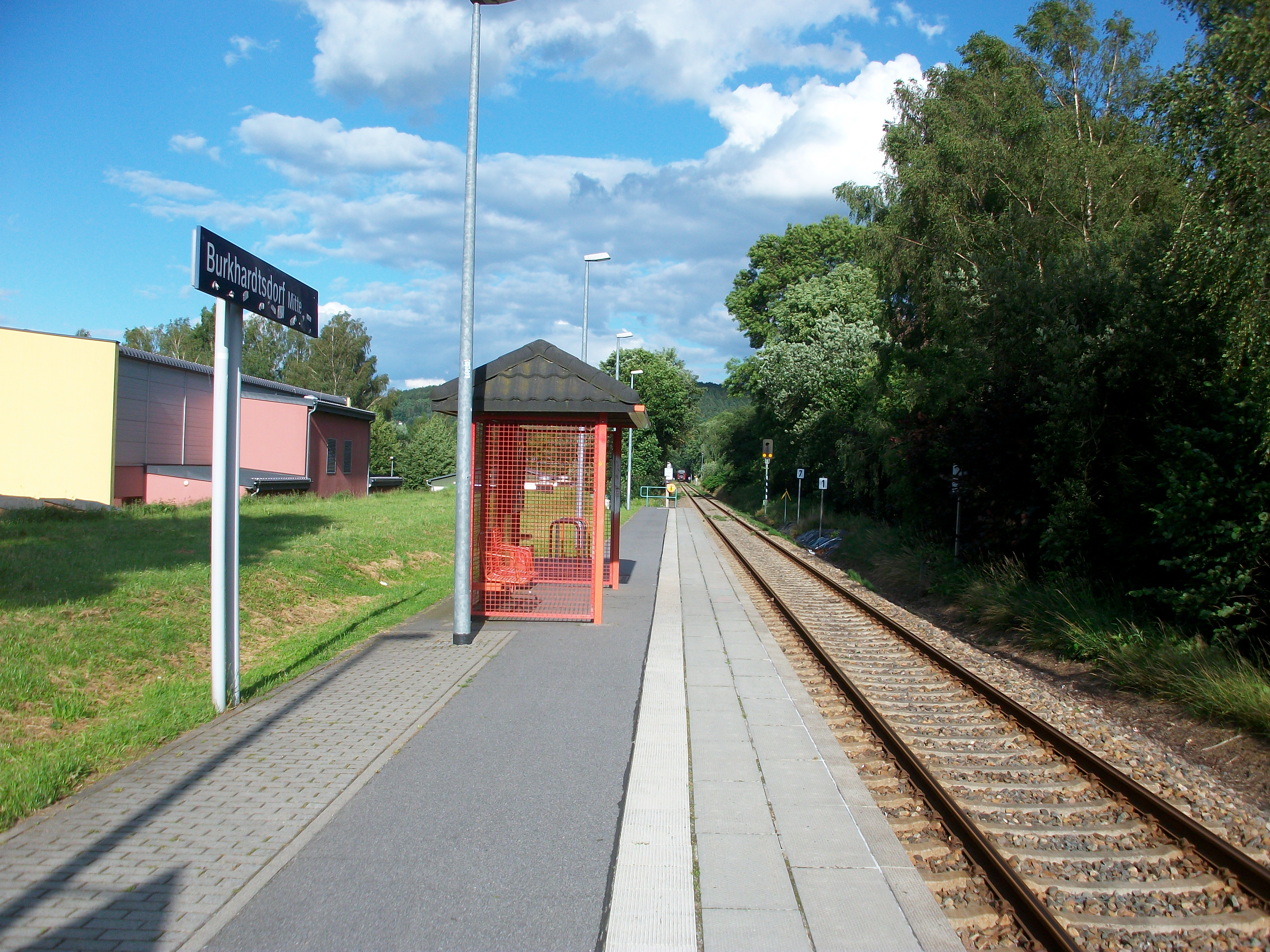
Haltepunkt Burkhardtsdorf Mitte (2016)

Baubeginn für den neuen Haltepunkt war Herbst 2004, eröffnet wurde die Station nach der Streckensanierung am 27. August 2005.
Meinersdorf (Erzgeb)    (50° 43′ 23″ N, 12° 53′ 20″ O)
Zunächst wurde 1880 die Haltestelle Meinersdorf eingerichtet, Bedeutung erlangte die Station aber erst mit dem Bau der 1911 eröffneten Schmalspurbahn nach Thum. Neben dem Ausflugsverkehr auf der 1975 stillgelegten Schmalspurbahn erlangte der Bahnhof vor allem durch umfangreichen Güterverkehr eine gewisse Bedeutung. Neben einem Anschlussgleis zur örtlichen Bäuerlichen Handelsgenossenschaft gehörten auch zwei Anschlussbahnen zum Bahnhof. Die Betriebsstelle verfügte ab 1999 nur noch über ein durchgehendes Hauptgleis an einem neugebauten Bahnsteig und wurde zum Haltepunkt zurückgestuft. Das ehemalige Empfangsgebäude wurde 2018 abgerissen. Im Zuge der Einführung des Chemnitzer Modells (Stufe 2) wurde die Station wieder als Bahnhof ausgebaut und für Zugkreuzungen mit einem zweiten Gleis und Bahnsteig ausgestattet.
Thalheim (Erzgeb) Mitte    (50° 42′ 5″ N, 12° 51′ 16″ O)

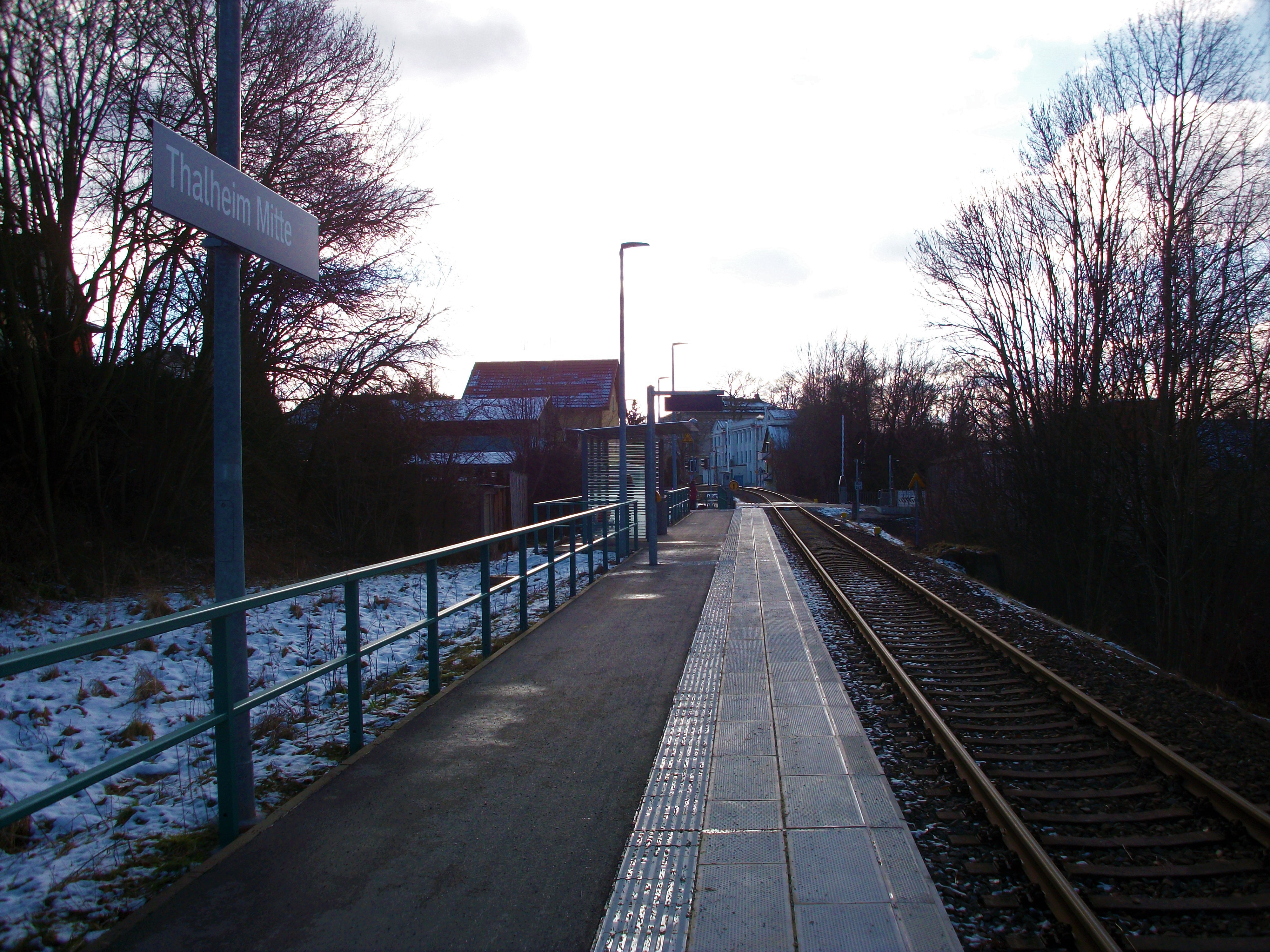
Haltepunkt Thalheim Mitte (2022)

Der Haltepunkt Thalheim (Erzgeb) Mitte wurde im Zuge der Einführung des Chemnitzer Modells (Stufe 2) beim Bahnübergang Salzstraße in Thalheim am Streckenkilometer 26,600 mit Bahnsteig und Wetterschutzhaus angelegt. Ein zeitweiliger Arbeitstitel war Thalheim Nord. Die Station, die betrieblich innerhalb des Bahnhofs Thalheim liegt, wurde am 29. Januar 2022 eröffnet.
Thalheim (Erzgeb)    (50° 41′ 48″ N, 12° 50′ 58″ O)

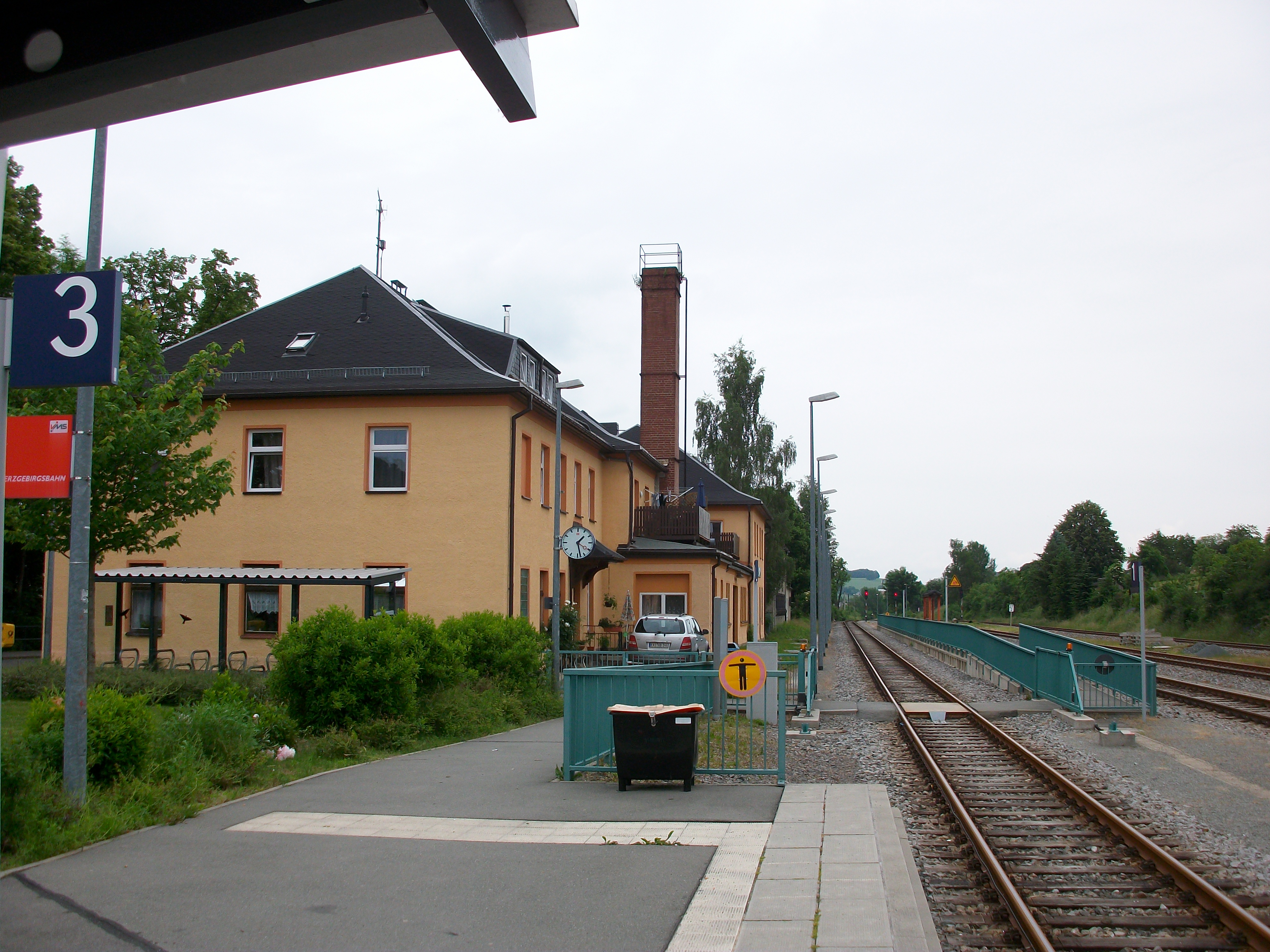
Bahnhof Thalheim (Erzgeb) (2016)

Der Bahnhof Thalheim (Erzgeb) (bis 1901: Bahnhof Thalheim; 1901–1911: Bahnhof Thalheim i Erzgeb) ist heute die größte Zwischenstation zwischen Chemnitz und Aue. Seit den 1960er Jahren beginnen hier die Verstärkerzüge Richtung Chemnitz. Nach 1994 war dies der letzte Bahnhof im unteren Streckenteil, bei welchen noch Güterverkehr durchgeführt wurde, letztmals bedient wurde der Bahnhof 1996. Im Zuge der Einführung des Chemnitzer Modells (Stufe 2) erhielt die Station einen neuen Reisendenübergang mit Lichtsignal. Seit Fertigstellung der Stufe 2 des Chemnitzer Modells wird der Bahnhof Thalheim (Erzgeb) aus Richtung Chemnitz statt zuvor stündlich nun etwa im Halbstundentakt und in Richtung Aue statt zweistündlich nun stündlich bedient.
Dorfchemnitz (b Zwönitz)    (50° 39′ 53″ N, 12° 50′ 21″ O)
Der Bahnhof Dorfchemnitz (b Zwönitz) wurde noch vor 1985 zum Haltepunkt zurückgestuft. Heute liegt hier nur noch das durchgehende Hauptgleis. Das baufällige Empfangsgebäude wurde 2016 abgerissen. Der moderne Halt wurde einige Meter in Richtung Thalheim versetzt. Die Station trug zur Unterscheidung der Station Dorfchemnitz (b Sayda) der Schmalspurbahn Mulda–Sayda (1897–1966) lange Zeit den Zusatz b Zwönitz. Er fiel erst bei der Modernisierung des Halts im Jahr 2000 weg.
Niederzwönitz    (50° 38′ 45″ N, 12° 49′ 25″ O)

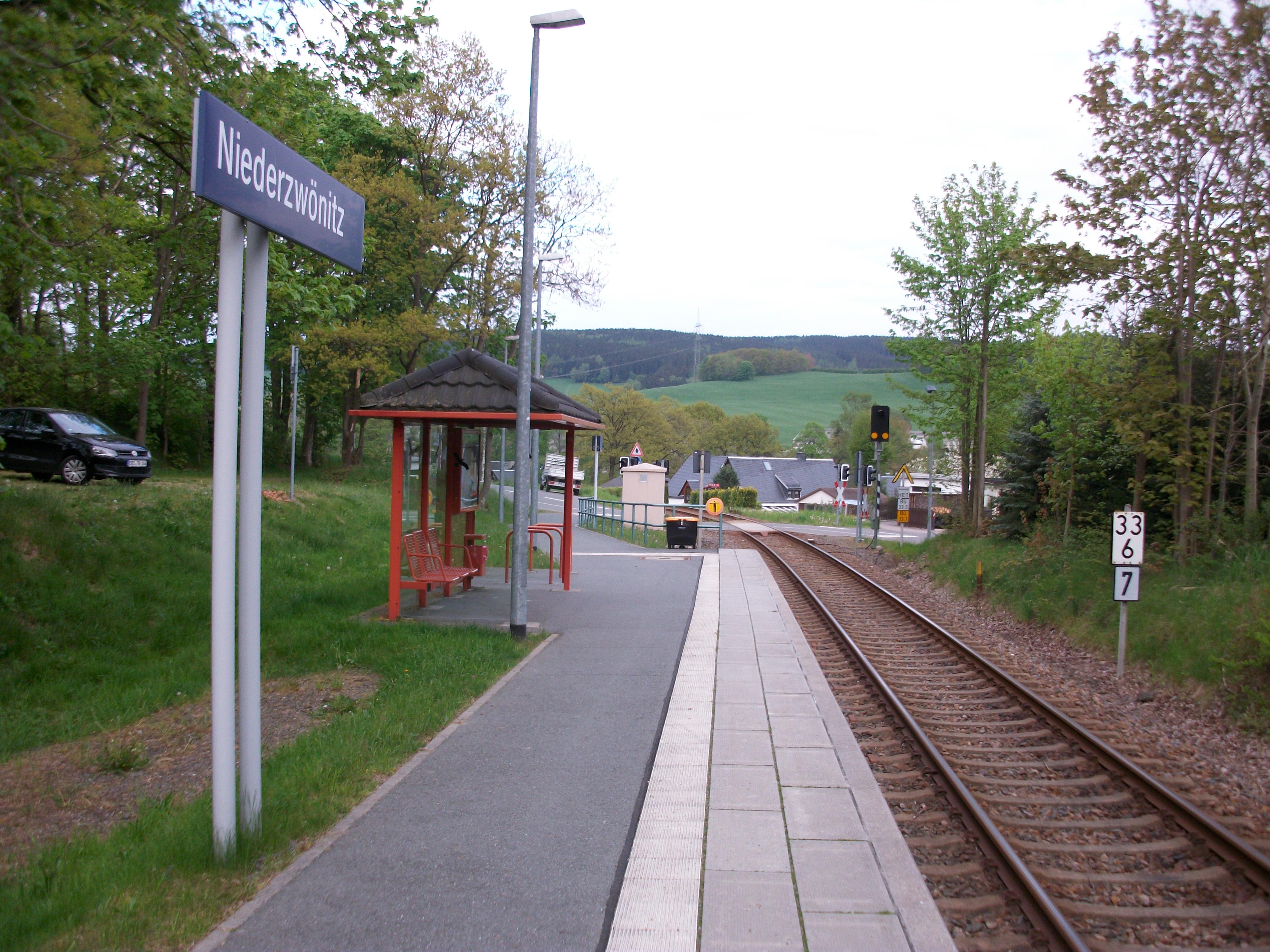
Haltepunkt Niederzwönitz (2016)

Bereits seit den 1880er Jahren wünschte sich Niederzwönitz eine Bahnstation. Der 1934 nach Zwönitz eingemeindete Ort erhielt jedoch erst mit der Sanierung der Bahnstrecke einen Haltepunkt. Obwohl die Bauarbeiten bereits 2005 abgeschlossen worden waren, konnte der Haltepunkt Niederzwönitz erst 2006 eröffnet werden, da vorher noch Änderungen an der Kontaktanlage eines nahegelegenen Bahnübergangs erforderlich waren.
Zwönitz    (50° 37′ 51″ N, 12° 47′ 47″ O)
Der Bahnhof Zwönitz entwickelte sich in den 1890er Jahren zu einem lokalen Eisenbahnknoten, 1889 wurde die Bahnstrecke nach Stollberg und 1900 die Bahnstrecke nach Scheibenberg eröffnet.
Nachdem beide Bahnstrecken 1947 als Reparationsleistung abgebaut worden waren, sank die Bedeutung des Bahnhofs. Zwar wurde die Strecke nach Stollberg zwei Jahre später wieder aufgebaut, das Transportaufkommen blieb aber gering, sodass die Strecke 1967 endgültig stillgelegt wurde. Bei der Streckensanierung in den 2000er Jahren wurde im ehemaligen Inselbahnhof der Großteil der Gleisanlagen entfernt. Im Zuge der Einführung des Chemnitzer Modells (Stufe 2) wurde die Station wieder zum Bahnhof ausgebaut und für Zugkreuzungen mit einem zweiten Gleis und Bahnsteig ausgestattet.
Lößnitz ob Bf    (50° 37′ 29″ N, 12° 44′ 59″ O)
Zunächst als Lößnitz eröffnet, wurde die Bezeichnung 1899 in Lößnitz Bahnhof geändert. Ab 1911 trug die Station dann den amtlichen Namen Lößnitz ob Bf. Zu diesem Zeitpunkt dienten dem Personenverkehr zwei Bahnsteiggleise, darüber hinaus waren noch zwei Nebengleise vorhanden. An Hochbauten waren ein Empfangs- sowie ein Wirtschaftsgebäude, ein Güterschuppen und eine kombinierte Kopf- und Seitenladerampe vorhanden. Im Bahnhof bestand ein Anschlussgleis zur örtlichen Bäuerliche Handelsgenossenschaft. Es wurde 1991 letztmals bedient.
Lößnitz unt Bf    (50° 36′ 40″ N, 12° 43′ 28″ O)

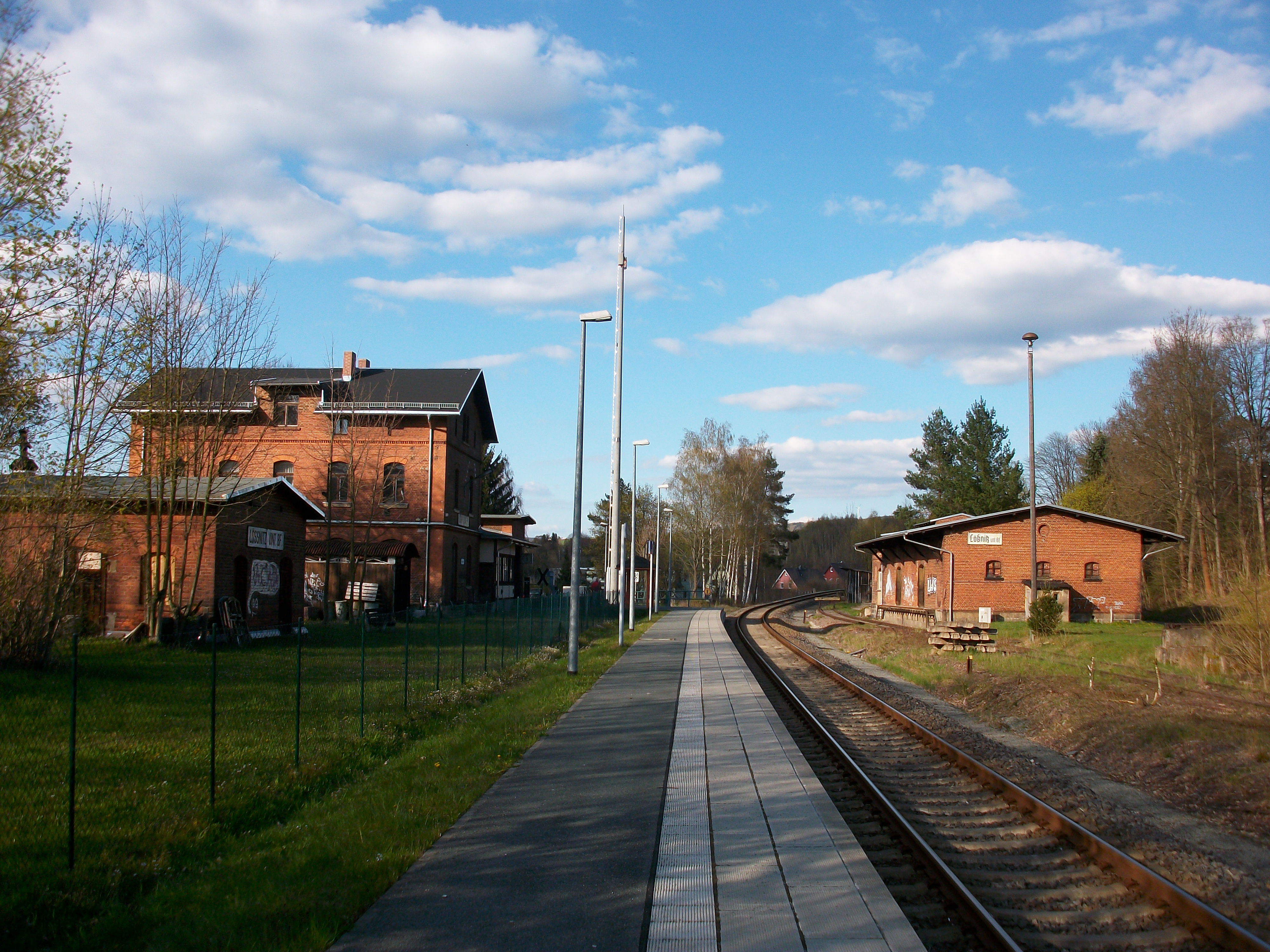
Bahnhof Lößnitz unt Bf (2016)

Die Station wurde 1885 als Haltepunkt Niederlößnitz für bei Streckenkilometer 46,25 den Personenverkehr eröffnet. Da sich Niederlößnitz und Lößnitz 1895 mit einer Petition für eine Öffnung für den Güterverkehr eingesetzt hatten, wurde 1898 schließlich die Errichtung einer neuen Station beschlossen. Im November 1899 wurde diese mit Empfangsgebäude, Wirtschaftsgebäude, Güterschuppen und einer Kopf- und Seitenladerampe ausgestattete Station bei Streckenkilometer 46,63 eröffnet. Da Niederlößnitz bereits 1898 nach Lößnitz eingemeindet wurde, trug die Station seit Oktober 1898 den Namen Lößnitz Haltestelle. 1911 wurde die Bezeichnung in Lößnitz unt Bf geändert. Wegen der starken Neigung der Bahnhofsgleise wurde 1958 ein Schutzgleis eingebaut. Das Empfangsgebäude ist Domizil des Modelleisenbahnclubs „Bahnhof Lößnitz“ e. V.
Aue (Sachs) Erzgebirgsstadion    (50° 35′ 48″ N, 12° 42′ 32″ O)
Der Haltepunkt Aue (Sachs) Erzgebirgsstadion in unmittelbarer Nähe des Erzgebirgsstadions entstand erst bei der Sanierung. Im Frühjahr 2005 wurde die Station, deren 80 m langer Bahnsteig in einem geneigten Gleisbogen liegt, eröffnet.
Aue (Sachs)    (50° 35′ 30″ N, 12° 41′ 54″ O)

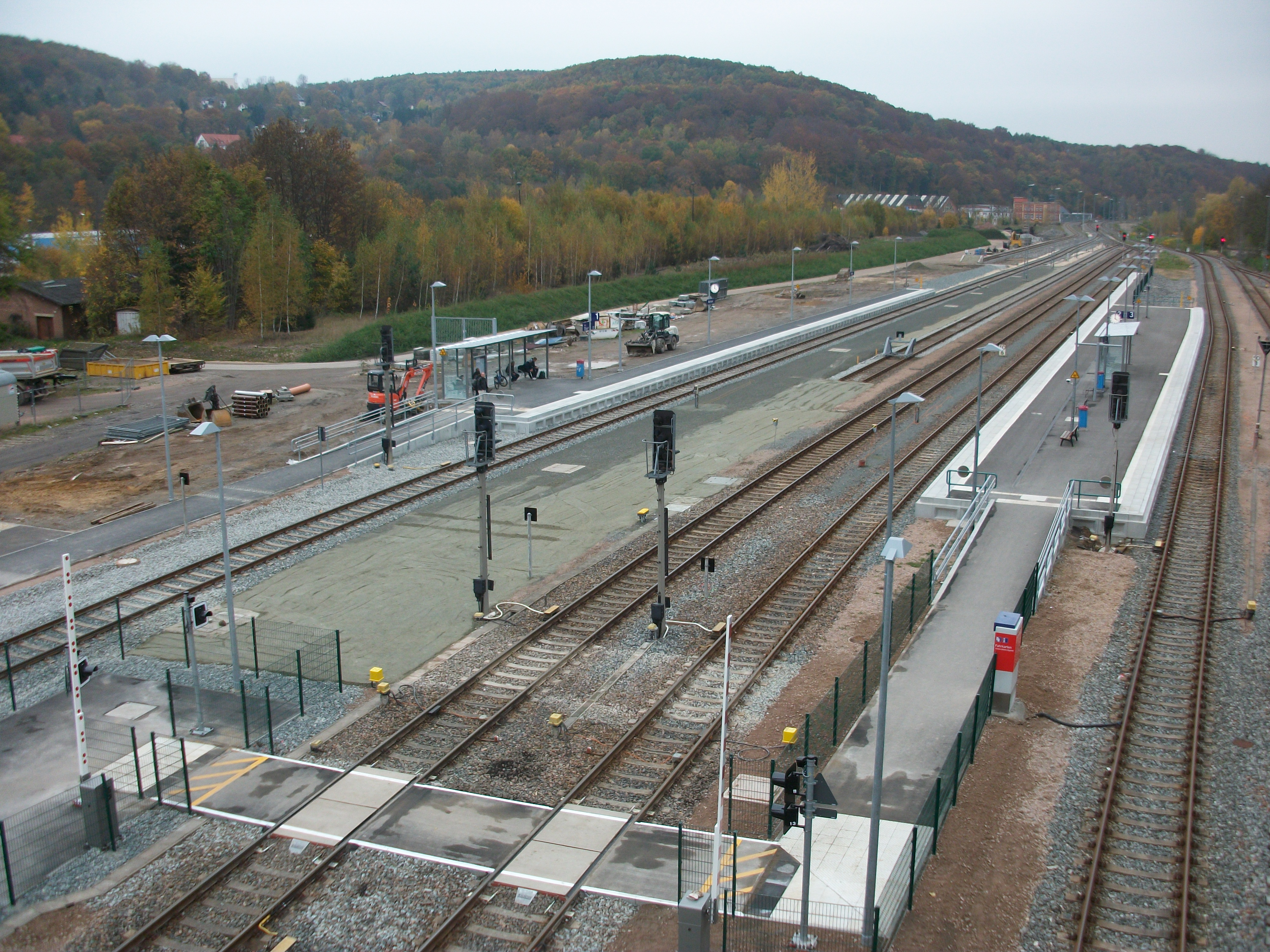
Bahnhof Aue (Sachs) (2016)

Da die CAAE die schon vorhandenen Anlagen der Staatsbahn nicht mitbenutzen durfte, errichtete die Bahngesellschaft ihre eigenen Anlagen westlich der Staatsbahn. Auch kreuzte die Strecke Chemnitz–Aue–Adorf die Strecke Schwarzenberg–Zwickau höhenfrei. Durch den wachsenden Verkehr musste der Bahnhof immer wieder ausgebaut werden, die absolute Blütezeit erfolgte ab 1946 durch den Wismutbergbau und die damit verbundenen Bahnhofserweiterungen. Auch nach dem Rückgang des Bergbaus behielt der Bahnhof seine Bedeutung als lokaler Verkehrsknotenpunkt. Die letzte umfangreiche Veränderung erfolgte von 2002 bis 2004, als ein Großteil der Anlagen zurückgebaut wurde. Durch den Umbau im Jahr 2016 sind die Bahnsteige ebenerdig, also barrierefrei erreichbar. Der Zugangstunnel unter den Gleisen wurde parallel dazu verschüttet.
Ladestelle Auerhammer    (50° 34′ 50″ N, 12° 41′ 31″ O)
Das am Ende des 19. Jahrhunderts errichtete Gaswerk der Stadt Aue in Auerhammer erhielt auch einen Gleisanschluss, aufgrund öffentlichen Interesses wurden die Gleisanlagen seit dem 1. August 1900 als Ladestelle genutzt. Nach dem Zweiten Weltkrieg lautete die Stationsbezeichnung Aue Süd. Am 1. Januar 1975 wurde die Ladestelle geschlossen und in eine Anschlussbahn umgewandelt. Die dazugehörige Brücke ist am einstigen Standort noch erhalten.
Bockau (Erzgeb) Ost    (50° 32′ 55″ N, 12° 40′ 13″ O)
Der Haltepunkt Bockau (Erzgeb) Ost wurde im Frühjahr 1954 für die Bergarbeiter der SDAG eingerichtet. Am bereits im November 1954 wieder geschlossenen Haltepunkt bestanden außer einem Bahnsteig keine weiteren Baulichkeiten.
Bockau (Erzgeb)    (50° 32′ 31″ N, 12° 39′ 35″ O)

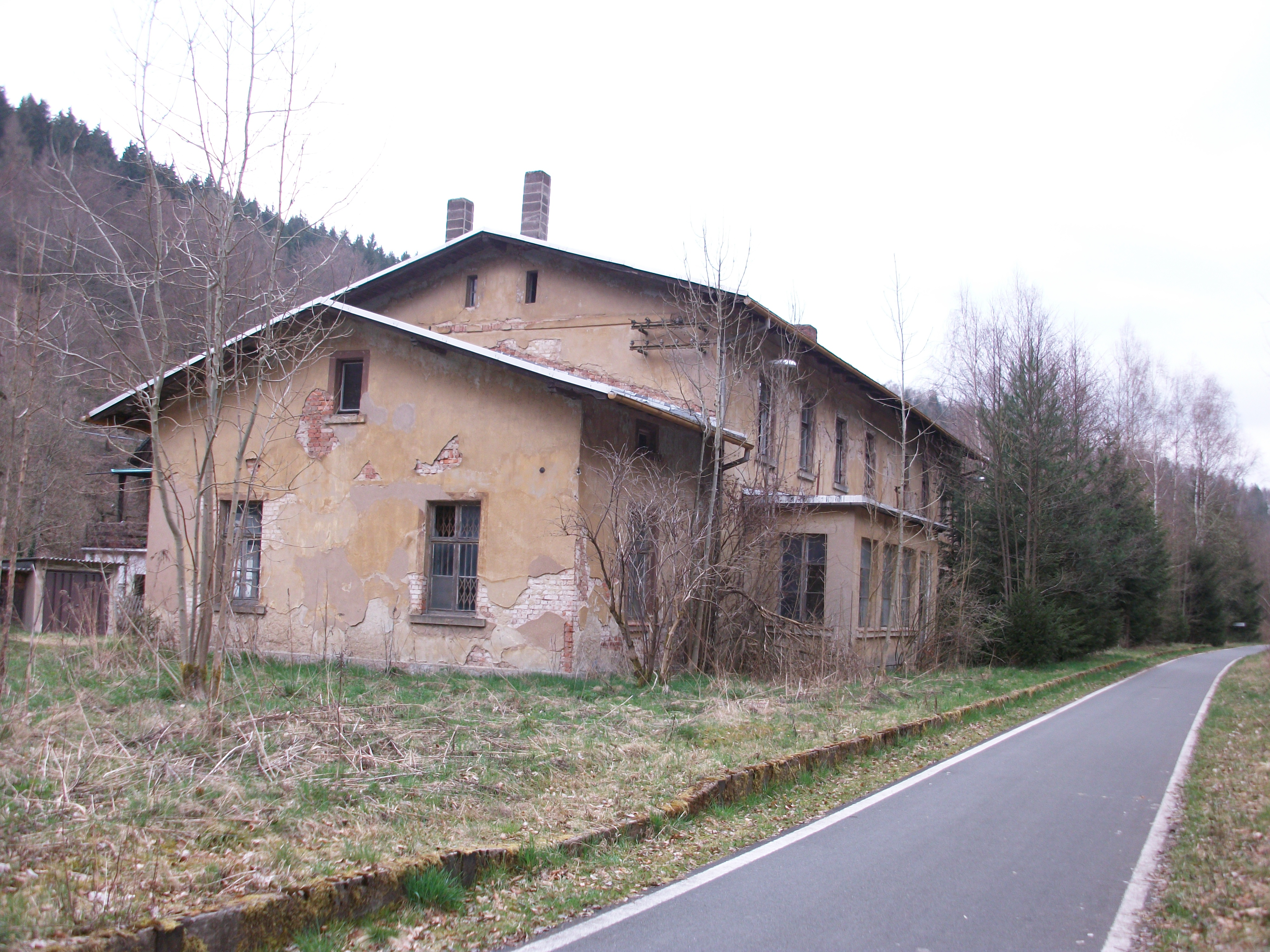
Bahnhof Bockau (2016)

Der Bahnhof Bockau (Erzgeb) war mit drei durchgehenden Hauptgleisen und einem Stumpfgleis ausgestattet. Neben zwei Bahnsteigen für den Personenverkehr waren für den Güterverkehr ein Güterschuppen, eine Holzverladerampe und eine kurze Ladestraße vorhanden. Schon in den 1950er Jahren wurden die Gleisanlagen reduziert, das Güterschuppengleis entfiel dabei vollständig. In den 1970er Jahren erfolgte ein zweiter Rückbau, auch wurde der Bahnhof nun als unbesetzter Haltepunkt mit Anschlussstelle eingestuft. Bei der Eröffnung hieß die Station Bockau und wurde am 15. Mai 1933 in Bockau (Erzgeb) umbenannt.
Blauenthal    (50° 30′ 57″ N, 12° 37′ 34″ O)
Der Bahnhof Blauenthal bestand zunächst aus vier Gleisen, eines davon wurde nach dem Zweiten Weltkrieg abgebaut. Mit der Unterbrechung der Strecke durch den Talsperrenbau im Jahr 1975 stieg die Bedeutung des Bahnhofs als Endpunkt der Personenzüge aus Aue wieder an, deshalb wurde das abgebaute Gleis wiederaufgebaut. Zunächst war der Bahnhof noch eine eigenständige Dienststelle, später wurde Blauenthal dem Bahnhof Aue (Sachs) unterstellt.
Wolfsgrün    (50° 31′ 16″ N, 12° 36′ 35″ O)

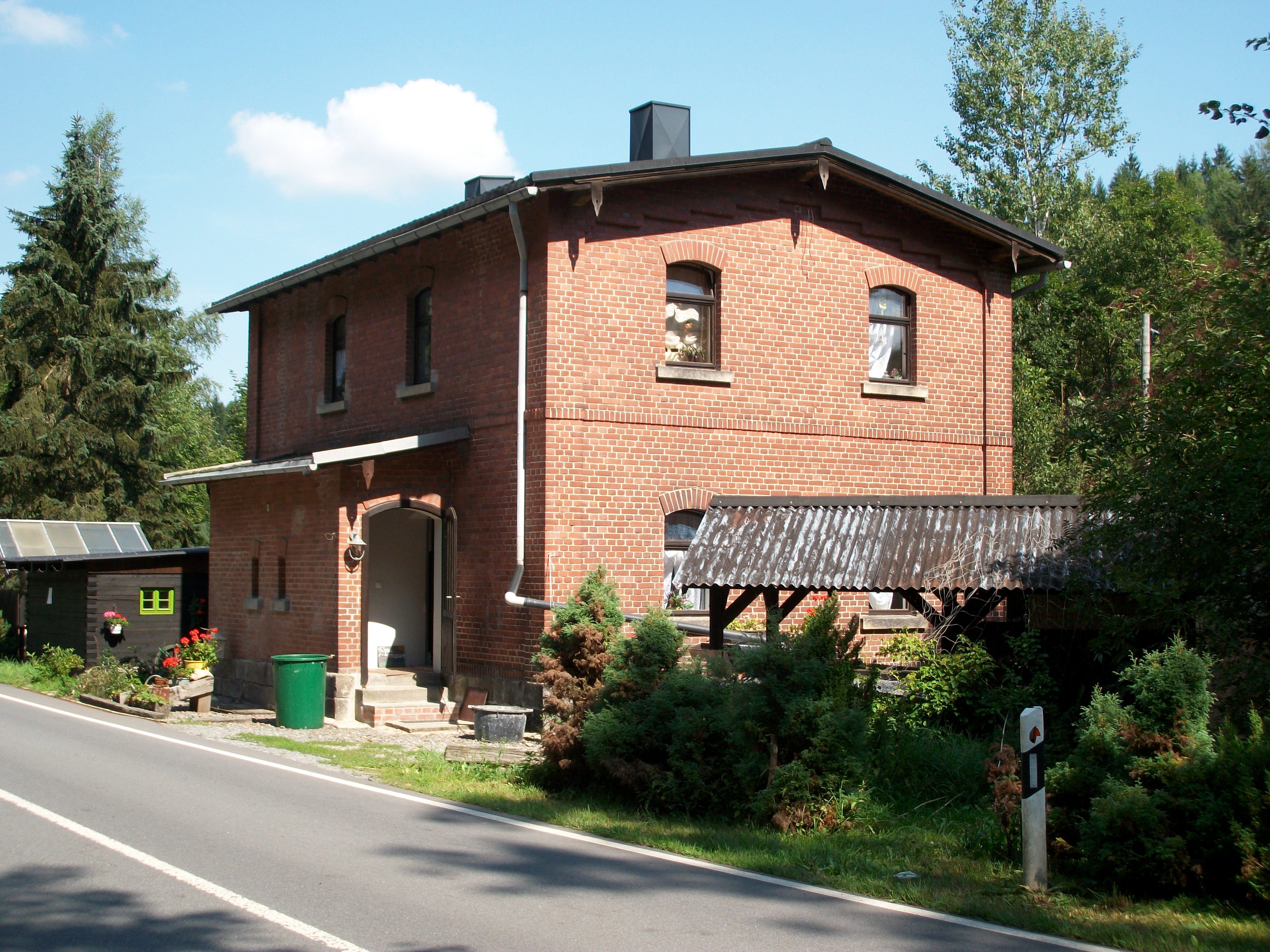
Bahnhof Wolfsgrün

Zunächst eine selbstständige Dienststelle, unterstand Wolfsgrün ab 1966 dem Bahnhof Bockau, im Herbst 1968 wurde die Station in einen Haltepunkt mit Anschlussstelle umgewandelt. Mit der Streckenteilung 1975 verlor Wolfsgrün weiter an Bedeutung, so erfolgte auch ein Rückbau der ursprünglich drei auf zwei Gleise. Eine noch Ende der 1980er Jahre errichtete Panzerverladerampe für ein Militärgelände in Schneeberg-Wolfgangmaßen wurde wegen der Wende 1989/90 nicht mehr genutzt. Nach dem Abbruch des Empfangsgebäudes 2000 wurden im Frühjahr 2003 sämtliche Gleisanlagen entfernt.
Eibenstock unt Bf    (50° 30′ 45″ N, 12° 34′ 56″ O)
Zunächst wurde die Station nur als Bahnhof Eibenstock bezeichnet. Da der Bahnhof weitab der Stadt Eibenstock im Muldental lag, wurde 1905 die Strecke nach Eibenstock ob Bf eröffnet und gleichzeitig der Bahnhof in Eibenstock unt Bf umbenannt. Durch den Bau der Talsperre Eibenstock wurde der Bahnhof am 5. Oktober 1975 stillgelegt und abgebrochen. Das Bahnhofsgelände befindet sich heute im Stausee der Talsperre Eibenstock.
Schönheide Ost    (50° 30′ 15″ N, 12° 33′ 18″ O)

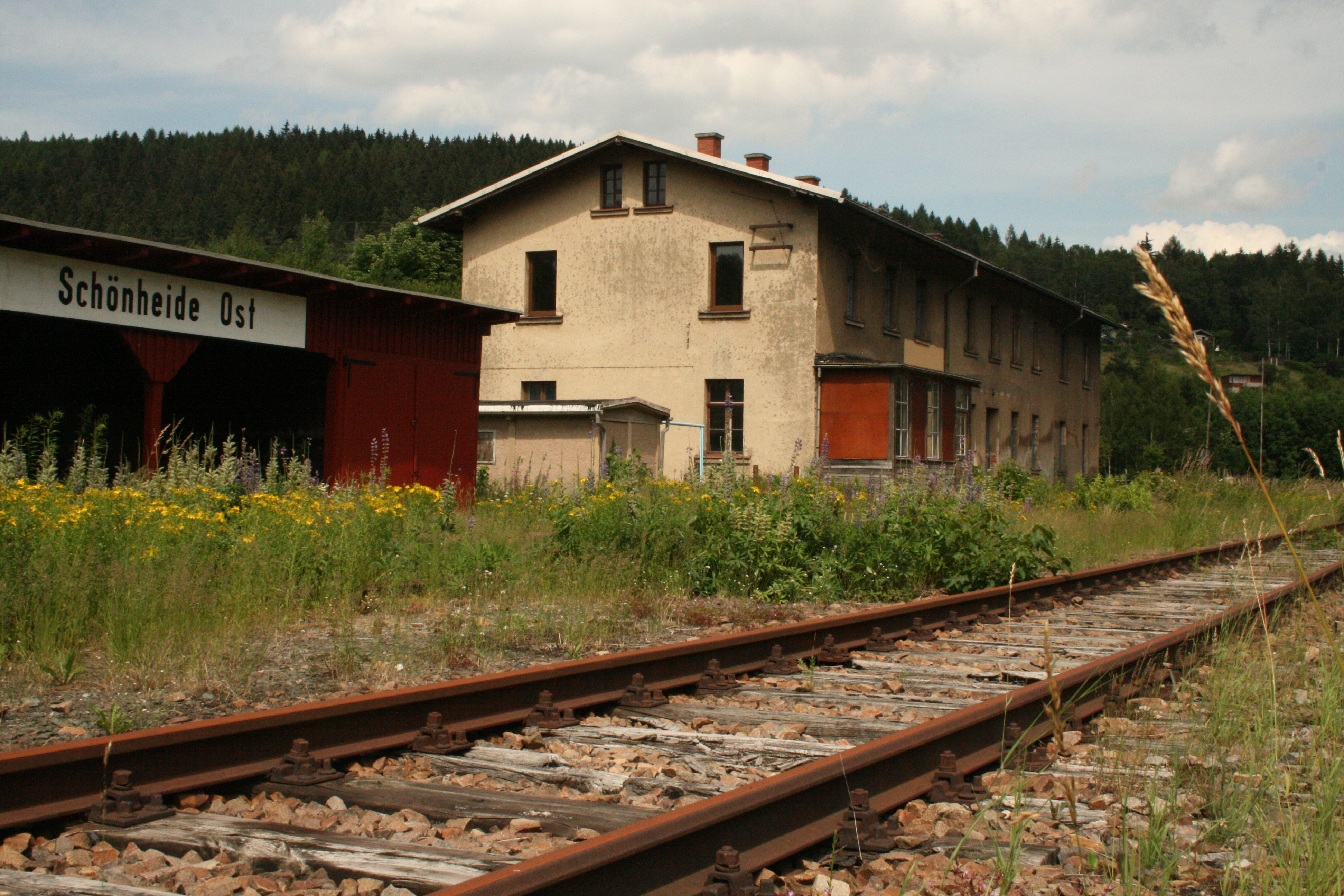
Bahnhof Schönheide Ost

Die Station trug bislang vier verschiedene Namen, im Einzelnen waren dies:
- bis 31. Januar 1892: Schönheide
- bis 20. Mai 1910: Schönheider Hammer
- bis 1950: Schönheiderhammer
- seit 1950: Schönheide Ost

Bei der Betriebseröffnung umfasste der Bahnhof drei Gleise, bereits 1878 wurde der zu klein dimensionierte Güterschuppen nach Rautenkranz umgesetzt und durch einen größeren Neubau ersetzt; die Gleisanlagen wurden etwas erweitert. Nach der Jahrhundertwende wurden wegen des gestiegenen Güterverkehrs nochmals zwei weitere Ladegleise gebaut.
Ende der 1970er Jahre wurde das Bahnhofsgelände komplett umgebaut. Die Zwickauer Mulde wurde südlich des Bahnhofs in einen neuen Kanal verlegt, damit entfiel an den beiden Bahnhofsköpfen jeweils eine Brücke. Für den Kanal musste der Güterschuppen abgerissen werden. Von den vorher vorhandenen acht Gleisen blieben nach dem Umbau nur noch fünf übrig.
Zum Bahnhof gehörte auch ein Anschluss zum nahegelegenen Eisenwerk, dem später namensgebenden Schönheider Hammer. Dieser bis in die 1990er Jahre bediente Anschluss ist heute abgebaut.
Im Empfangsgebäude soll eine Rast- und Servicestation am Muldentalradweg entstehen.
Schönheide Süd    (50° 28′ 33″ N, 12° 30′ 51″ O)

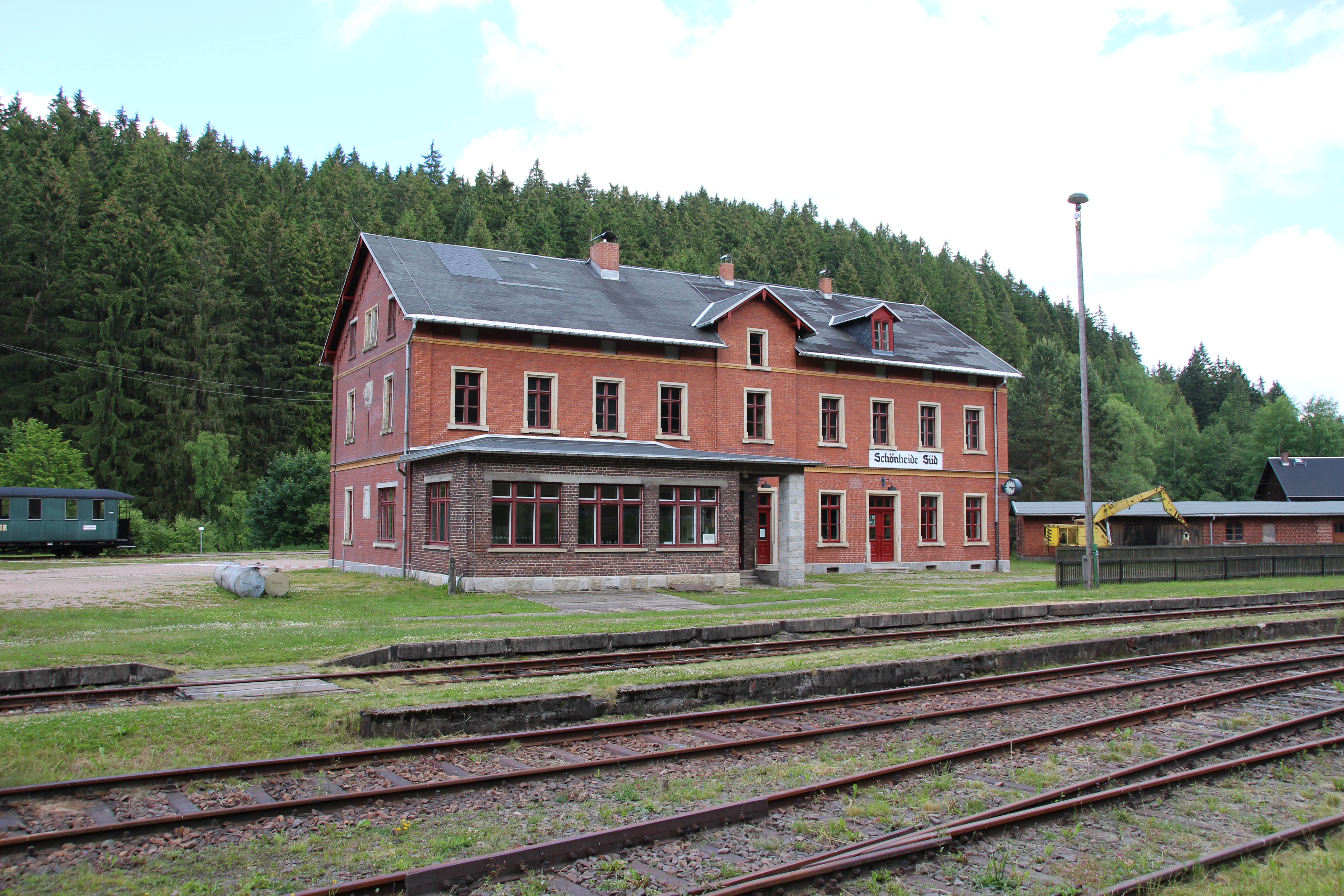
Bahnhof Schönheide Süd

Der Bahnhof Schönheide Süd (bis 1950: Bahnhof Wilzschhaus) ist der Spurwechselbahnhof zur Schmalspurbahn Wilkau-Haßlau–Carlsfeld. Er liegt ohne Bezug zur Ortschaft Schönheide frei im Muldental, lediglich der kleine namensgebende Schönheider Ortsteil Wilzschhaus befindet sich in der Nähe. Nach der Stilllegung der Schmalspurbahn wurde der schmalspurige Bahnhofsteil 1979 abgebaut. Die normalspurigen Anlagen wurden hingegen noch bis 1995 genutzt und blieben danach vom Rückbau verschont.
In jüngerer Zeit bemüht sich der Förderverein Historische Westsächsische Eisenbahnen e. V. (FHWE) um einen museumsgerechten Wiederaufbau der Gesamtanlage. In diesem Zusammenhang wurde auch ein Teil der Schmalspurgleise wieder errichtet. Der normalspurige Teil ist Ausgangspunkt für Draisinenfahrten des „Wernesgrüner Schienenexpresses“ nach Hammerbrücke.
Rautenkranz    (50° 27′ 50″ N, 12° 29′ 36″ O)

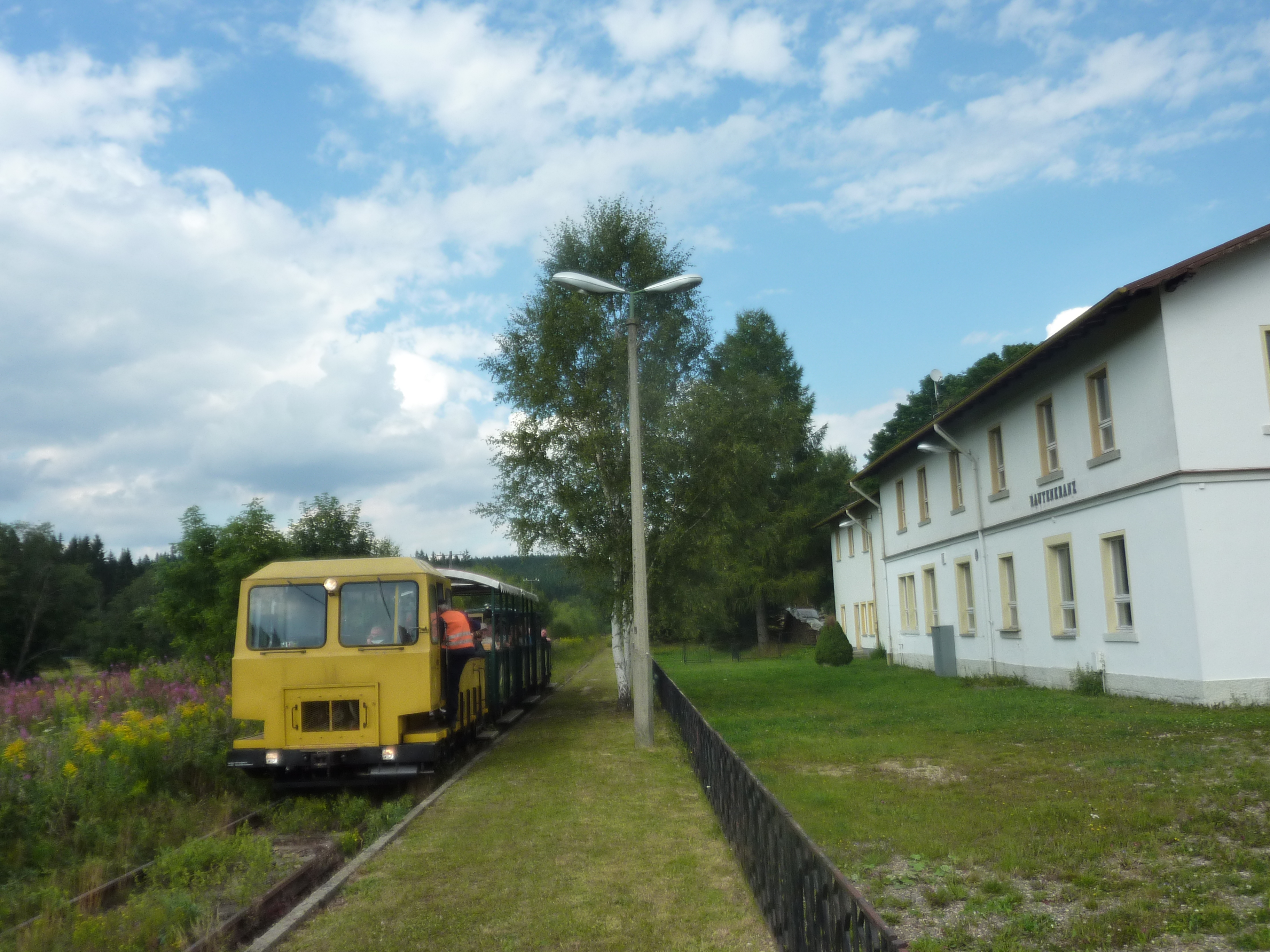
Haltepunkt Rautenkranz mit Wernesgrüner Schienenexpress (2012)

Bereits drei Jahre nach der Eröffnung wurde der Bahnhof 1878 von der Staatsbahn erweitert, dabei wurde auch der abgebaute Güterschuppen von Schönheide hier wieder aufgebaut. 1969 wurde der Bahnhof zum Haltepunkt zurückgestuft und mit der Einstellung des Personenverkehrs 1982 ganz aufgelassen. Da der erste Deutsche im All, Sigmund Jähn, aus dem Ort stammt, beherbergte das Empfangsgebäude bis 2007 das Museum „Deutsche Raumfahrtausstellung“, welches anschließend in eine neueröffnete Ausstellungshalle in der Nähe verlegt wurde. Nach einem Umbau wurde das seit zehn Jahren leer stehende Empfangsgebäude 2019 als Pension mit Bistro eröffnet, das den Namen „Weltraumbahnhof Rautenkranz WBF1875“ erhielt. In der Gegenwart ist die Station Halt der Motordraisinen des „Wernesgrüner Schienenexpresses“.
Tannenbergsthal (Vogtl)    (50° 27′ 0″ N, 12° 28′ 20″ O)

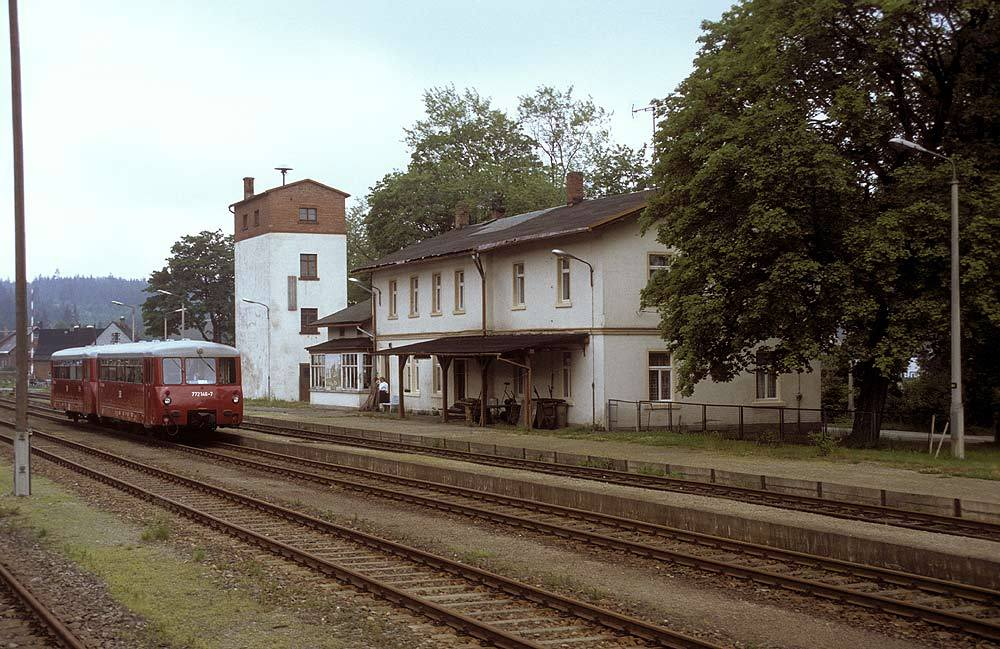
Bahnhof Tannenbergsthal (1992)

Die Station wurde als Bahnhof Jägersgrün mit drei Gleisen eröffnet. Von Anfang an Kreuzungsstation nahmen die Lokomotiven hier Wasser. Bereits 1877 wurde der Bahnhof erstmals um ein Gleis mit Holzverladerampe erweitert. Mit der Zurückstufung des Abschnitts von Jägersgrün bis Adorf zur Nebenbahn wurde der Bahnhof um ein zweiständiges Heizhaus erweitert. Nach der Eingemeindung von Jägersgrün wurde die Station am 15. Mai 1935 in Bahnhof Tannenbergsthal (Vogtl) umbenannt. Das Heizhaus wurde in den 1950er Jahren abgerissen.
Am 22. Juni 1998 wurden das Empfangsgebäude und der Wasserturm von einem schweren Unwetter, welches auch den Lokschuppen des ehemaligen Bahnbetriebswerkes Falkenstein abdeckte, beschädigt. Das Empfangsgebäude wurde daraufhin abgerissen. Heute liegen im Bahnhof nur noch zwei Gleise. In der Gegenwart ist die Station Halt der Motordraisinen des „Wernesgrüner Schienenexpresses“.
Hammerbrücke    (50° 26′ 6″ N, 12° 24′ 29″ O)

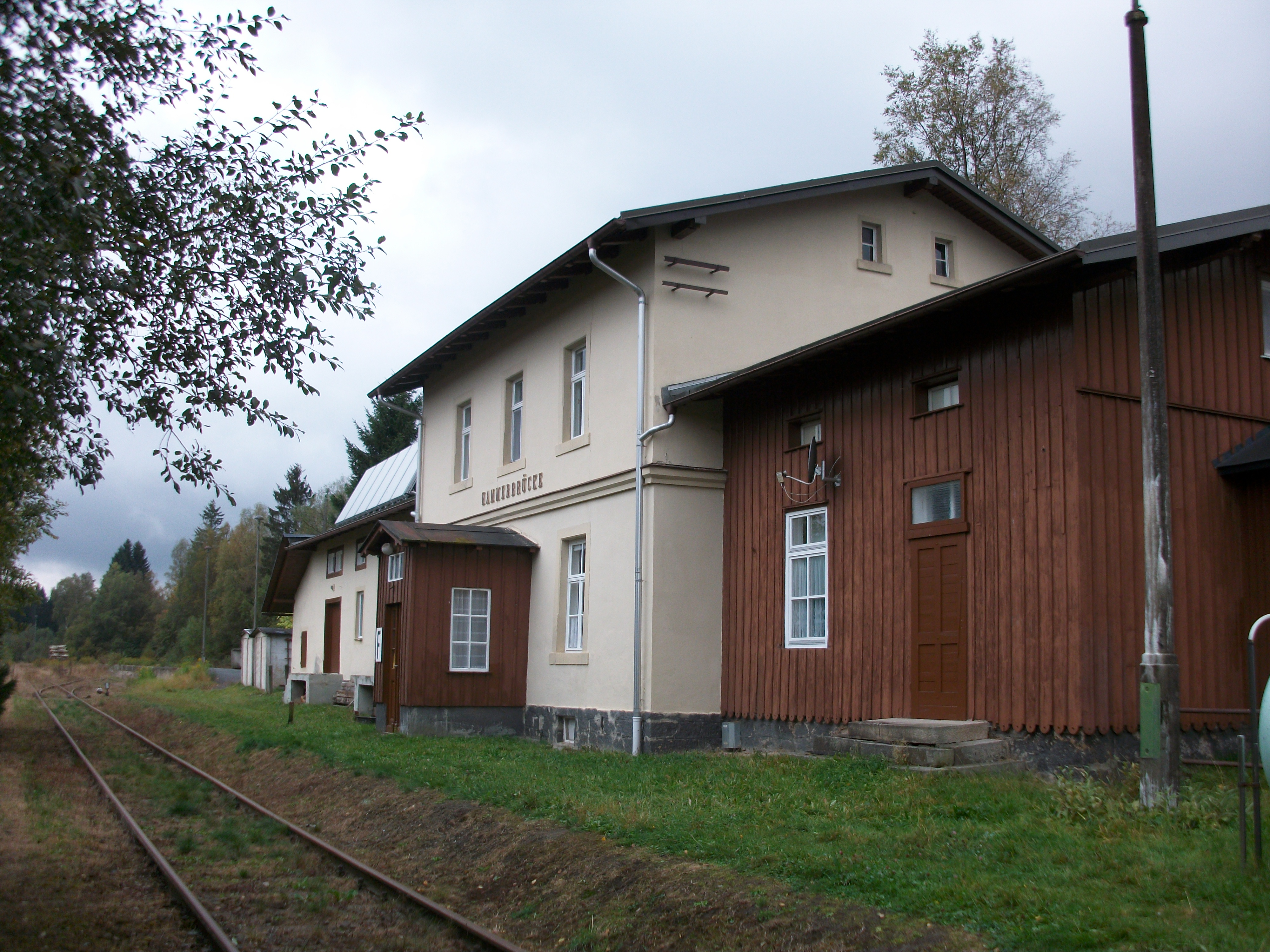
Haltepunkt Hammerbrücke (2016)

Die kleine Zwischenstation Hammerbrücke lag bei Streckenkilometer 87,7, ein Bahnsteig genügte dem bescheidenen Reiseverkehr. Im Güterverkehr trug ein Anschlussgleis zu einem Sägewerk wesentlich am Verkehrsaufkommen bei. Seit den 1990er Jahren ist in Hammerbrücke nur noch das durchgehende Hauptgleis vorhanden. In der Gegenwart ist die Station Endpunkt der Motordraisinen des „Wernesgrüner Schienenexpresses“.
Muldenberg    (50° 25′ 31″ N, 12° 23′ 50″ O)

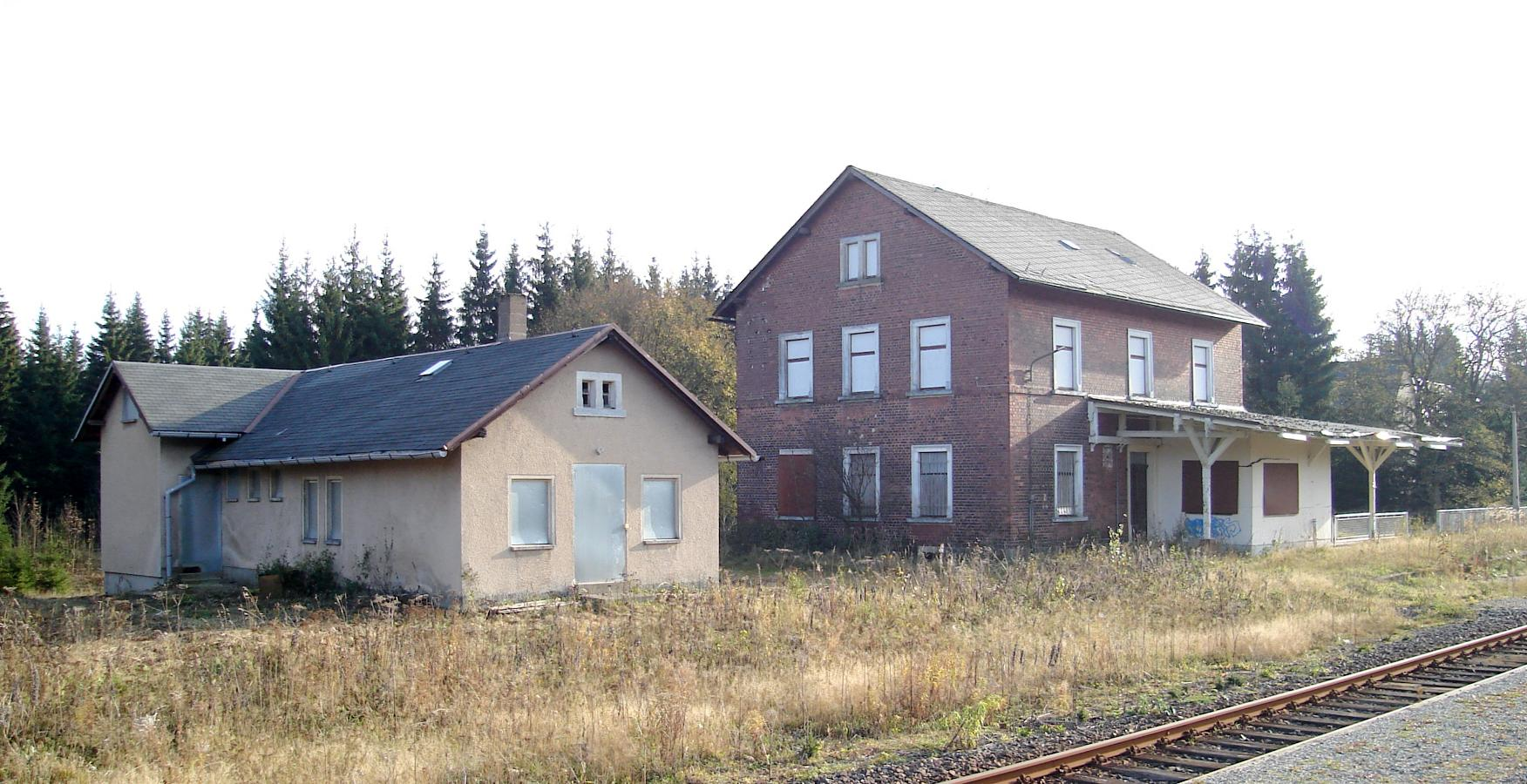
Bahnhof Muldenberg (2016)

Mit dem Bau der Bahnstrecke Falkenstein–Muldenberg wurde in Muldenberg ein Trennungsbahnhof errichtet. Die 1892 eröffnete Station liegt etwa zwei Kilometer von der namensgebenden Ortschaft Muldenberg entfernt mitten im Wald. Heute dient die Station noch als Kreuzungsbahnhof, die Weiche nach Schönheide Ost ist seit 1997 ausgebaut.
Nachdem der Bahnhof Muldenberg vom ZVV als Halt abbestellt worden war, wurden der Hausbahnsteig und der Reisendenübergang zurückgebaut. Der Bahnhof kann aber noch für Zugkreuzungen benutzt werden. Es gab von kommunaler Ebene Forderungen, in veränderter Lage einen neuen, kostengünstigen Bahnsteig zu errichten.
Muldenberg Floßplatz    (50° 24′ 58″ N, 12° 23′ 55″ O)
Der Haltepunkt Muldenberg Floßplatz im Zentrum vom Muldenberg wurde im November 2001 in Betrieb genommen. Züge halten hier nur bei Bedarf.
Schöneck (Vogtl)    (50° 23′ 45″ N, 12° 20′ 37″ O)

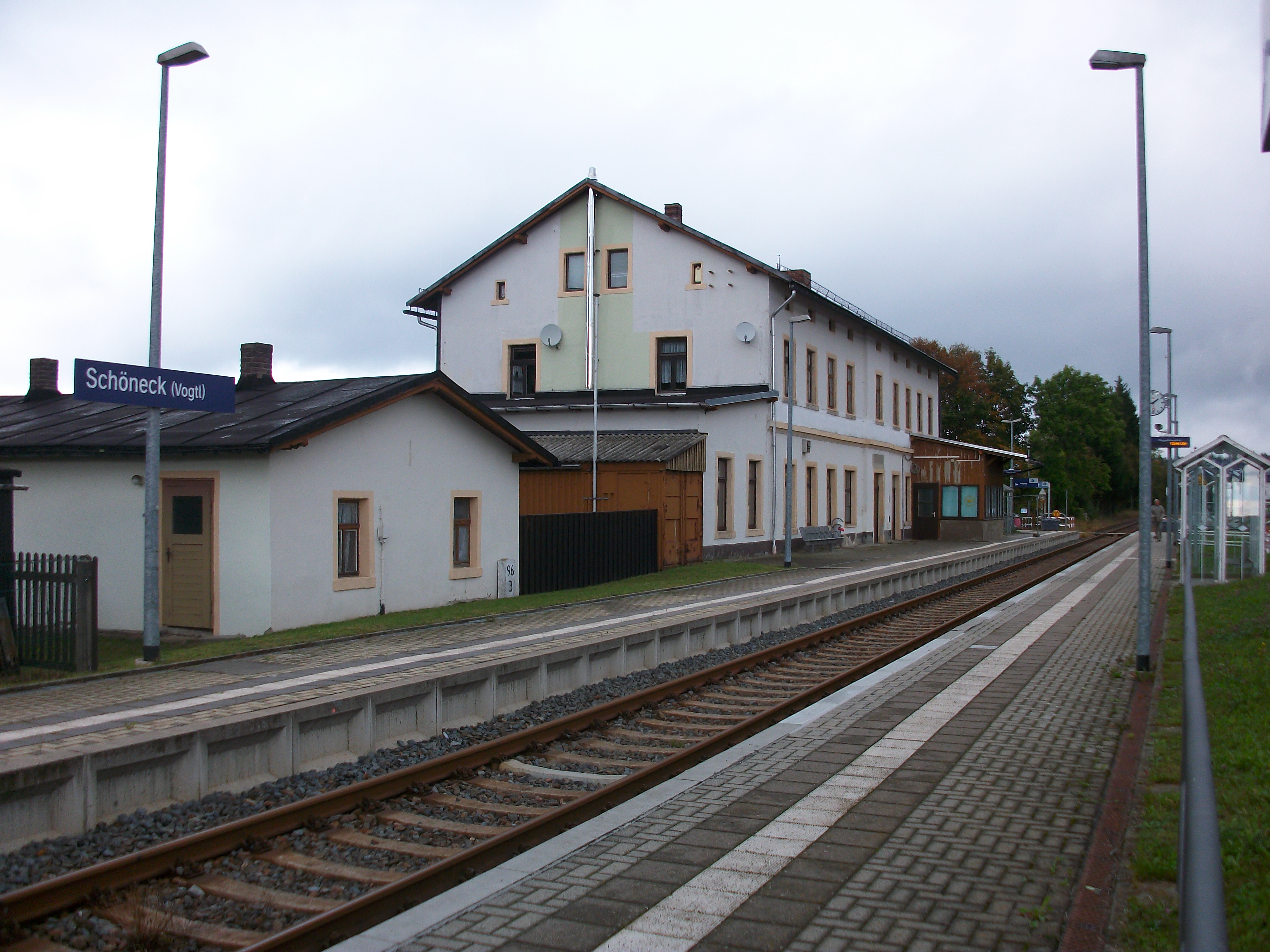
Bahnhof Schöneck (Vogtl) (2016)

Der Bahnhof Schöneck (Vogtl) gehörte von Anfang an mit fünf Gleisen zu den größeren Zwischenbahnhöfen. Neben zwei Bahnsteigen, einem Empfangsgebäude, einem Wirtschaftsgebäude, einem Güterschuppen und einer Holzverladerampe gehörte auch ein Anschlussgleis zum Bahnhof. Seit den 1930er Jahren war in Schöneck eine Kleinlok stationiert, das Fahrzeug – für das ein eigener Kleinlokschuppen errichtet worden war – musste 1942 zum Kriegseinsatz an die Ostfront abgegeben werden. Der Güterschuppen des bis 1989 selbstständigen Bahnhofs wurde Ende der 1990er Jahre abgebrochen. Seit 1997 liegt nur noch ein durchgehendes Gleis und das Bahnhofsgelände wurde teilweise mit der B 283 überbaut.
Schöneck (Vogtl) Ferienpark    (50° 23′ 24″ N, 12° 20′ 50″ O)
Der Bedarfshaltepunkt in der Nähe des IFA-Ferienparks wurde erst 2000 eingerichtet.
Zwotental    (50° 21′ 44″ N, 12° 21′ 49″ O)
Zunächst unter dem Namen Zwota geführt, wurde die Station 1902 in Zwota Bahnhof und 1909 schließlich in Zwotental umbenannt. Obwohl hier die Bahnstrecke nach Klingenthal abzweigte, wurde die Station erst mit Eröffnung der Grenzverbindung Klingenthal–Untergraslitz 1886 und der Bahnstrecke Falkenstein–Muldenberg 1892 zu einem bedeutenden Verkehrsknotenpunkt. Heute erfüllt der ehemalige Inselbahnhof zwar noch die Abzweigfunktion Richtung Klingenthal, die Gleisanlagen wurden Ende der 1990er Jahre bis auf zwei Gleise reduziert.
Gunzen    (50° 21′ 5″ N, 12° 19′ 59″ O)
Der Haltepunkt wurde am 1. November 1908 eröffnet. Einziges Bauwerk des Haltepunkts ist eine hölzerne Wartehalle.
Siebenbrunn    (50° 18′ 30″ N, 12° 18′ 7″ O)

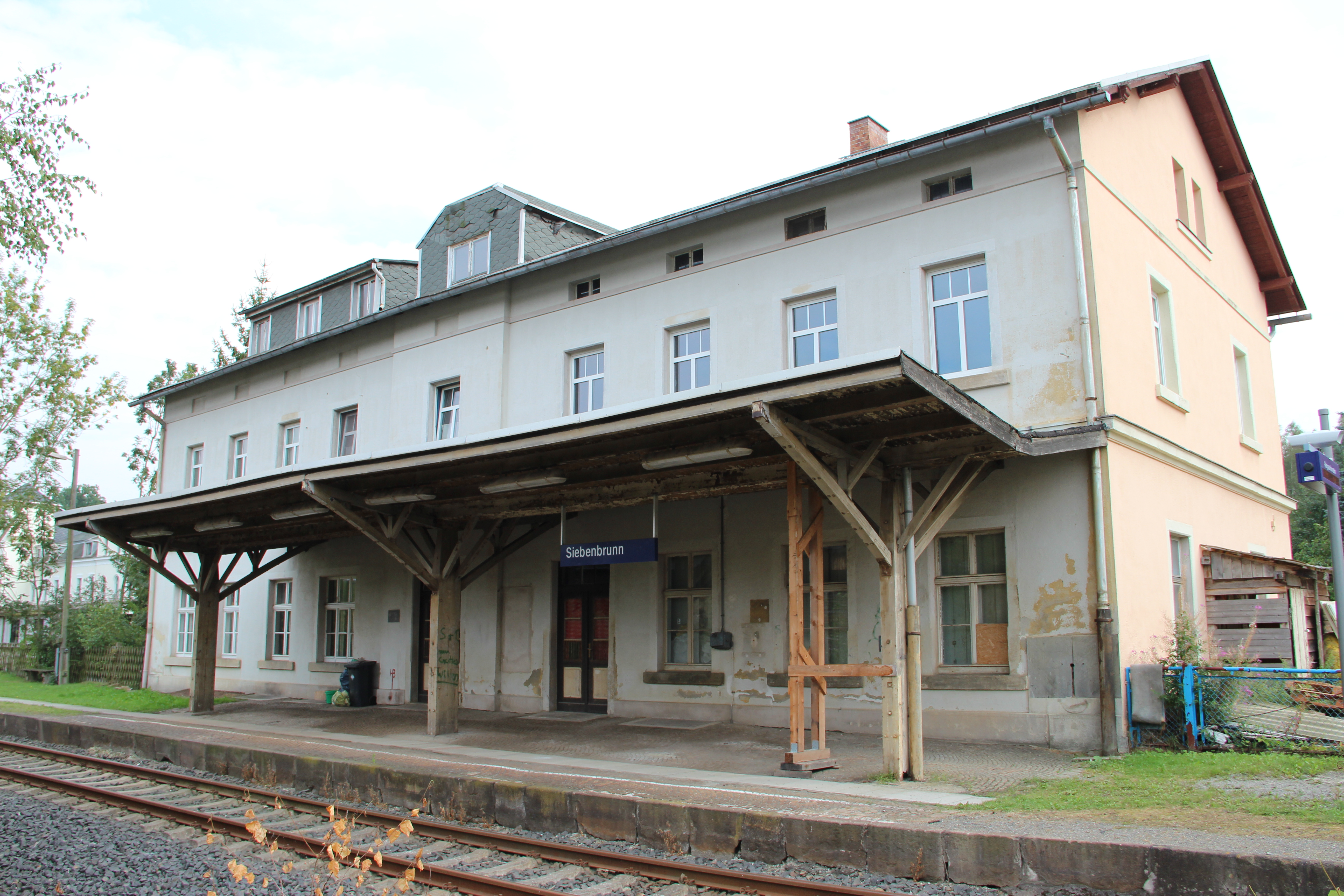
Bahnhof Siebenbrunn, Empfangsgebäude (2012)

Da sich die Stadt Markneukirchen finanziell am Bahnbau beteiligte, trug der Bahnhof zunächst die Bezeichnung Markneukirchen, obwohl er auf dem Gebiet der Gemeinde Siebenbrunn lag. Erst nach der Eröffnung der im Bahnhof eingebundenen Stichbahn nach Markneukirchen, die später bis Erlbach verlängerte wurde, wurde die Bahnhofsbezeichnung geändert.
Die Betriebsstelle wurde zum Haltepunkt zurückgestuft und bis auf das durchgehende Hauptgleis abgebaut. Nach der Abbestellung des SPNV wurde der Bahnsteig abgebrochen.
Haltestelle Adorf    (50° 18′ 59″ N, 12° 16′ 11″ O)
Wie in Chemnitz besaß die CAAE in Adorf mit der Haltestelle Adorf einen eigenen Bahnhof. Güterwagen konnten über ein Übergabegleis mit der Staatsbahn ausgetauscht werden, Reisende mussten zum etwa einen Kilometer entfernten Staatsbahnhof laufen. Mit der Verstaatlichung der CAAE wurden zunächst die Güterzüge direkt bis in den Staatsbahnhof geführt. Nachdem ein Jahr später auch die Personenzüge im Staatsbahnhof endeten, wurden die vorhandenen Anlagen bis auf das Empfangsgebäude entfernt. Im Herbst 2012 wurde auch das Empfangsgebäude abgebrochen.
Adorf (Vogtl)    (50° 19′ 28″ N, 12° 15′ 38″ O)
Der Bahnhof war bereits mit der Voigtländischen Staatseisenbahn 1865 eröffnet wurden. Mit Einbindung der Strecke Chemnitz–Aue–Adorf und der Strecke Asch–Adorf entwickelte sich Adorf zum regionalen Eisenbahnknoten, zudem endeten noch die Züge der Strecke von Erlbach/Markneukirchen in Adorf.
Daneben hatte Adorf auch Bedeutung als Lokstation bzw. später als selbstständiges Bahnbetriebswerk. Diese Anlagen werden heute vom Vogtländischen Eisenbahnverein Adorf genutzt.

### Ingenieurbauten
Brücke Dittersdorf    (50° 37′ 4″ N, 12° 45′ 54″ O)

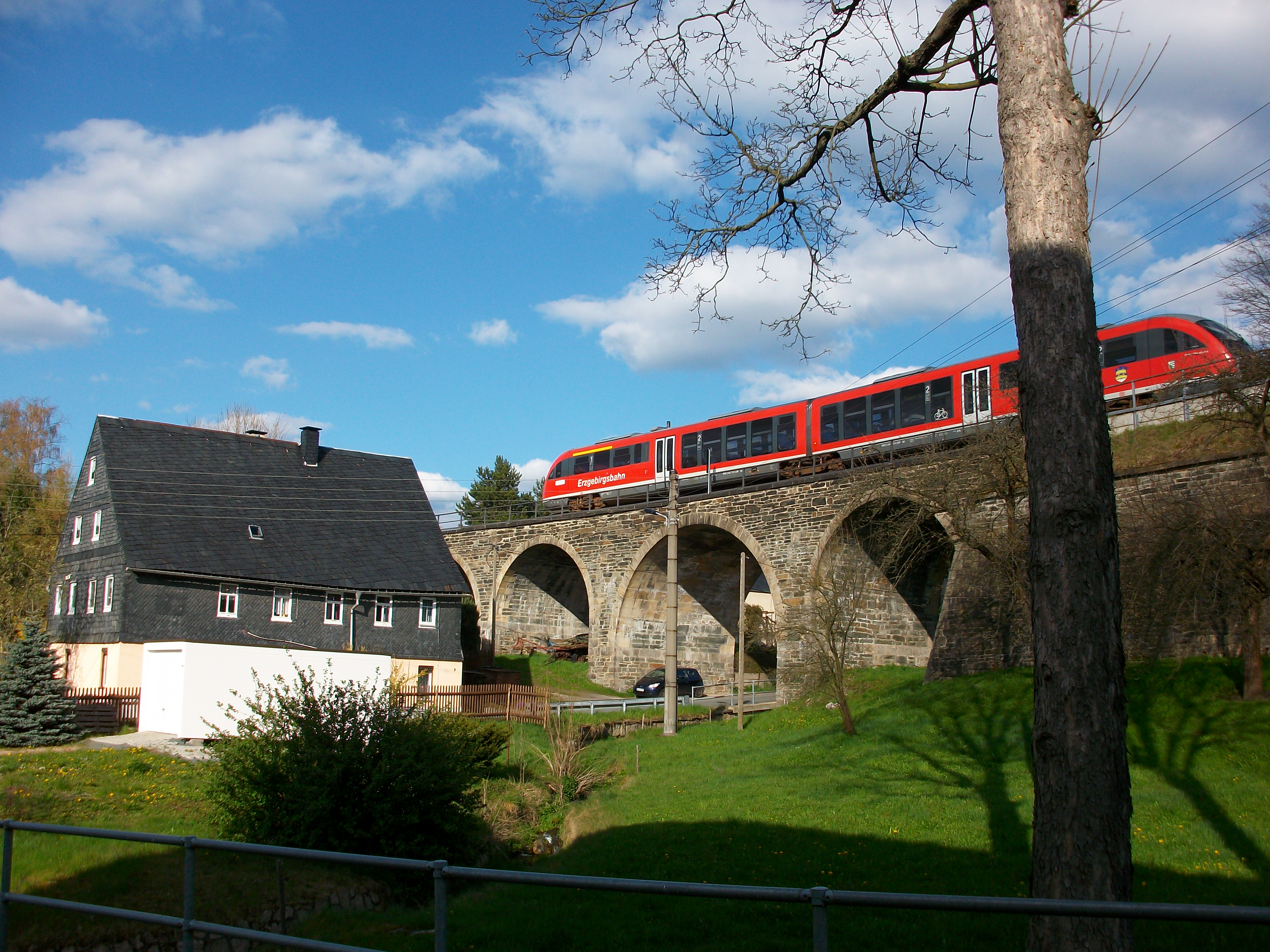
Brücke Dittersdorf (2016)

Bei Streckenkilometer 43,5 befindet sich das einzige Viadukt auf dem Streckenabschnitt Chemnitz–Aue. An die Steinbogenbrücke von 47,6 m Länge mit vier Bögen schließt sich noch ein längerer mit einer großen Stützmauer gesicherter Streckenabschnitt an. Die Brücke befindet sich im Lößnitzer Ortsteil Dittersdorf.
Bockauer Tunnel    (50° 33′ 24″ N, 12° 40′ 56″ O)

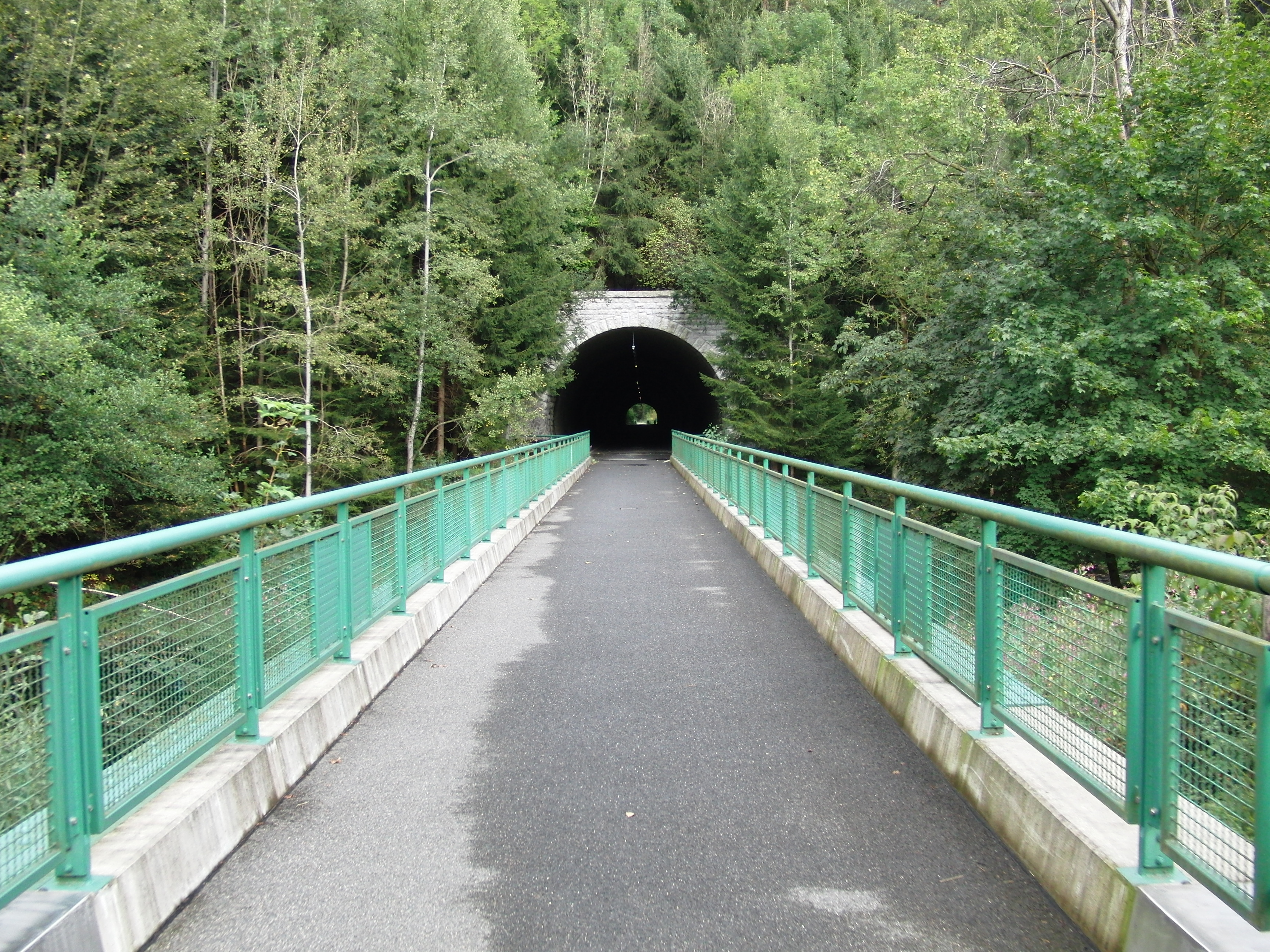
Bockauer Tunnel (2013)

Der Bau des Bockauer Tunnels bei Streckenkilometer 56,2 begann am 5. April 1873. Der 308 m lange Tunnel wurde von etwa 300 Arbeitern durch den Fels gesprengt, dabei kamen mehrere Arbeiter bei Unfällen ums Leben. Der Tunneldurchbruch des ungefähr 400 000 Mark teuren Bauwerks fand im März 1874 statt. Der Tunnel war ebenso wie die Brückenwiderlager bereits für einen zweigleisigen Ausbau vorbereitet.
Schönheider Tunnel    (50° 30′ 20″ N, 12° 34′ 6″ O)
Der 103 m lange Tunnel bei Streckenkilometer 70,3 besaß ebenso wie der Bockauer Tunnel ein ausreichendes Tunnelprofil für einen zweigleisigen Ausbau. Da der Tunnel unterhalb des Wasserspiegels der Talsperre Eibenstock liegt, wurden nach der Streckenstilllegung noch einige Sanierungsarbeiten vorgenommen und die Tunnelportale durch Gitter verschlossen.

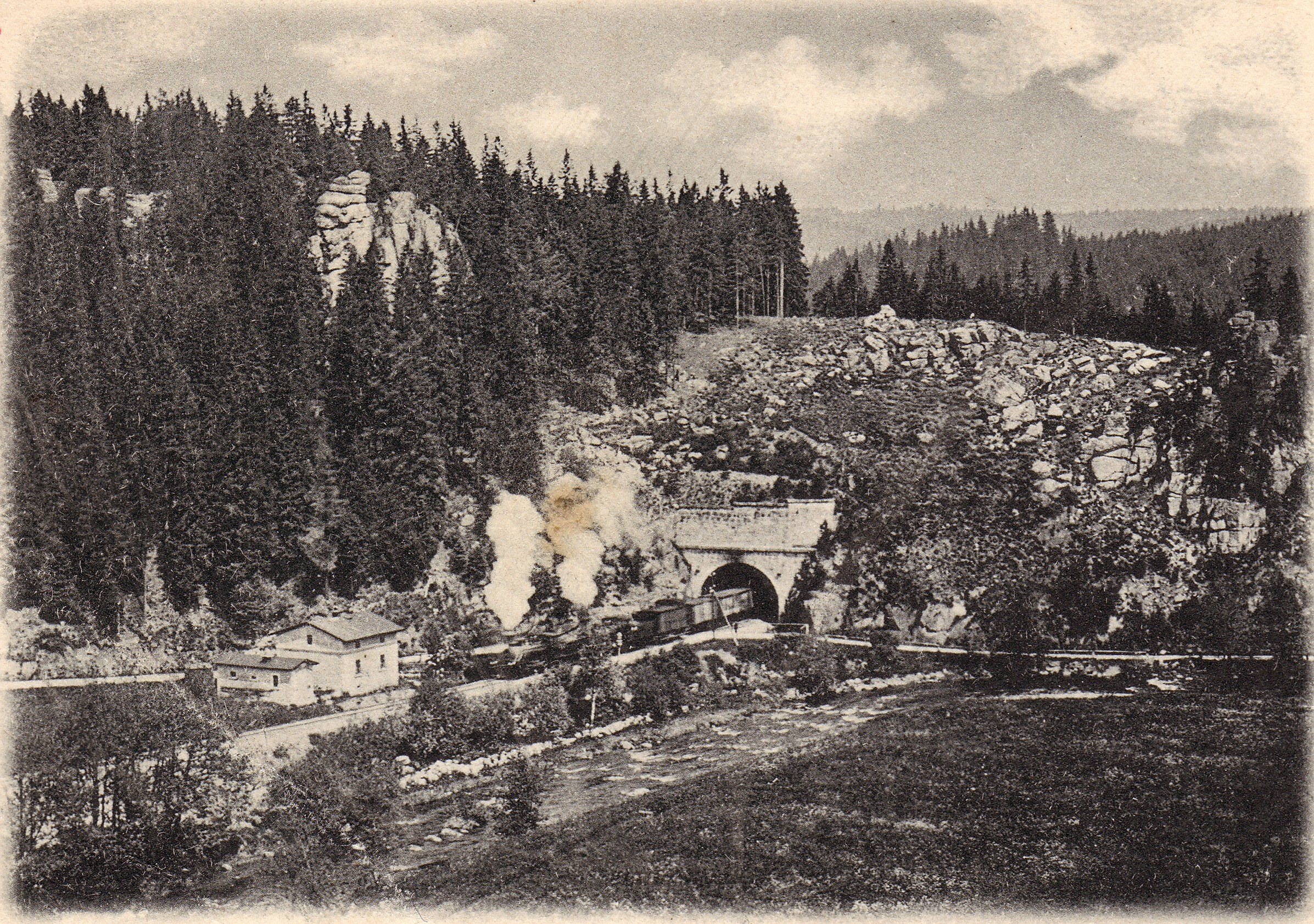
Ein Zug der Chemnitz–Aue–Adorfer Eisenbahn mit Vorspann verlässt den Tunnel östlich von Schönheiderhammer, im Vordergrund die Zwickauer Mulde.
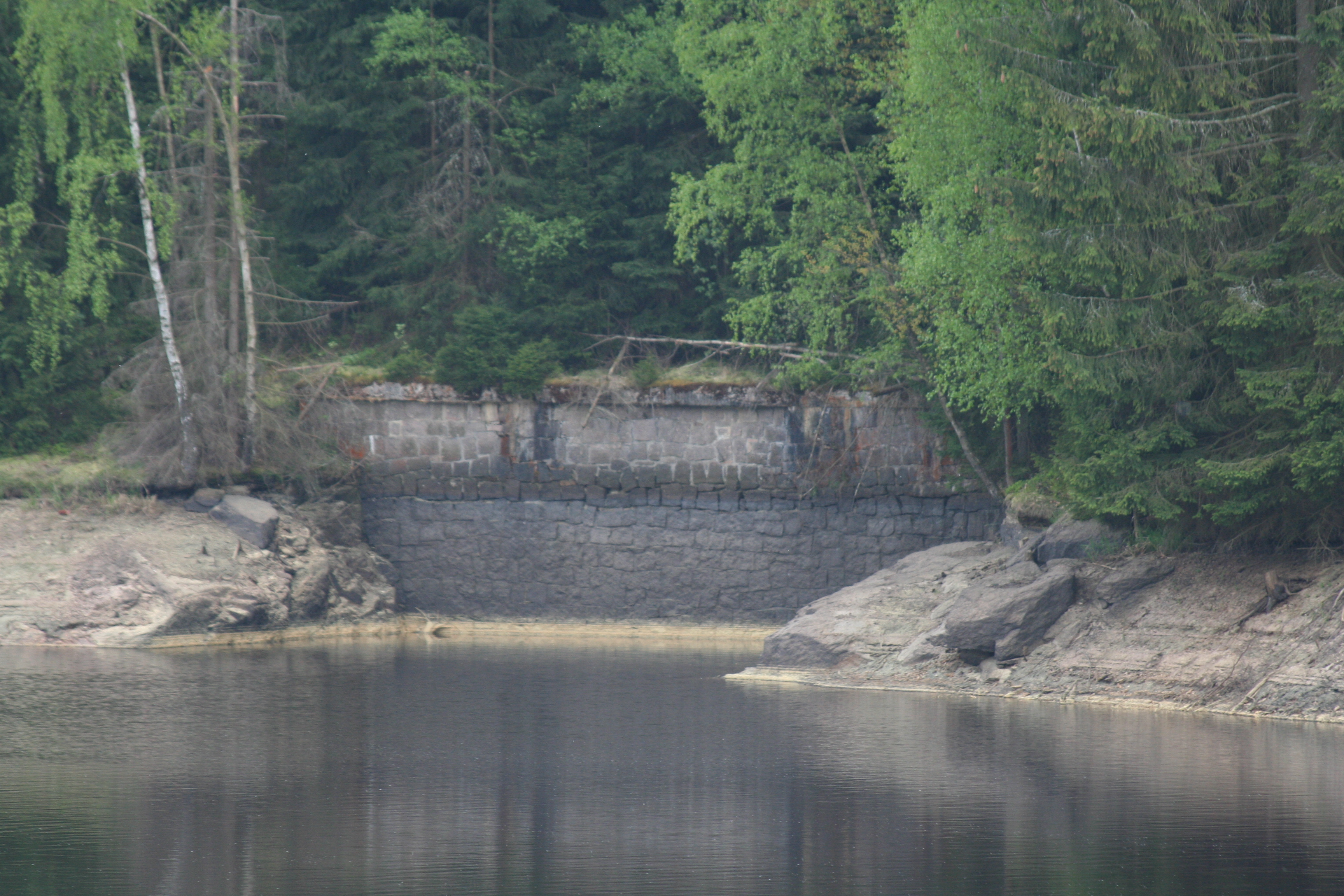
Tunnelportal Schönheider Tunnel, Portal unter Wasser der Talsperre Eibenstock (2018)

## Lokomotiveinsatz

Gattung H IIIT der CAAE

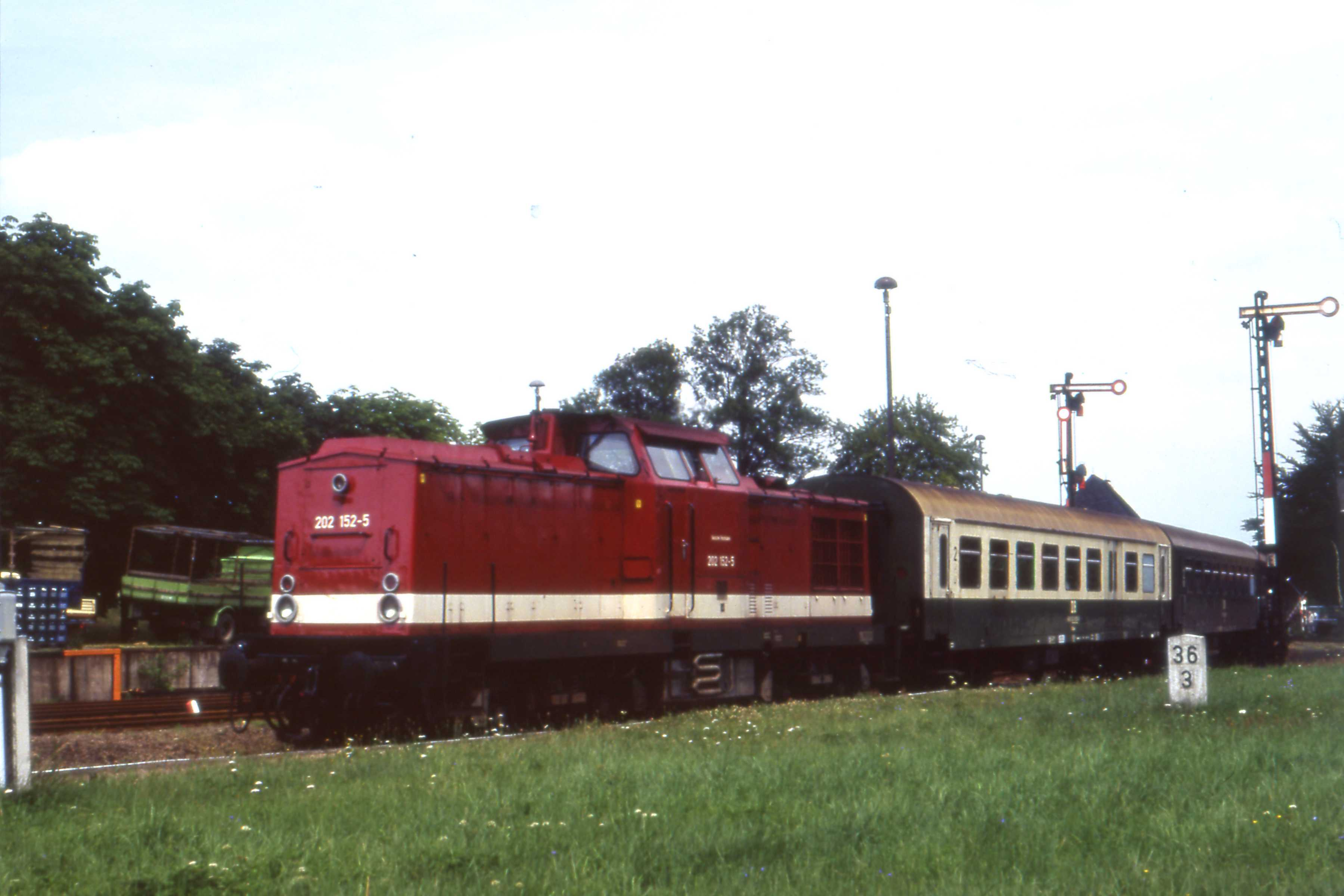
Personenzug der Deutschen Reichsbahn mit 202 152 und vierachsigen Rekowagen im Bahnhof Zwönitz (1992)

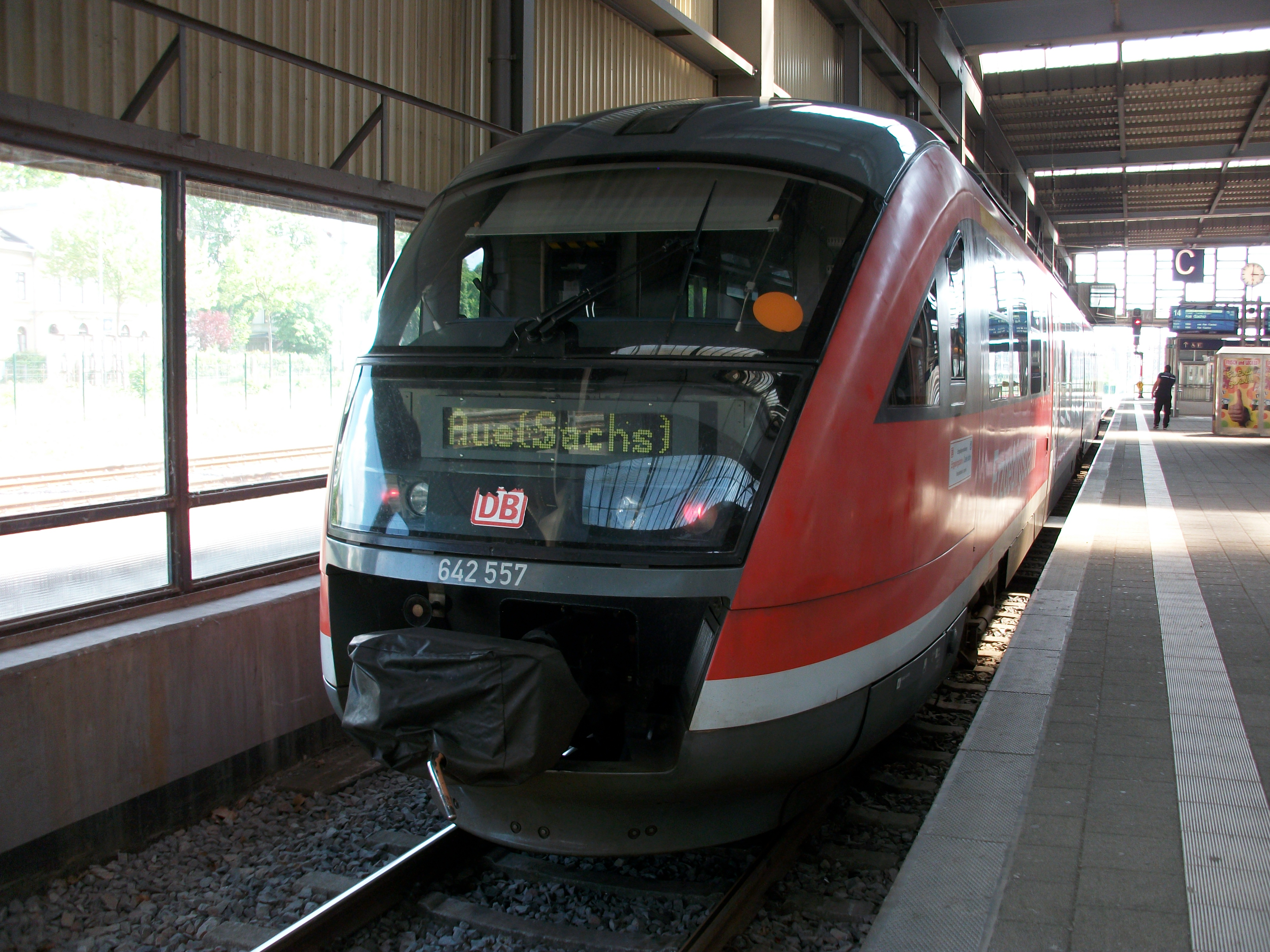
Siemens Desiro (Reihe 642) der Erzgebirgsbahn, Chemnitz Hbf, 2016

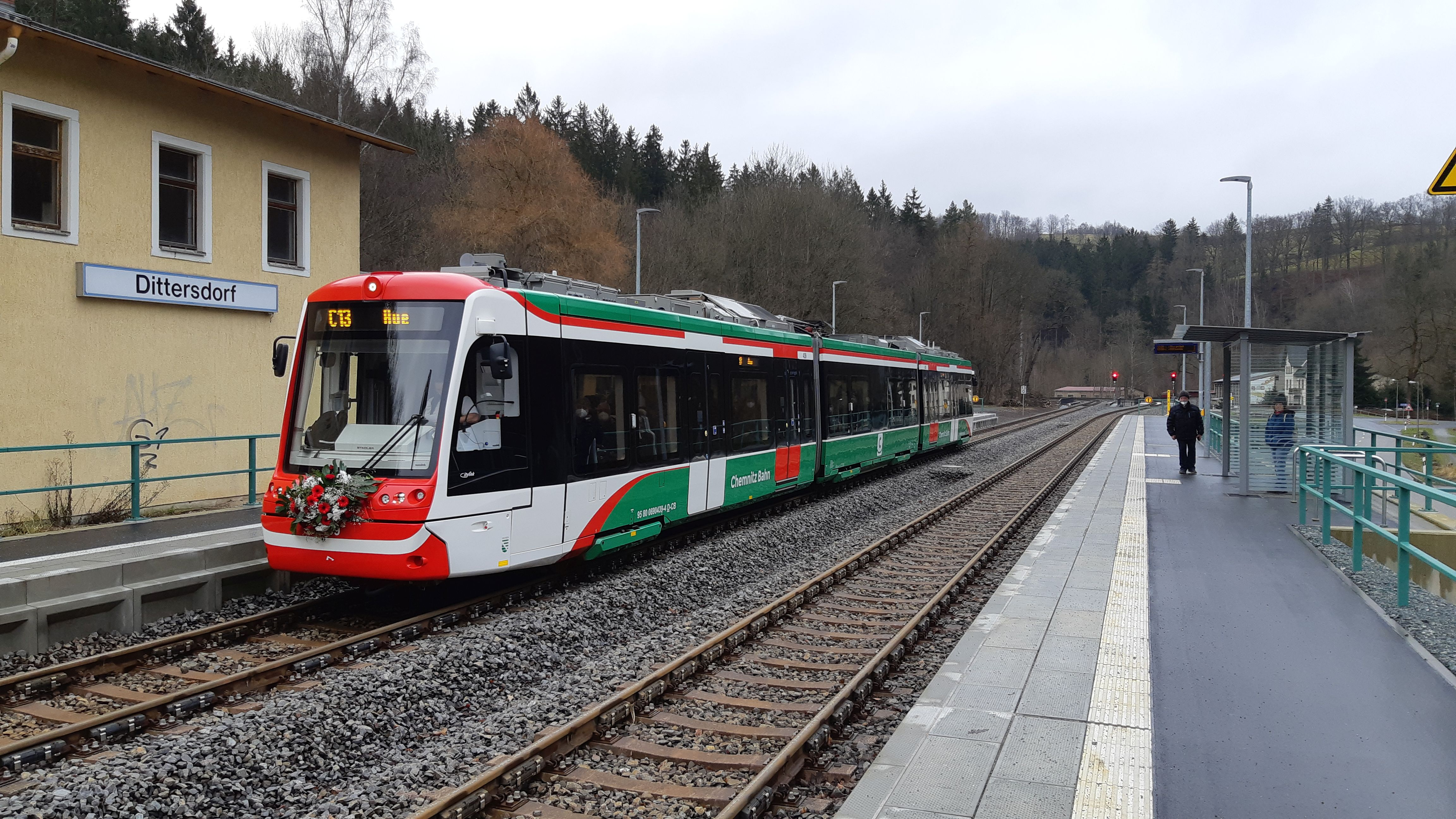
Vossloh Citylink der City-Bahn Chemnitz am 29. Januar 2022 im Bahnhof Dittersdorf, Tag der Betriebsaufnahme nach Einbindung der Strecke ins Chemnitzer Modell.

Die CAAE beschaffte anfangs Maschinen der Gattungen H IIIT und H VII. Nach der Verstaatlichung wurden auch Lokomotiven der Gattung IIIb eingesetzt. Später waren sowohl die Gattungen IV T (Baureihe 71.3) als auch V T (Baureihe 89.2) im Einsatz. Die Güterzüge wurden mit Lokomotiven der Gattungen V (Baureihe 53.82) und V V (Baureihe 53.6-7) bespannt.
Die Maschinen der Gattung XIV HT (Baureihe 75.5) ersetzen im Personenzugdienst bald die der schwächeren Gattung IV T, im Güterzugdienst wurde schon recht früh die Gattung XI HT (Baureihe 94.20–21) eingesetzt. Noch vor dem Ersten Weltkrieg gelangten auch Maschinen der Gattungen XII H2 (Baureihe 38.2–3) auf die Strecke.
Ab den 1930er Jahren übernahmen Maschinen der Reihe 86 einen Teil der Leistungen, diese Lokomotiven bildeten zusammen mit den Baureihen 38.2–3, 71.3 (nur bis in die 1940er Jahre), 75.5 und 94.20–21 bis in die 1960er Jahre die bestimmenden Bauarten auf der Strecke. Wegen der zu geringen zulässigen Meterlast konnten keine Maschinen der Gattung XIII H (Baureihe 58.4) eingesetzt werden, erst ab dem Zweiten Weltkrieg fuhren diese Lokomotiven zusammen mit baugleichen der von der preußischen Staatsbahn stammenden Reihe 58.2–5/10–21 vorrangig den Streckenteil von Karl-Marx-Stadt nach Aue. Auch die zur Reihe 58.30 rekonstruierten Maschinen wurden hier eingesetzt.
1967 kamen mit den Baureihen V 60, V 100 und V 180.2–4 erstmals Streckendiesellokomotiven zum Einsatz; recht bald wurde daraufhin der Großteil der Dampflokomotiven der Baureihen 38.2–3, 75.5 und 94.20–21 aus dem Fahrdienst verdrängt und ausgemustert. Mitte der 1970er Jahre wurde nach der Stationierung von weiteren Diesellokomotiven der Großteil der noch verbliebenen Dampflokomotiven der Baureihen 58.2–5/10–21, 58.30 und 86 überflüssig. Die Lokomotiven der Baureihe 94.20–21 wurden bereits seit der Stilllegung der Steilstrecke Eibenstock – wo nahezu ausschließlich diese Maschinen eingesetzt wurden – nicht mehr benötigt.
Vereinzelt wurden in den 1960er Jahren auf dem unteren Streckenteil schon Einheitslokomotiven der Baureihen 50.0–31 und 52.0–77 eingesetzt, planmäßig kamen nur in den 1980er Jahren die Baureihen 50.0–31 und 50.35–37 wegen der Ölknappheit auf dem unteren Streckenteil zum Einsatz. Im Dezember 1987 wurde der Traktionswandel abgeschlossen, danach verkehrten bis in die 1990er Jahre Dampflokomotiven nur noch im Rahmen von Plandampfveranstaltungen auf der Strecke.
Ab den 1980er Jahren durften auch Lokomotiven der Baureihen 120 und 130 die Strecke befahren. Die Lokomotiven der Reihe 120 kamen aber nicht im planmäßigen Betrieb zum Einsatz, auch bei der Baureihe 130 blieb es nur bei Einzelleistungen. Ab Anfang der 1990er Jahre wurden im Abschnitt Chemnitz–Blauenthal Lokomotiven der Reihe 219 eingesetzt, welche die Baureihe 228 (die frühere V 180) bis 1994 vollständig verdrängten.
Zwischen 1966 und 1973 verkehrten zwischen Muldenberg und Klingenthal bereits Triebwagen der Reihe VT 2.09, die sich wegen ihrer unzureichenden Motorisierung nicht bewährten. Seit 1997 setzt die Vogtlandbahn RegioSprinter ein.
Der Personenzugverkehr zwischen Chemnitz und Aue wurde 1998 zunächst von Triebwagen der Baureihe 628/928 übernommen, die bis 2003 durch Triebwagen der Reihe 642 ersetzt wurden. Seit Einbindung des Abschnitts Chemnitz–Aue ins Chemnitzer Modell am 29. Januar 2022 erbringt die City-Bahn Chemnitz den Schienenpersonennahverkehr auf diesem Streckenabschnitt mit Zweikraftwagen des Typs Citylink.